# قائمة الشلالات حسب النوع
وفيما يلي قائمة بالشلالات حسب النوع.
- انحداري: ينزل الماء عموديًا، ويفقد الاتصال بسطح الصخر الأساسي.[1]
- ذيلي: يحافظ الماء النازل على بعض الاتصال مع قاع الصخر . [1]
- طوفاني (Cataract): شلال كبير وقوي. [1]
- متدرّج : سلسلة من الشلالات واحدة تلو الأخرى بنفس الحجم تقريبًا ولكل منها حوض مغمور خاص به. [1]
- اعتراضي (Block): ينحدر الماء من مجرى مائي أو نهر واسع نسبيًا. [1] [2]
- تتابعي (Cascade): ينزل الماء عبر سلسلة من الدرجات الصخرية. [1] [2]
- مجزّأ: تتشكل تدفقات منفصلة من المياه أثناء نزولها. [1]
- متعدد الطبقات: قطرات الماء في سلسلة من الخطوات أو الشلالات المتميزة. [1]
- حوضي: ينزل الماء في شكل مقيد ثم ينتشر في بركة أوسع. [1]
- مروحي: تنتشر المياه أفقيًا أثناء نزولها مع البقاء على اتصال بالصخور الأساسية. [1]

وتتميز بعض الشلالات بأنها لا تتدفق بشكل مستمر، حيث لا تجري إلا بعد هطول المطر أو ذوبان الثلوج وتسمى الشلالات المؤقتة.

## انحداري
ينزل الماء عموديا، ويفقد الاتصال مع سطح الصخر الأساسي.

### أستراليا

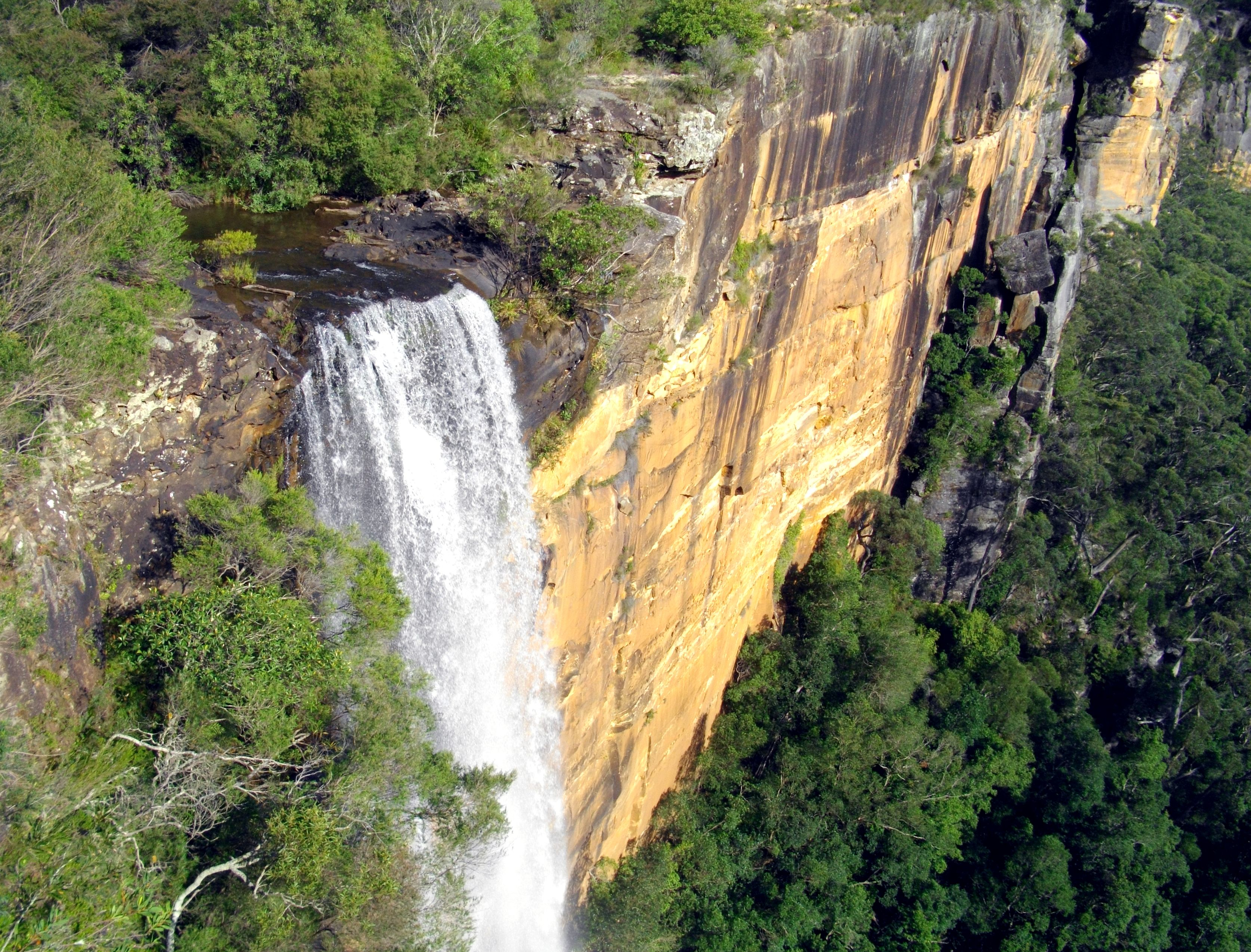
شلالات فيتزروي

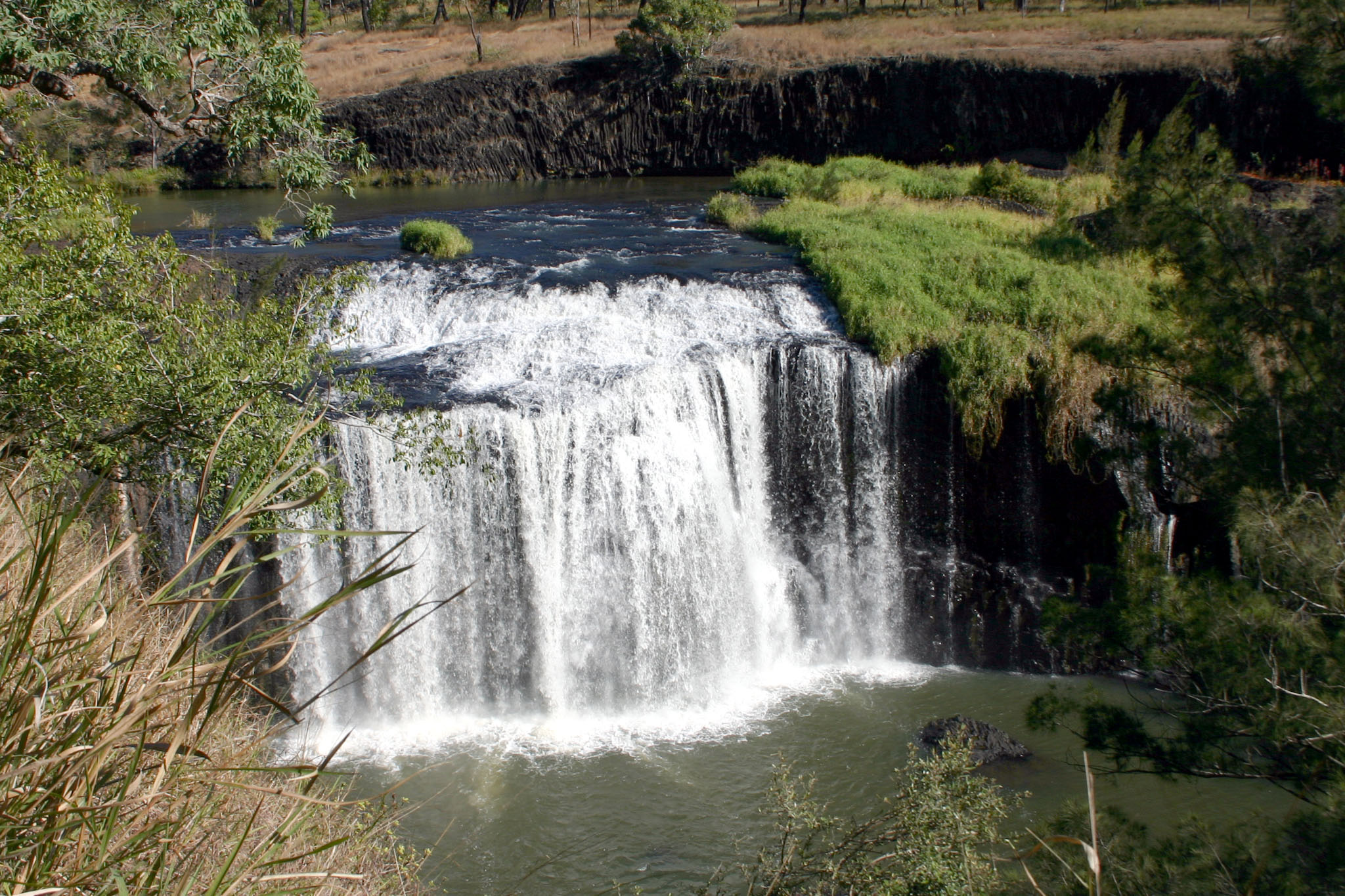
شلالات ميلستريم

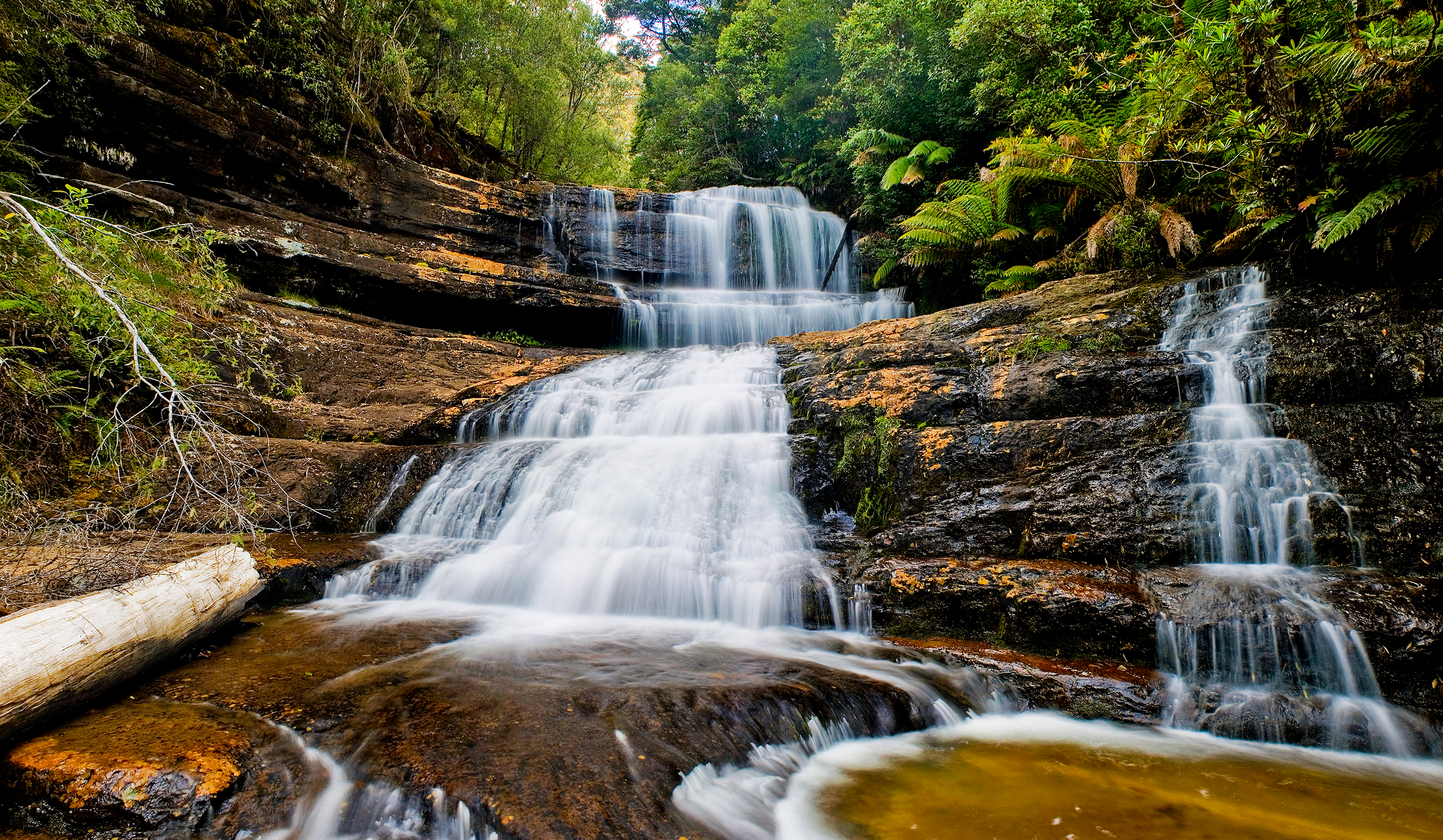
شلالات ليدي بارون

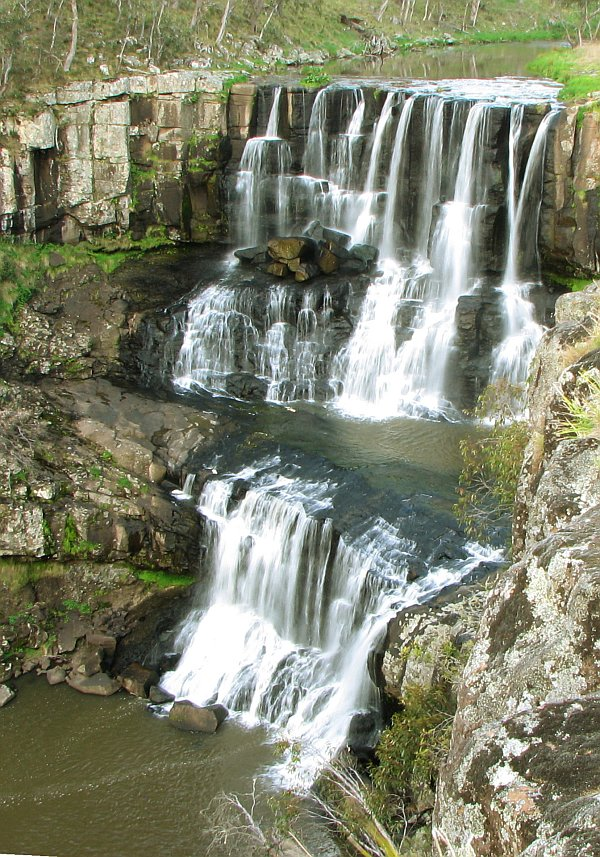
شلالات إيبور

- شلالات بلينكو
- شلالات كورتيس
- شلالات دانجار
- شلالات ديلاينز
- شلالات إلينبورو
- شلالات فيتزروي
- شلالات هوبتون
- جيم جيم فولز
- شلالات ميلا ميلا
- شلالات الفيلسوف
- شلالات بورلينجبروك
- شلالات الملكة ماري
- شلالات تولمر
- شلالات سانت جورج
- شلالات والامان
- شلالات يابا

### بنغلاديش
- شلال مادابكوندا

### البرازيل
- كاتشويرا دا فوماسا
- شلالات كاراكول

### كندا

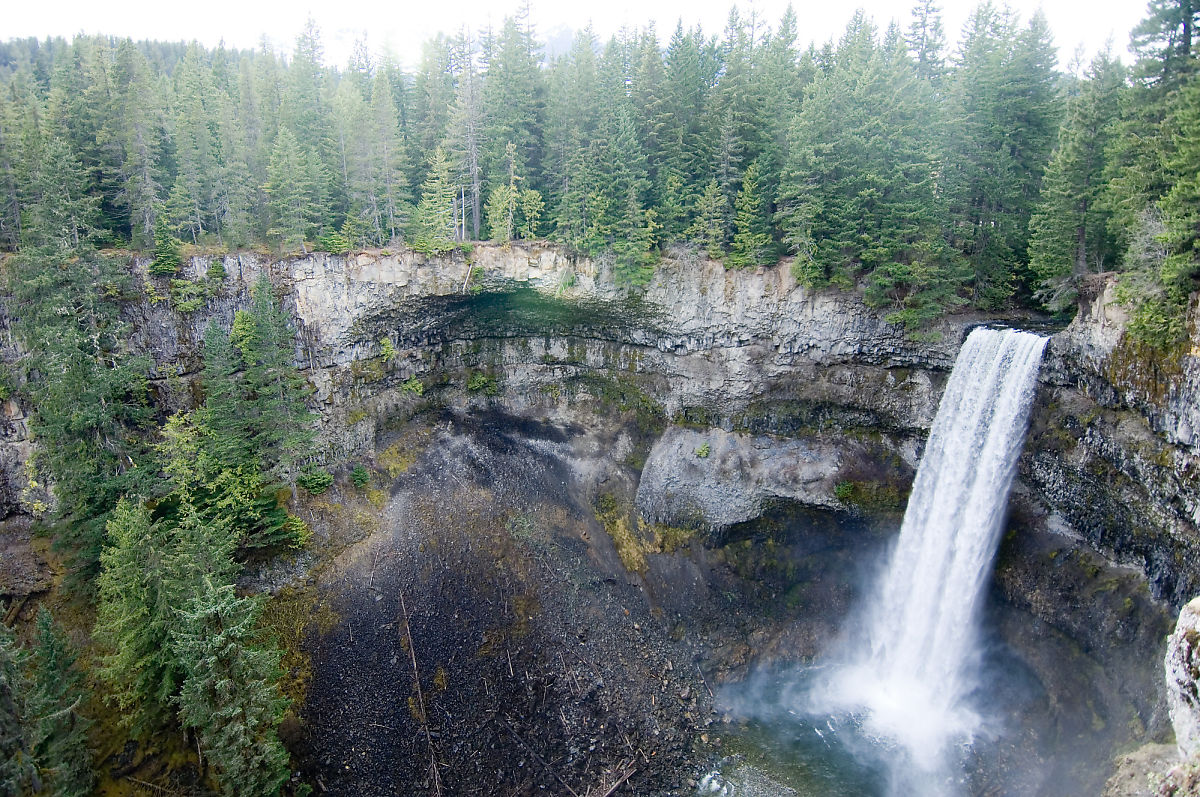
شلالات برانديواين

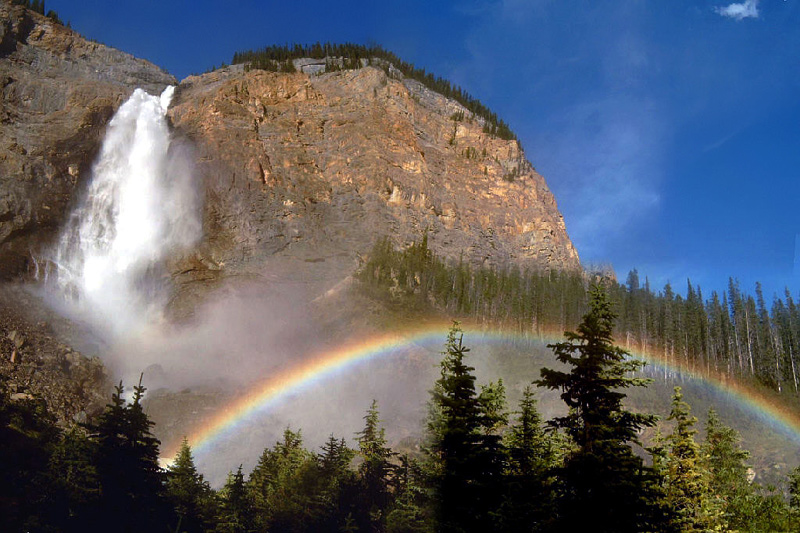
شلالات تاكاكاو

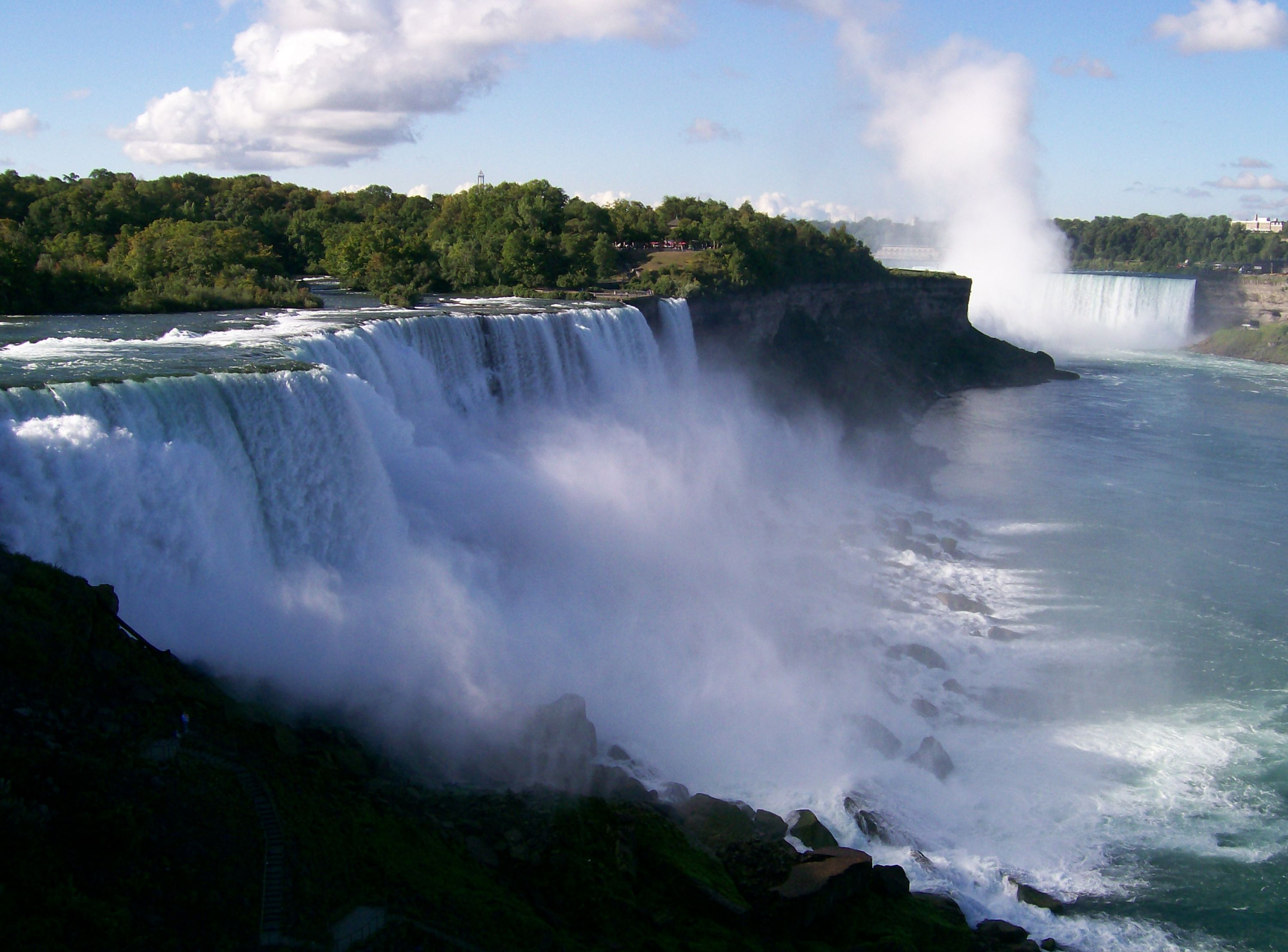
شلالات نياجرا

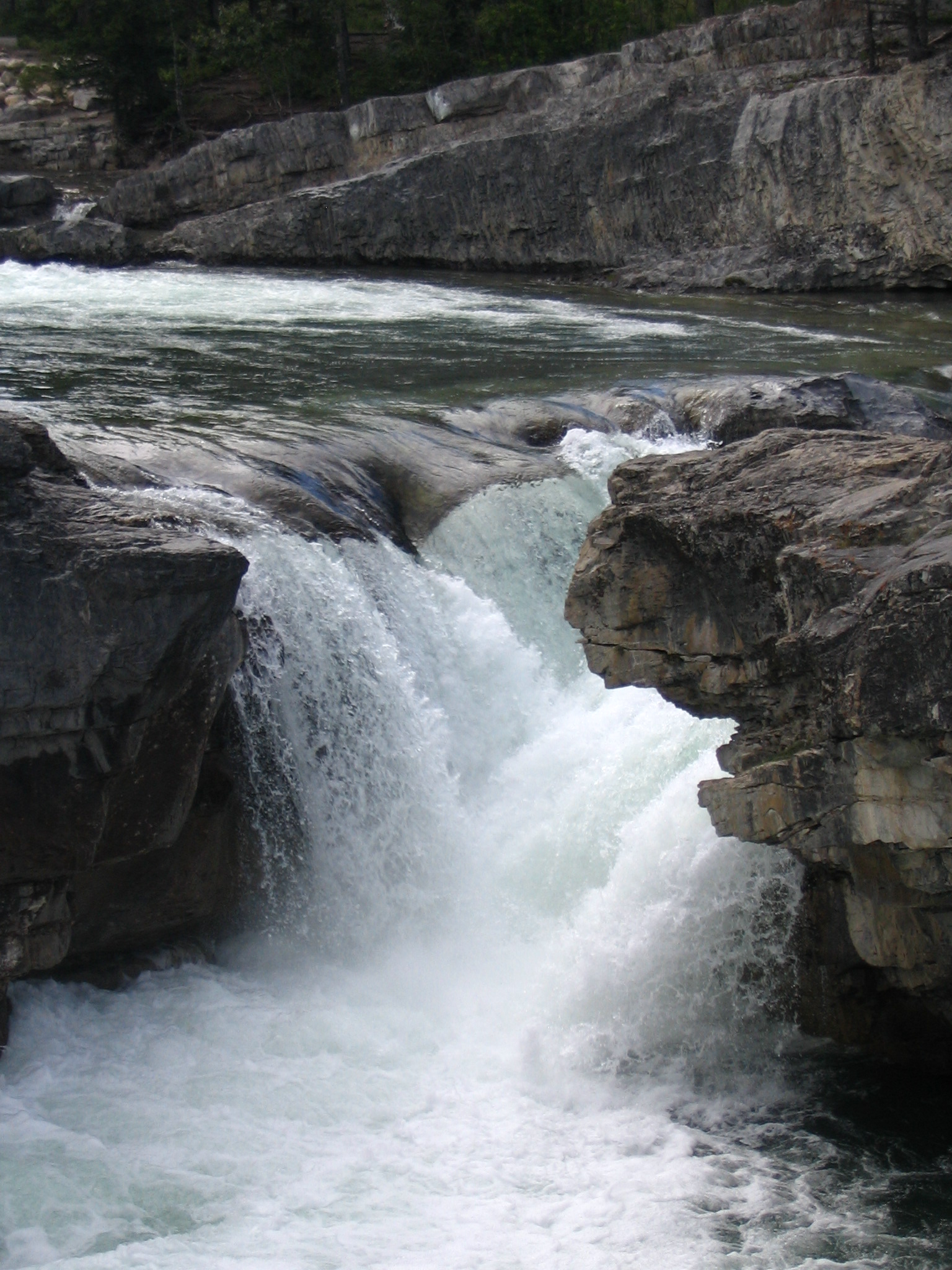
سقوط الكوع

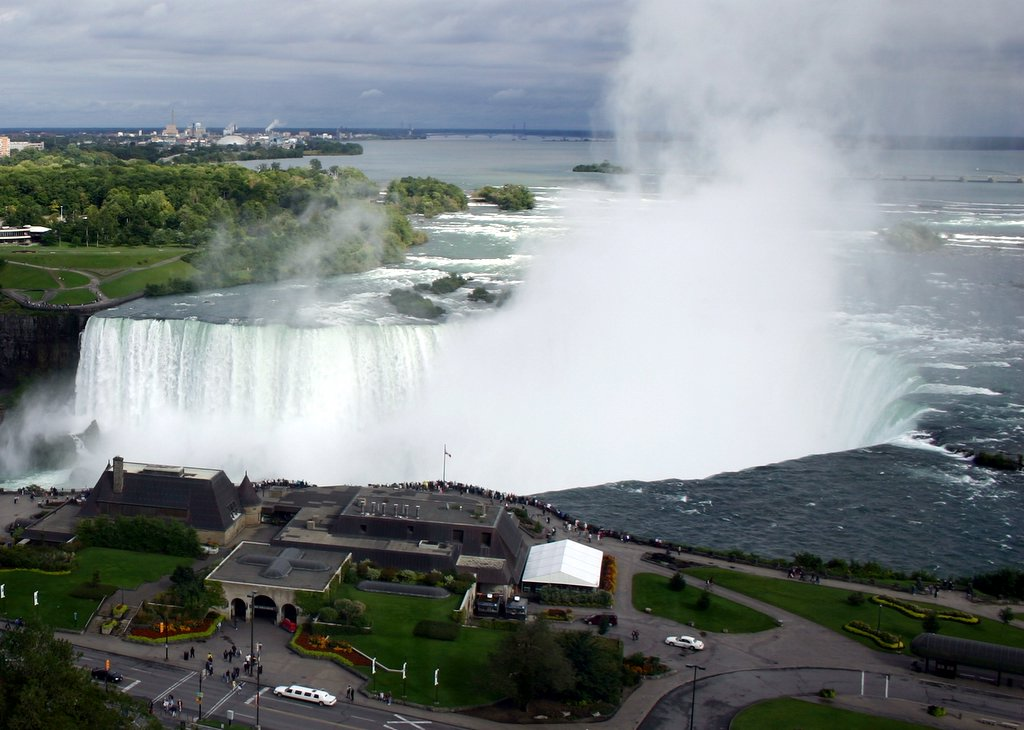
شلالات حدوة الحصان

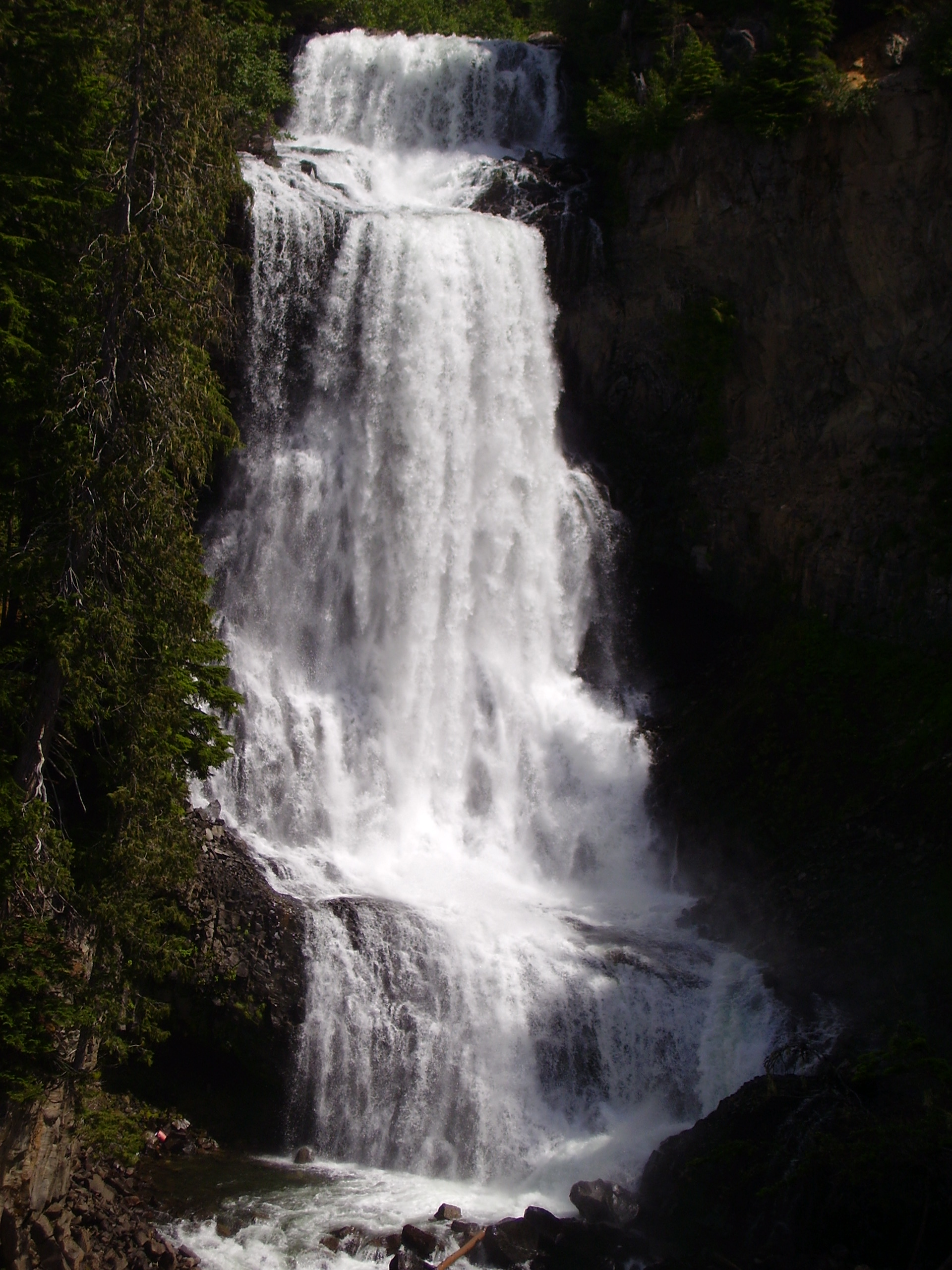
شلالات ألكسندر

- شلالات برانديواين
- شلالات برايدال فيل
- شلال كبير كوبا
- جراند فولز
- شلالات هلمكين
- شلالات حدوة الحصان
- شلالات هونلين
- شلالات كاكابيكا
- شلالات بانثر
- شلالات بيسينغ مير
- شلالات ساندي بوند
- شلالات سباهاتس كريك

### كوستاريكا
- شلال لا فورتونا
- شلال لاباز

### إستونيا
- شلالات جاغالا
- شلالات كايلا
- شلالات فالاستي

### فنلندا

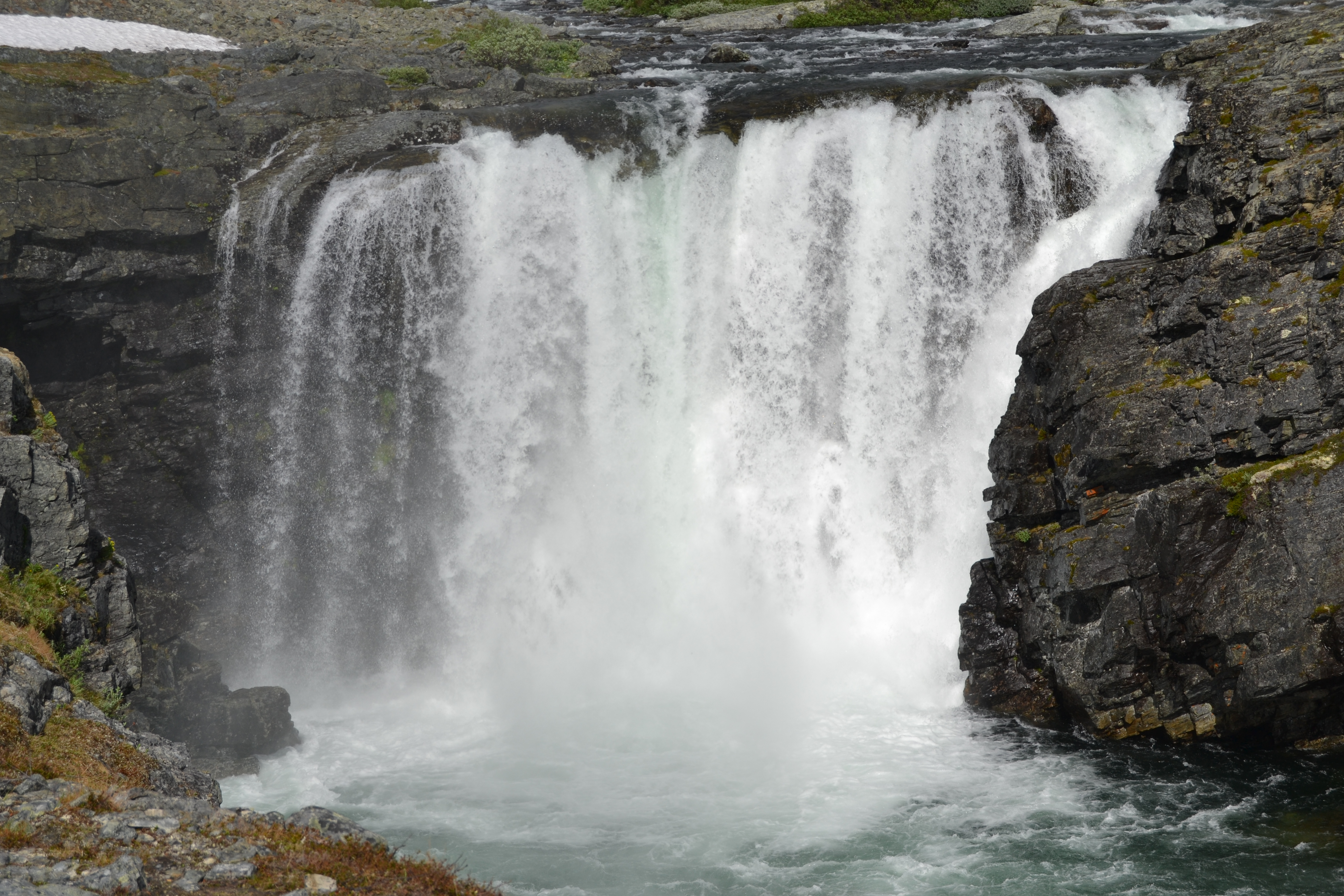
Pitsusköngäs ، شلال من النوع الانحداري في Enontekiö ، فنلندا.

- كيتسيبوتس
- بيتسوسكونجاس

### فرنسا

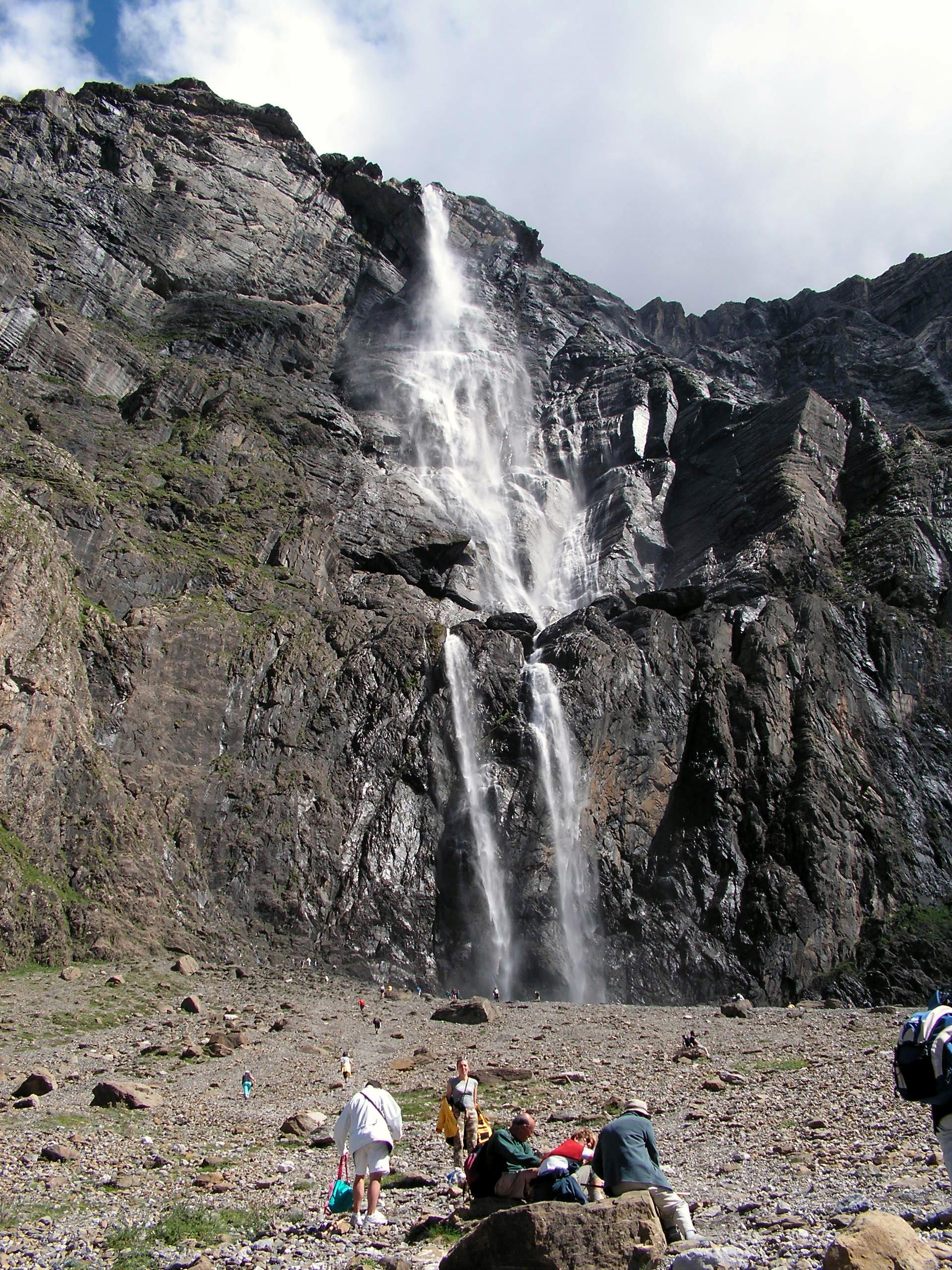
شلالات جافارني

- شلالات كاربيت
- ترو دي فير

### غيانا
- شلالات كايتور

### هنغاريا
- ليلافوريد

### أيسلندا

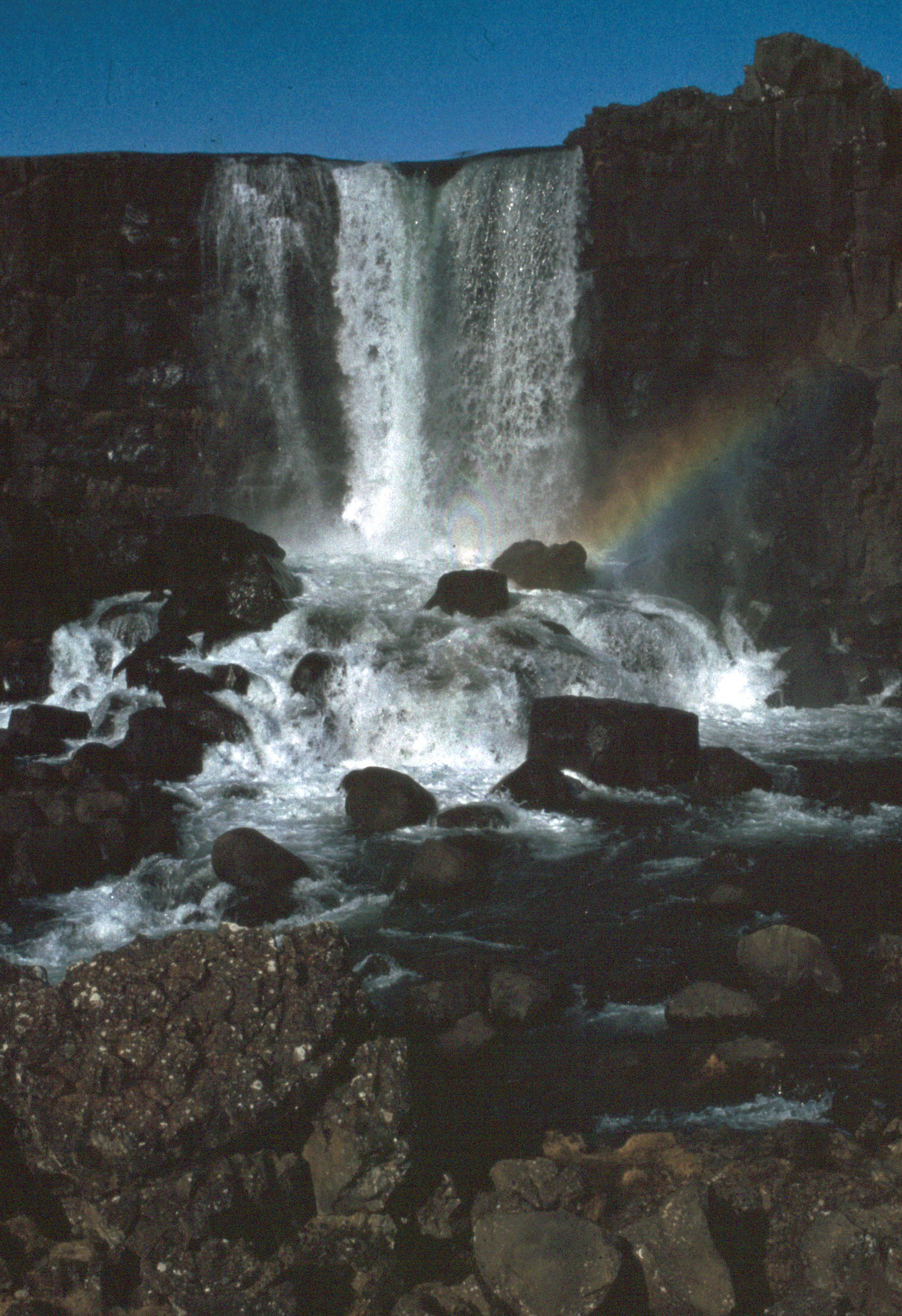
أوكسارارفوس

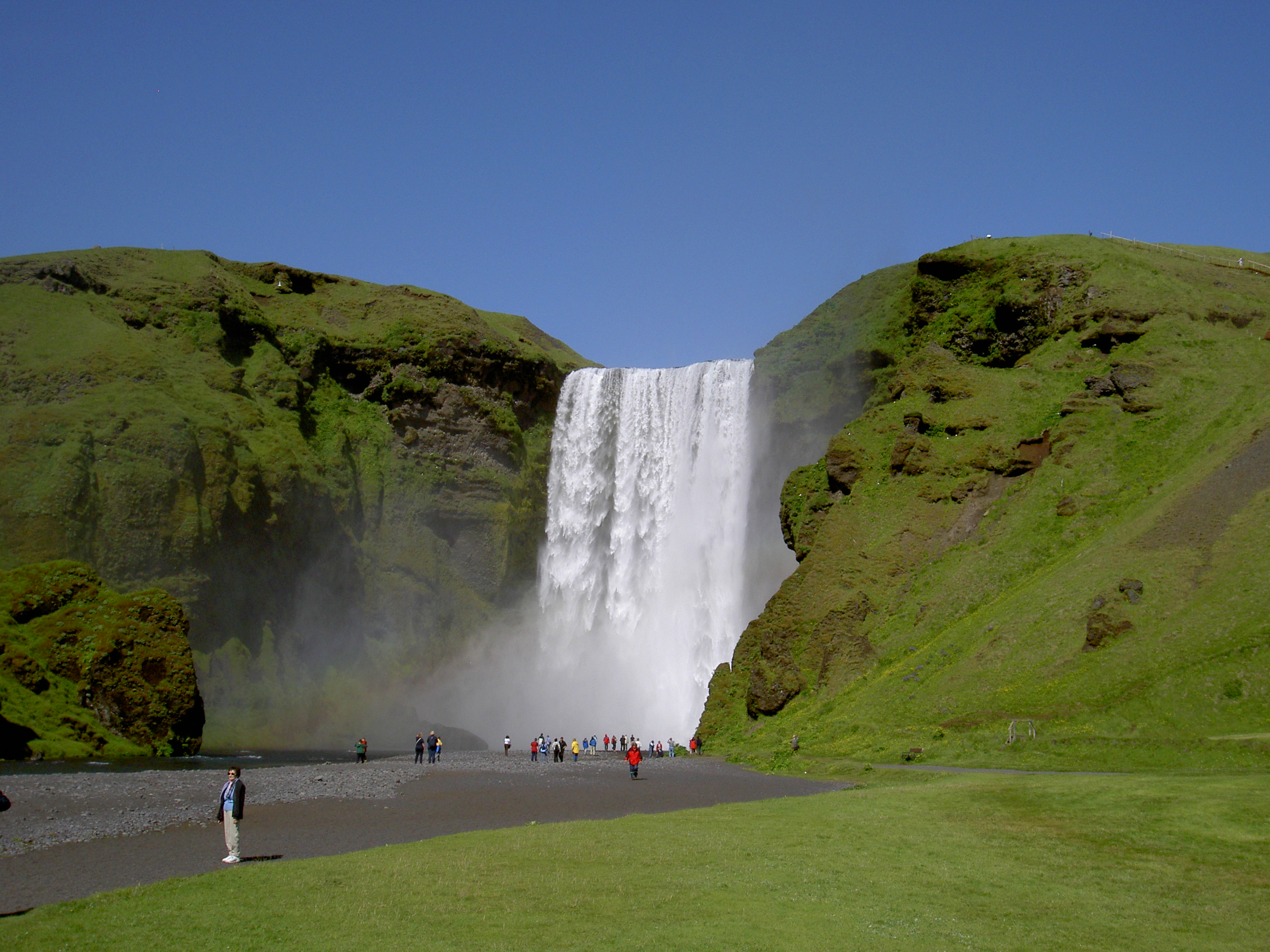
سكوغافوس

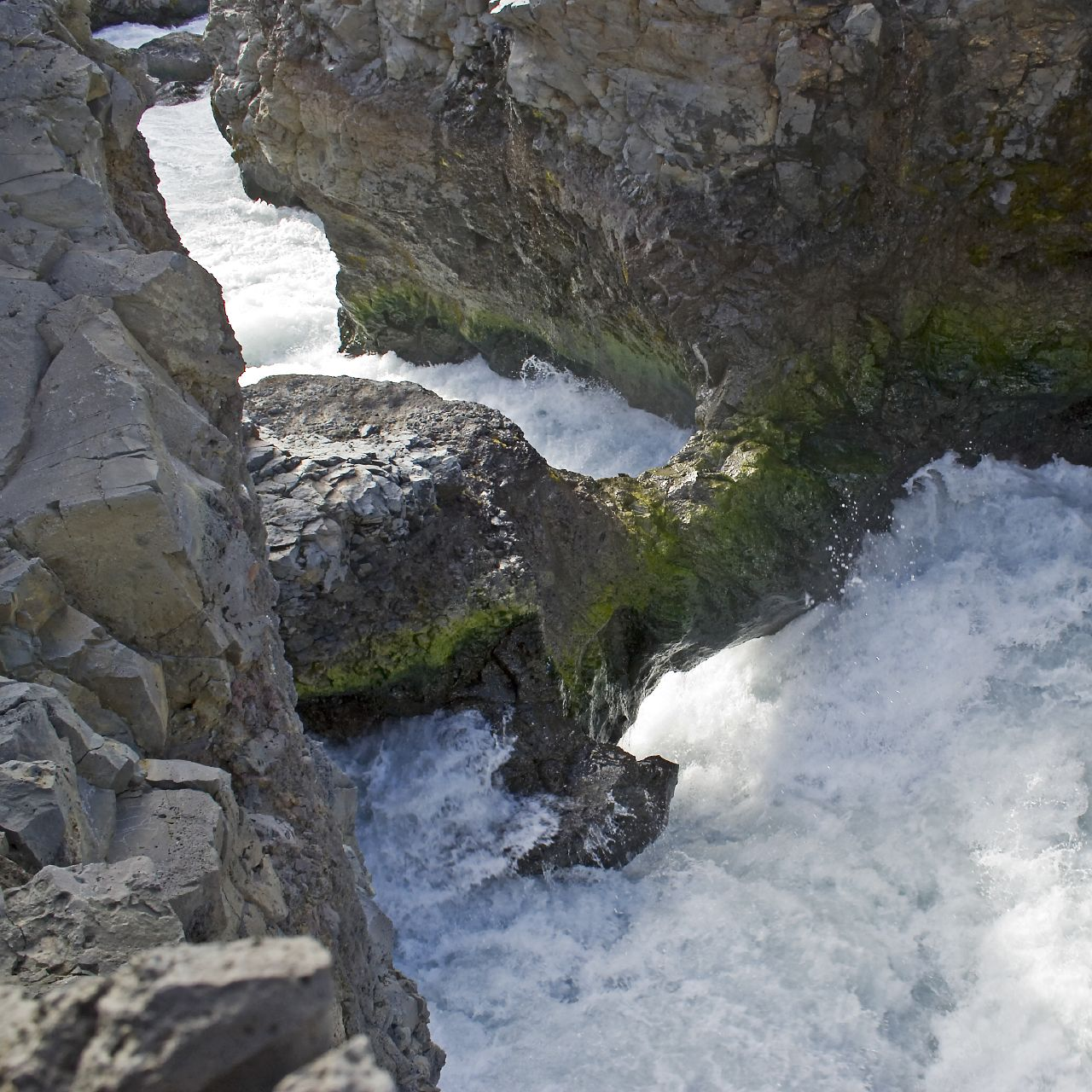
بارنافوسار

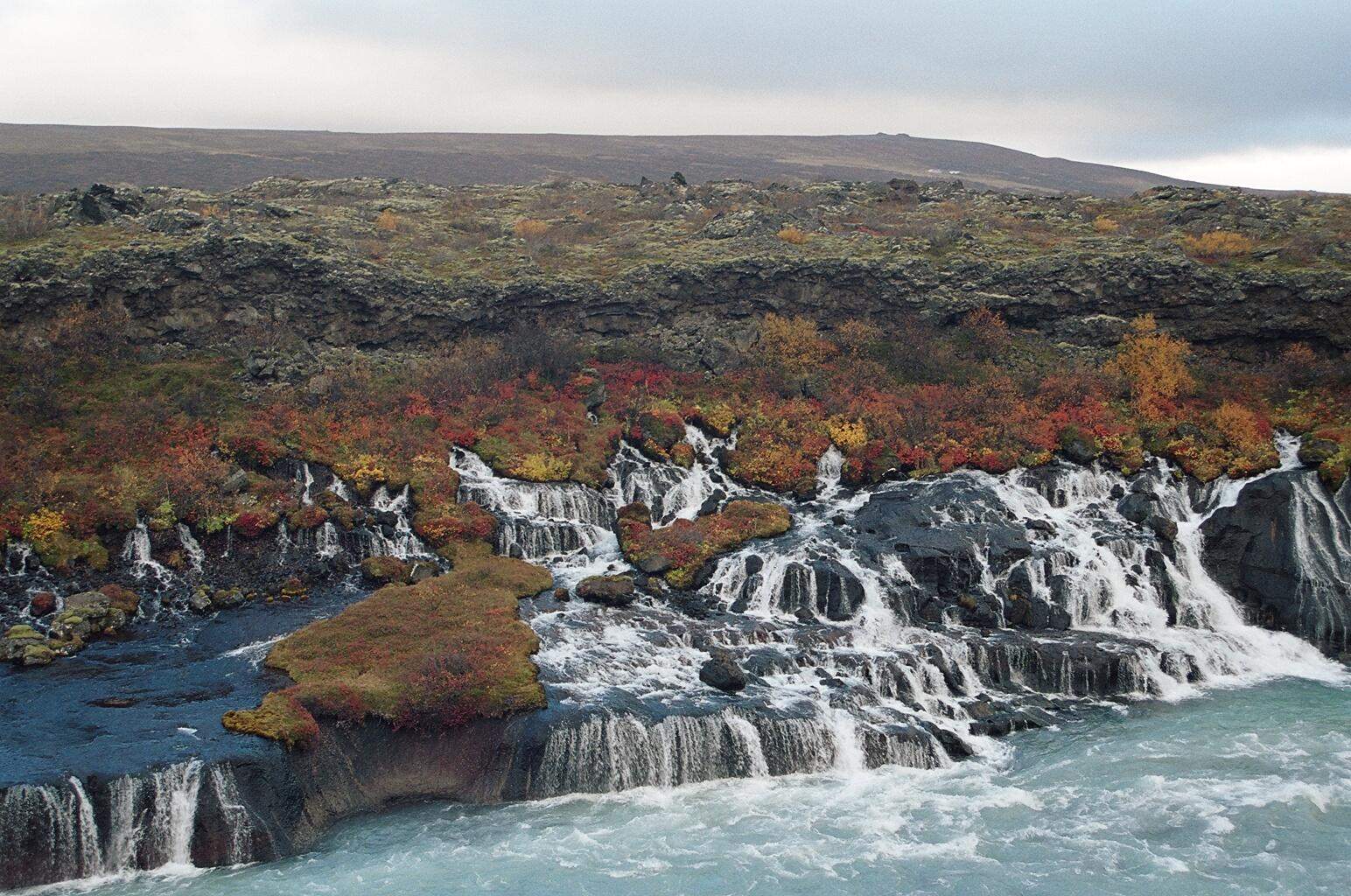
هراونفوسار

- أوكسارارفوس
- سيلجالاندزفوس
- سكوغافوس
- سفارتيفوس

### الهند

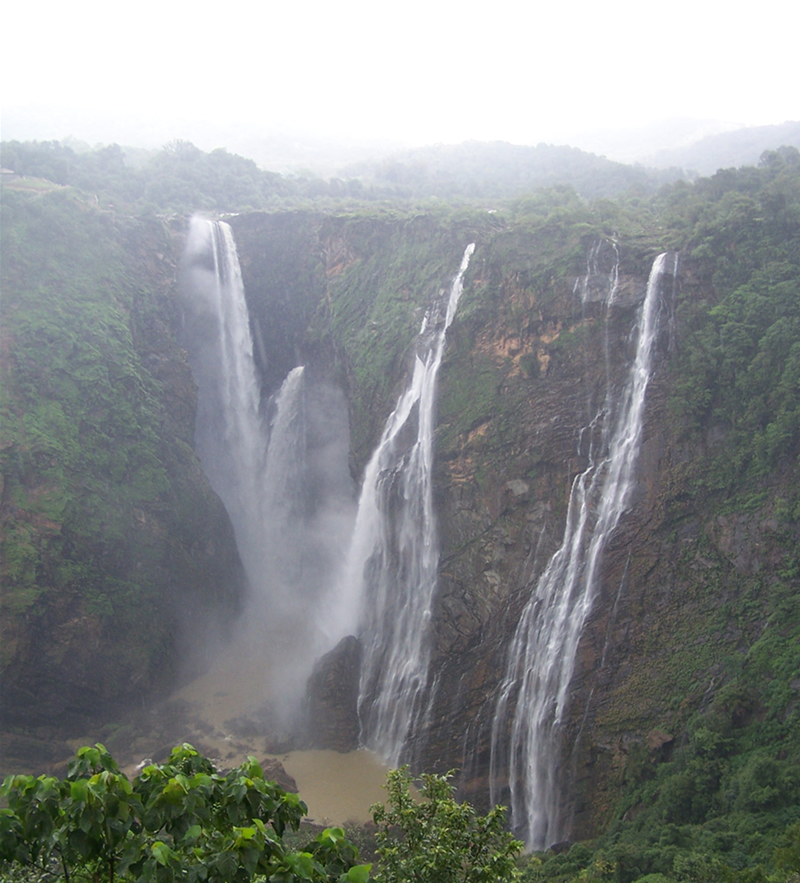
شلال جوغ، ثاني أعلى شلال في الهند، يتكون من أربعة شلالات مجزأة متميزة، ويتغذى على نهر شارافاتي. يصل ارتفاع أطول تساقط فيه إلى 830 قدمًا (253 مترًا) نحو هاوية عميقة في عمود مياه متصل.

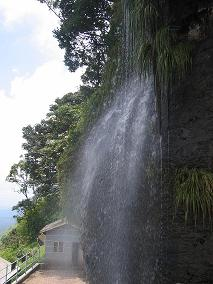
شلالات مانيكيادهارا

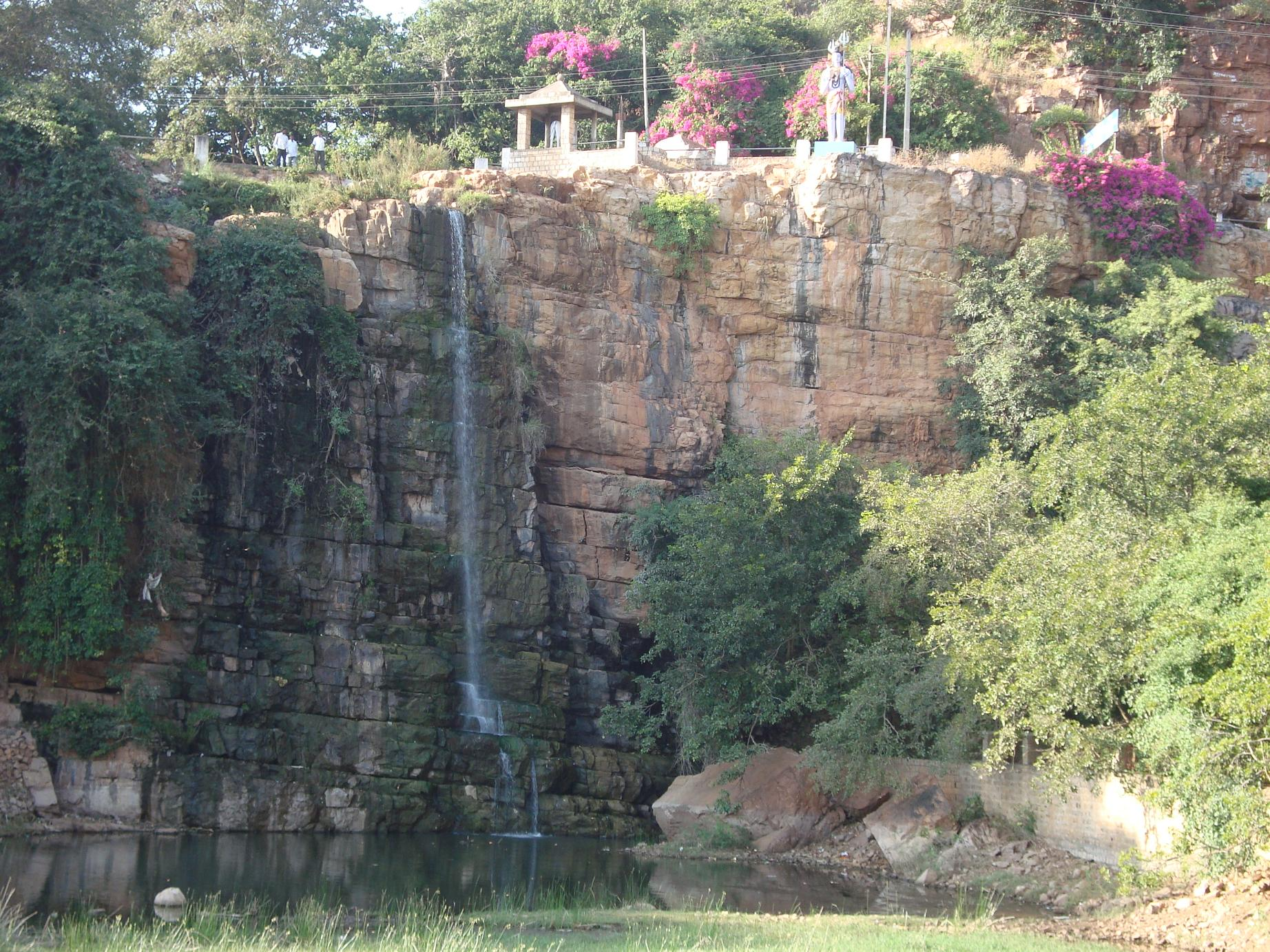
شلالات سوغال

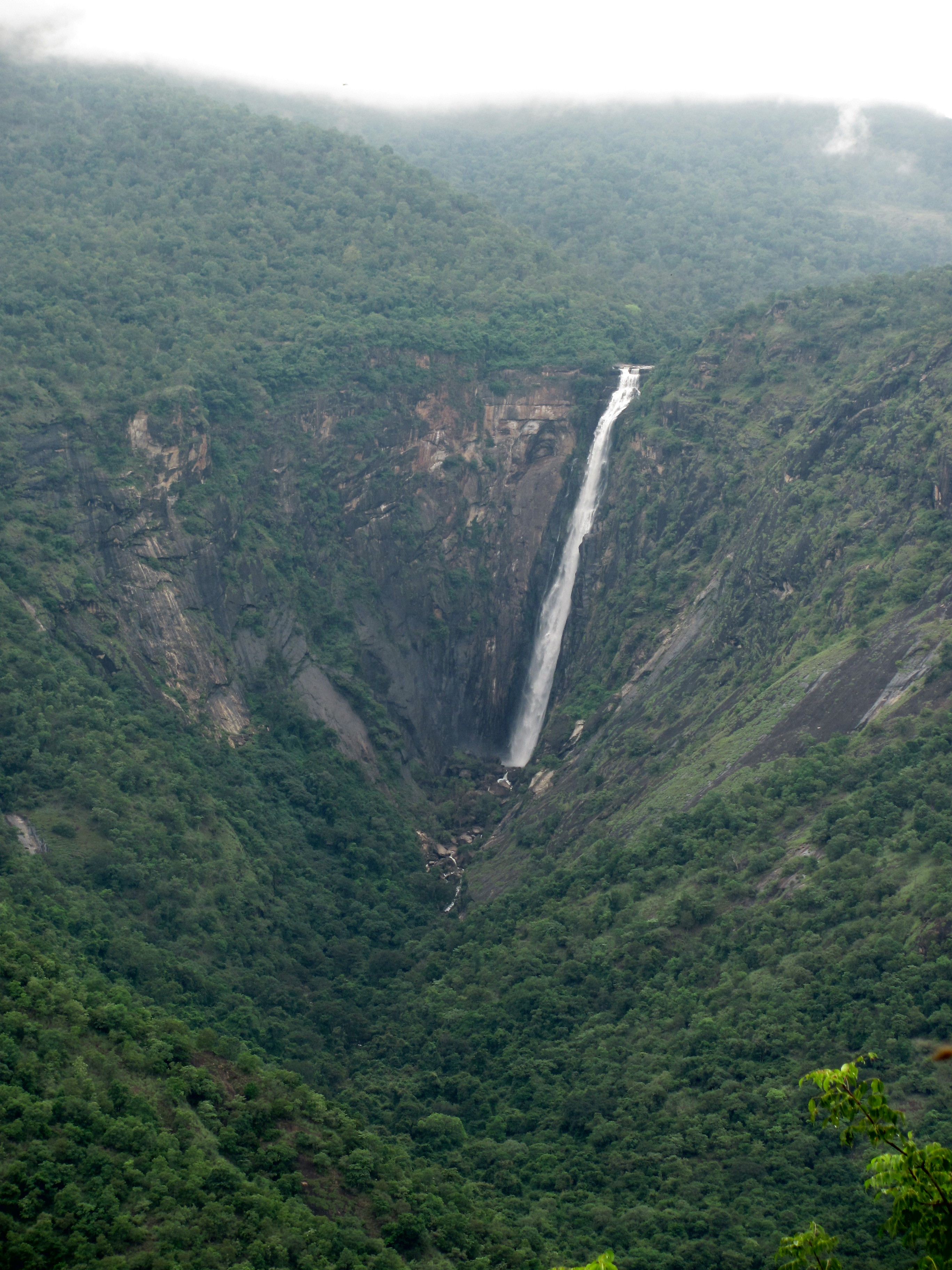
شلالات ثاليار

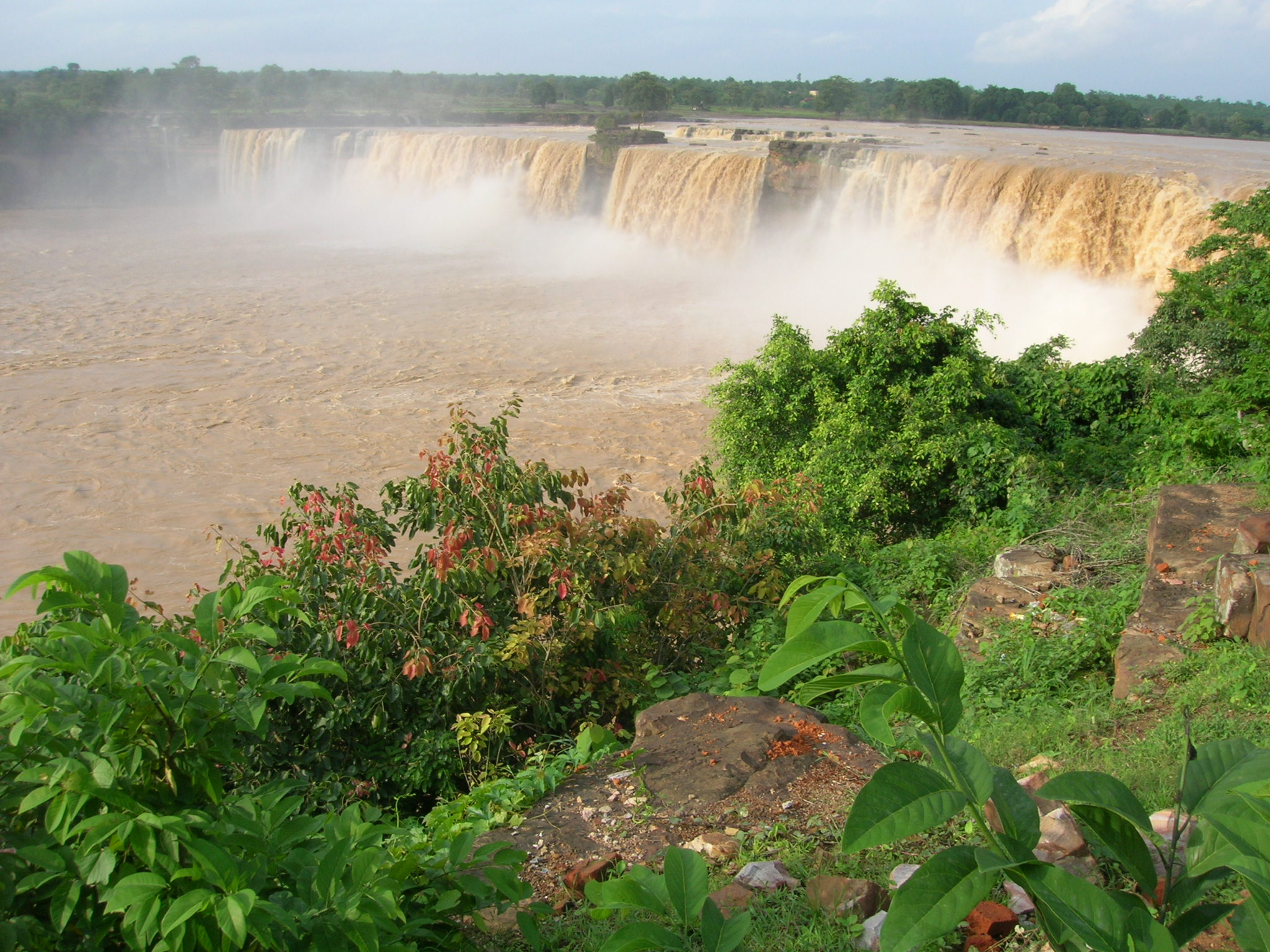
شيتراكوت

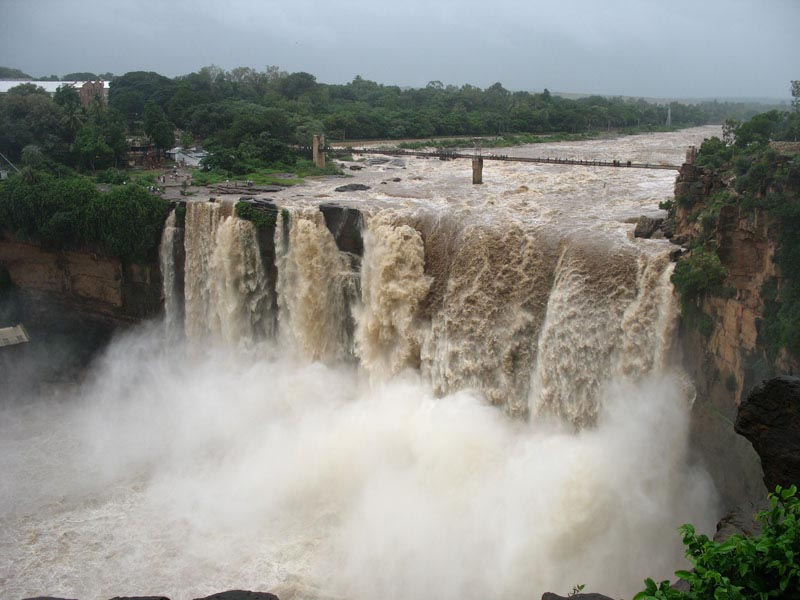
شلالات جوكاك

شلالات تيربارابو

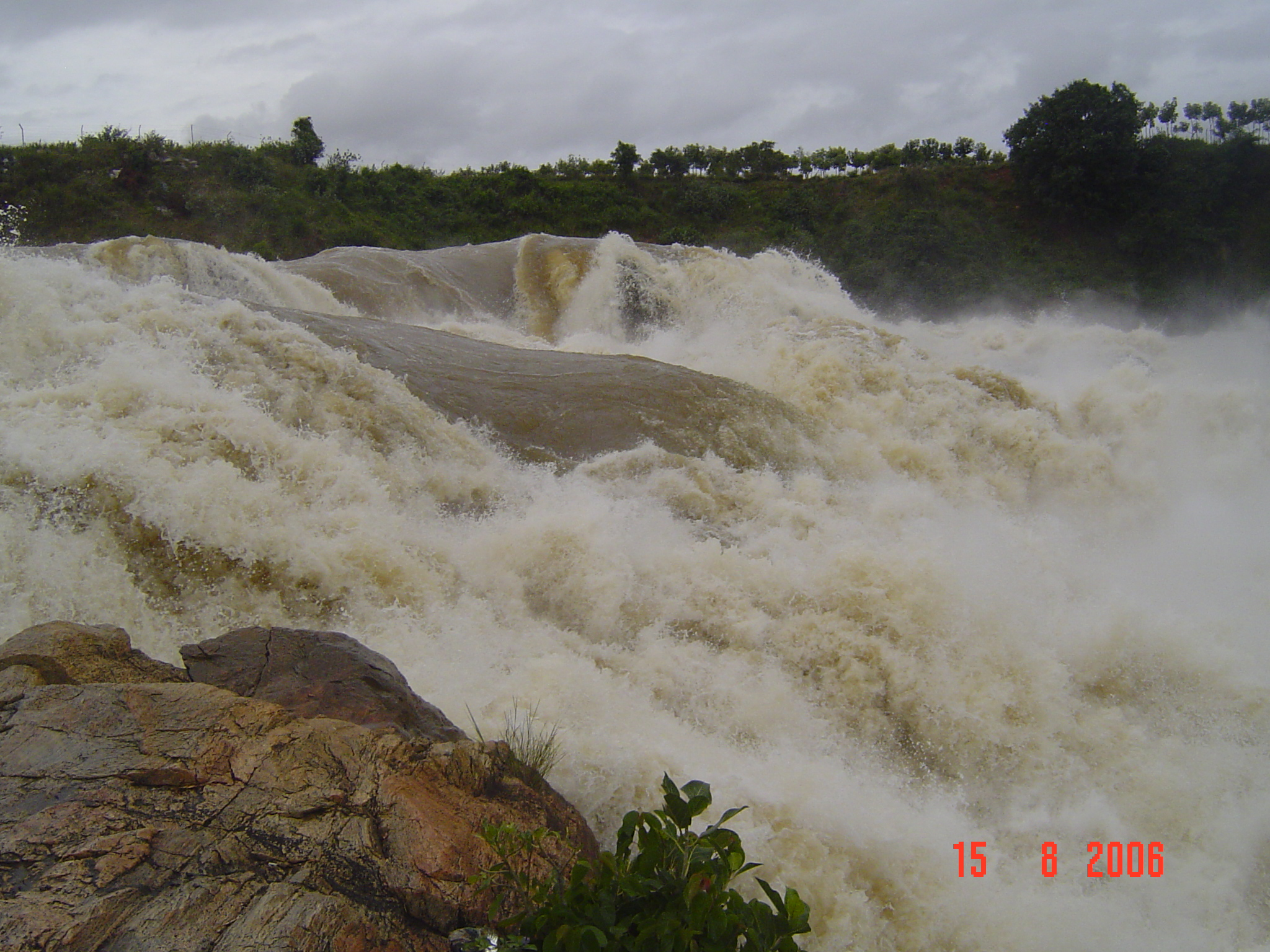
شلالات تشونشاناكاتي

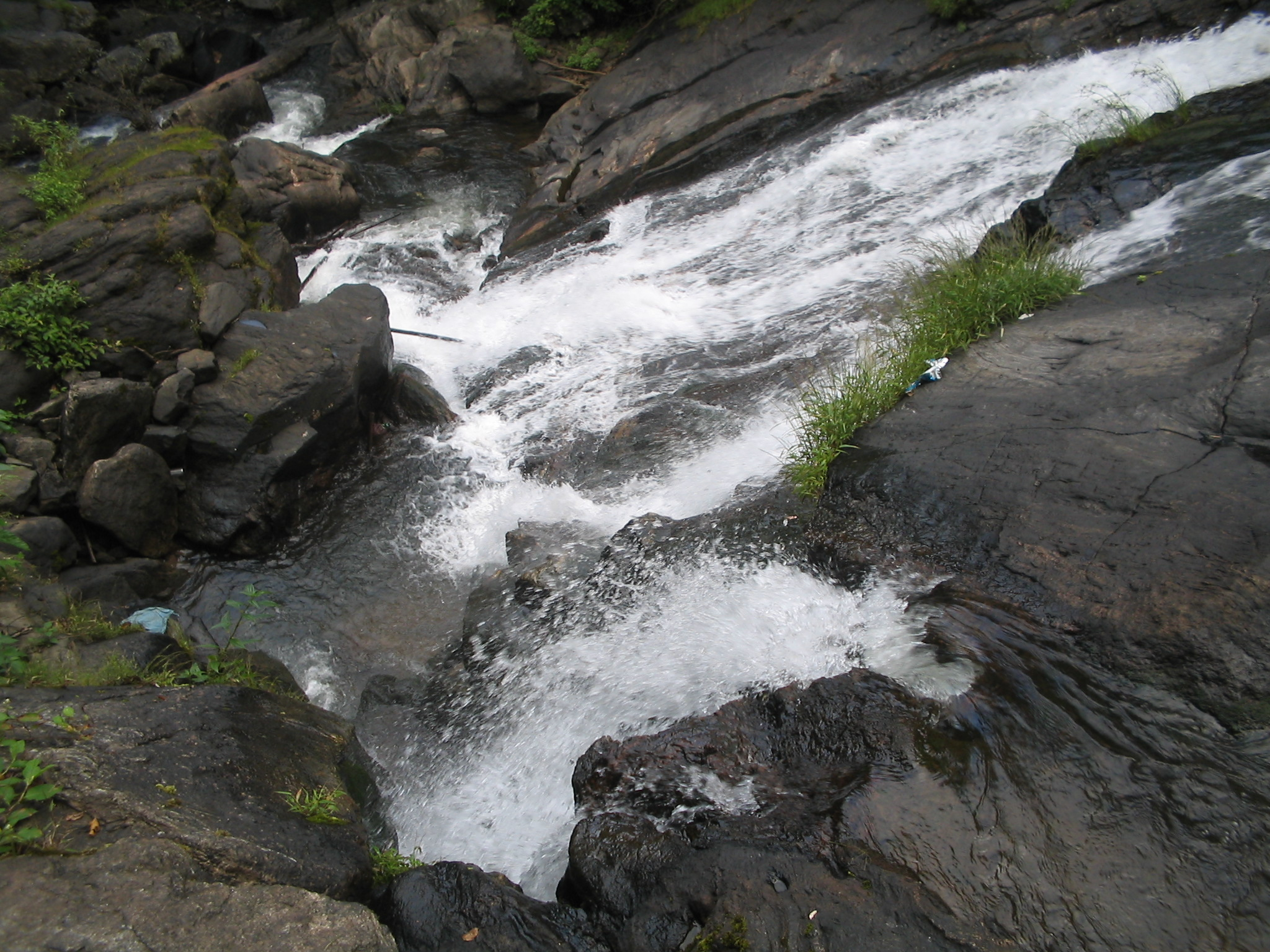
شلالات إيروبو

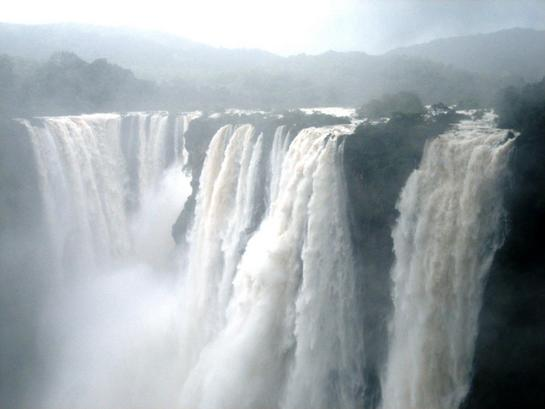
شلالات جوغ

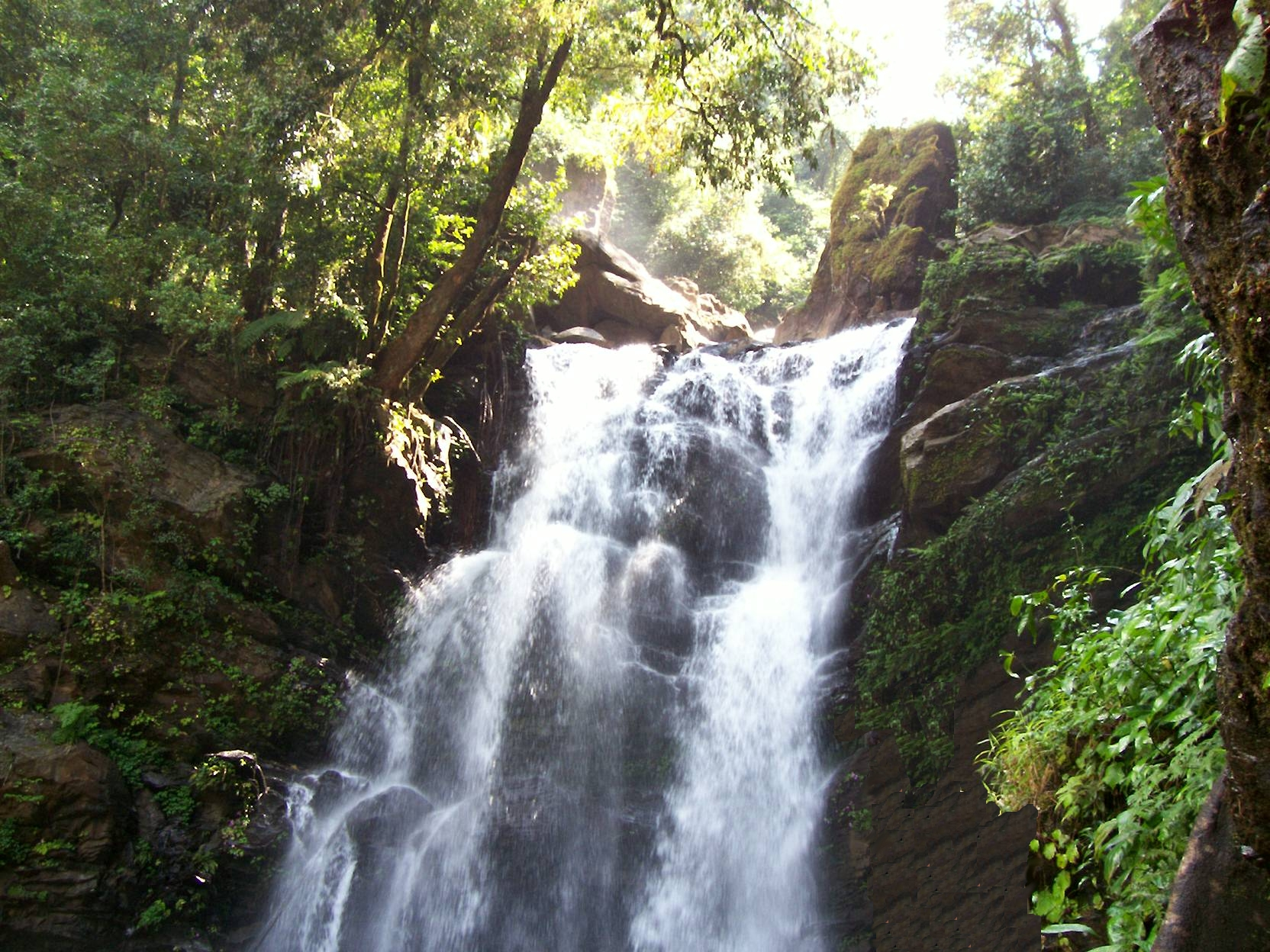
شلالات هانومانجوندي

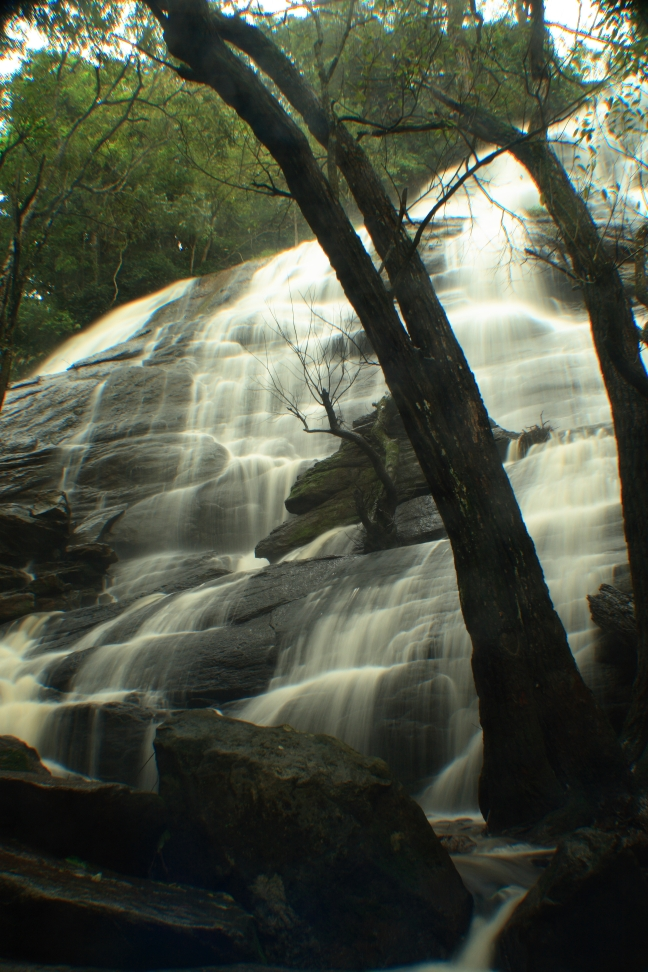
شلالات كيليور

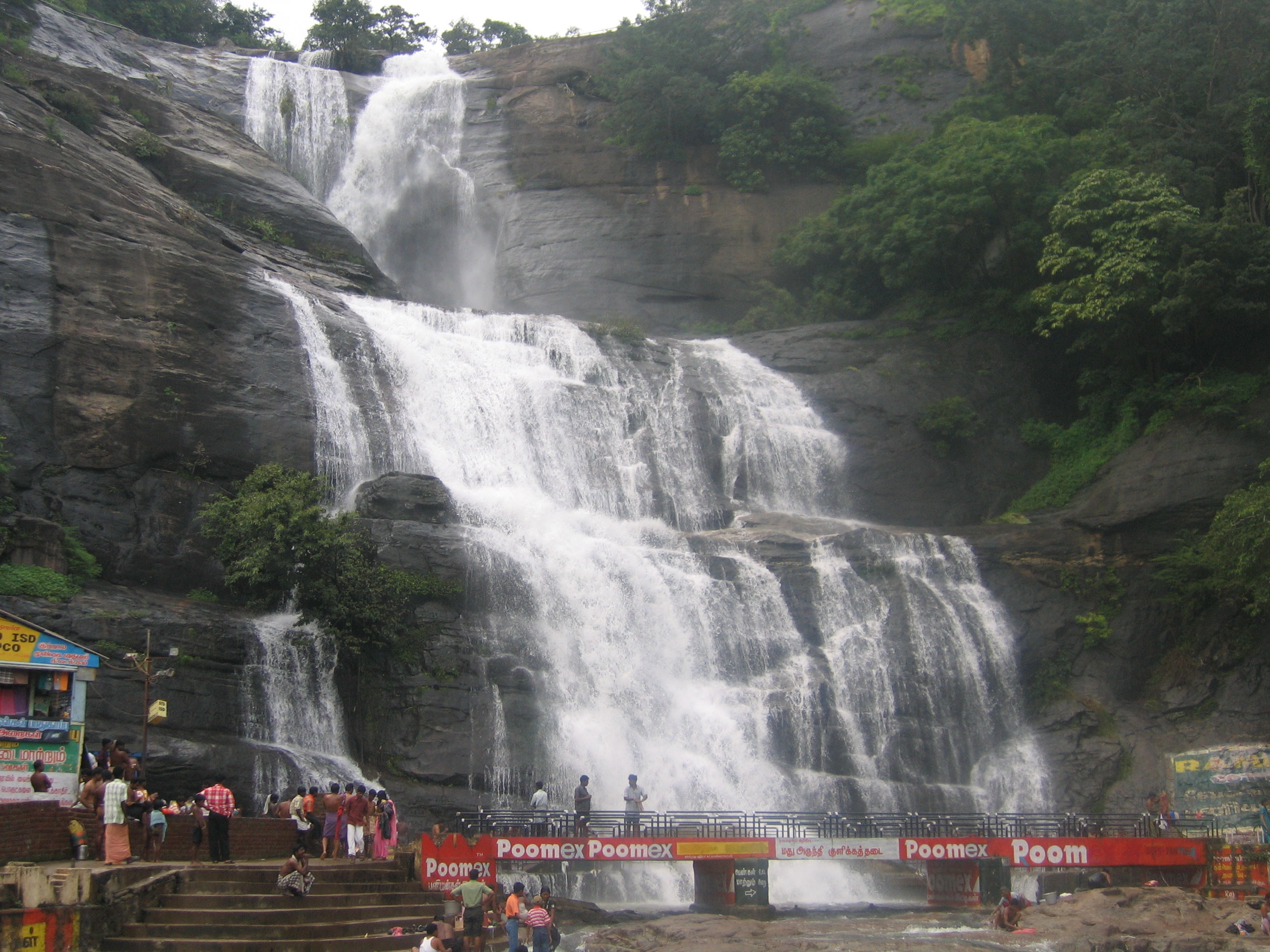
شلالات كورتالام

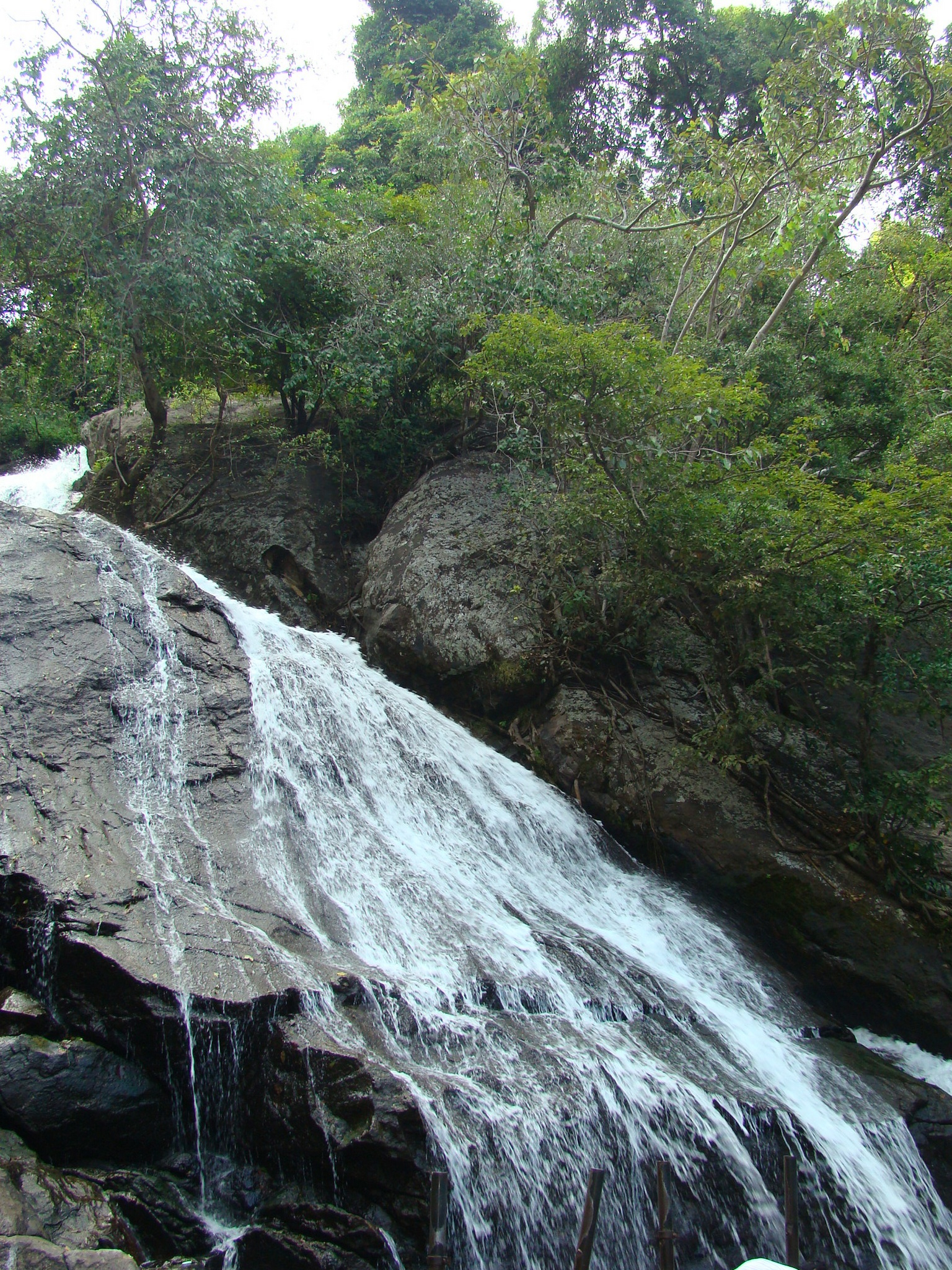
شلالات القرد

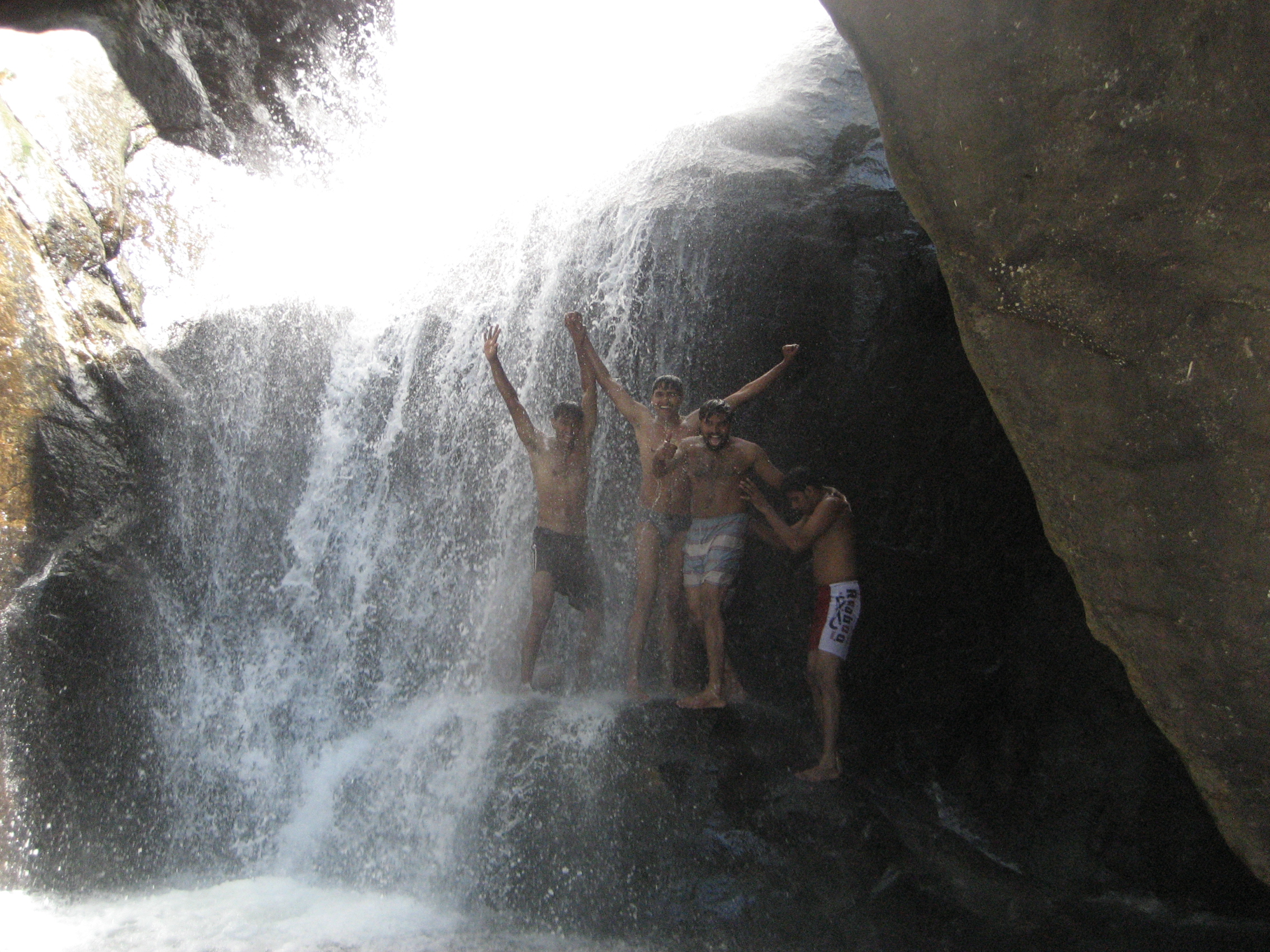
شلالات أولاكارفي

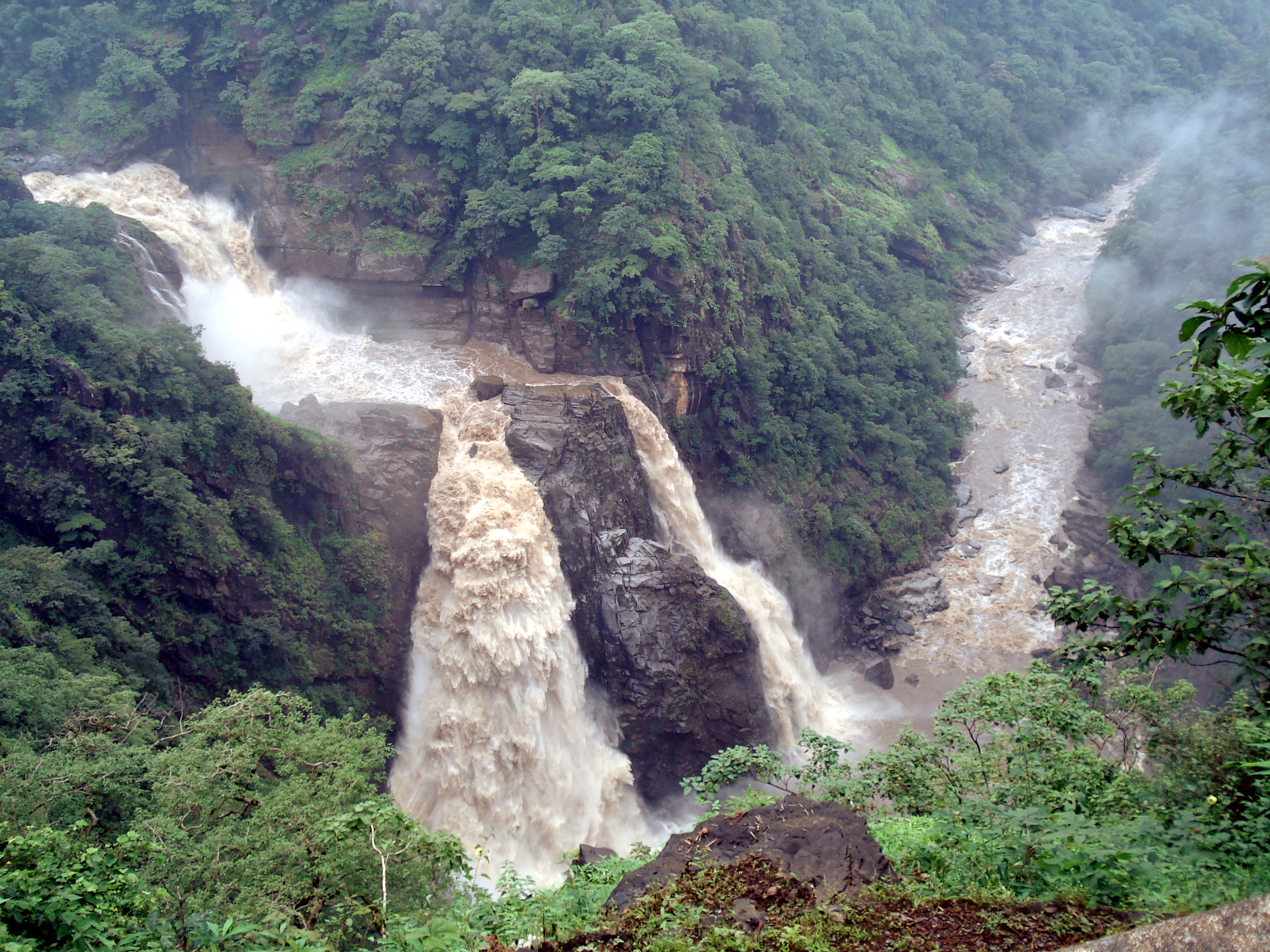
شلالات ماجود

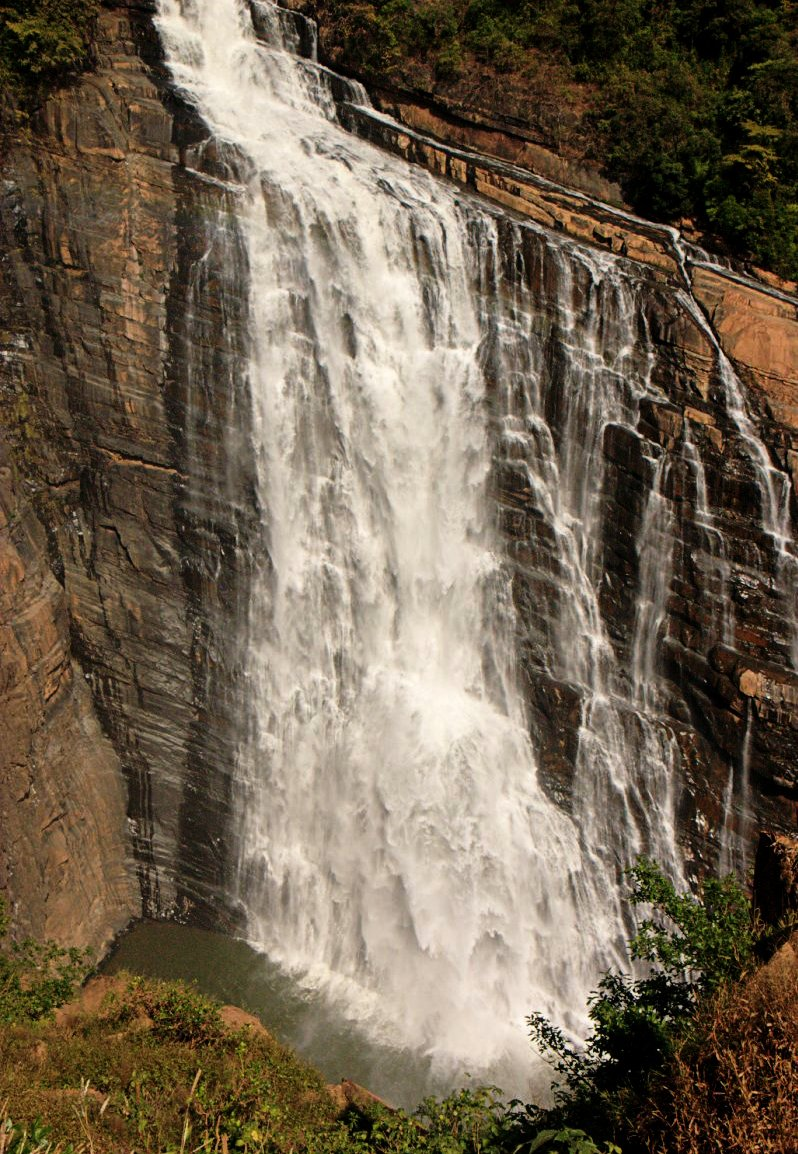
شلالات لوشينغتون

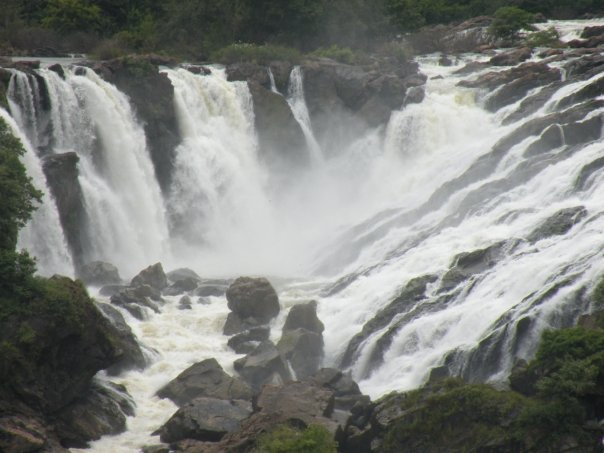
شلالات شيفاناسامودرا

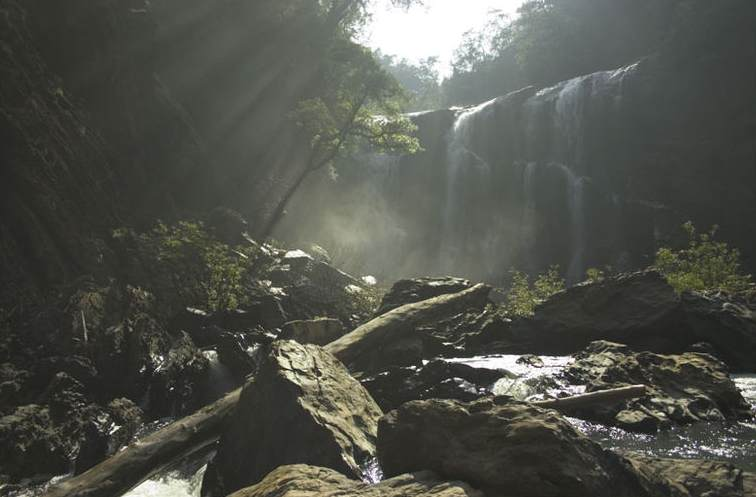
شلالات ساتودي

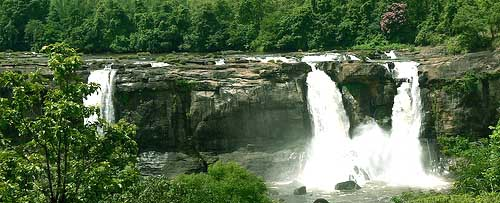
شلالات أثيرابيلي

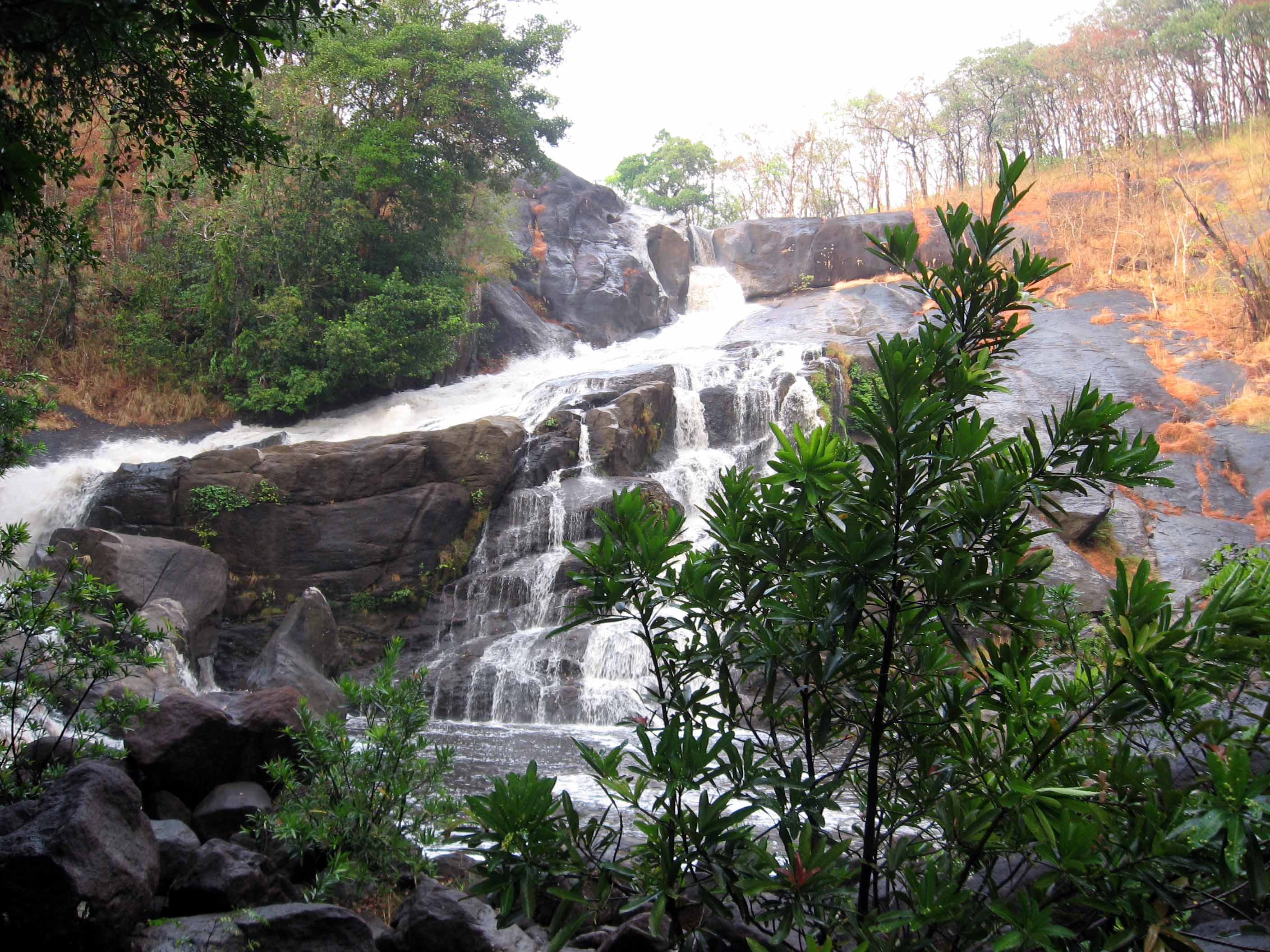
شلالات مينموتي

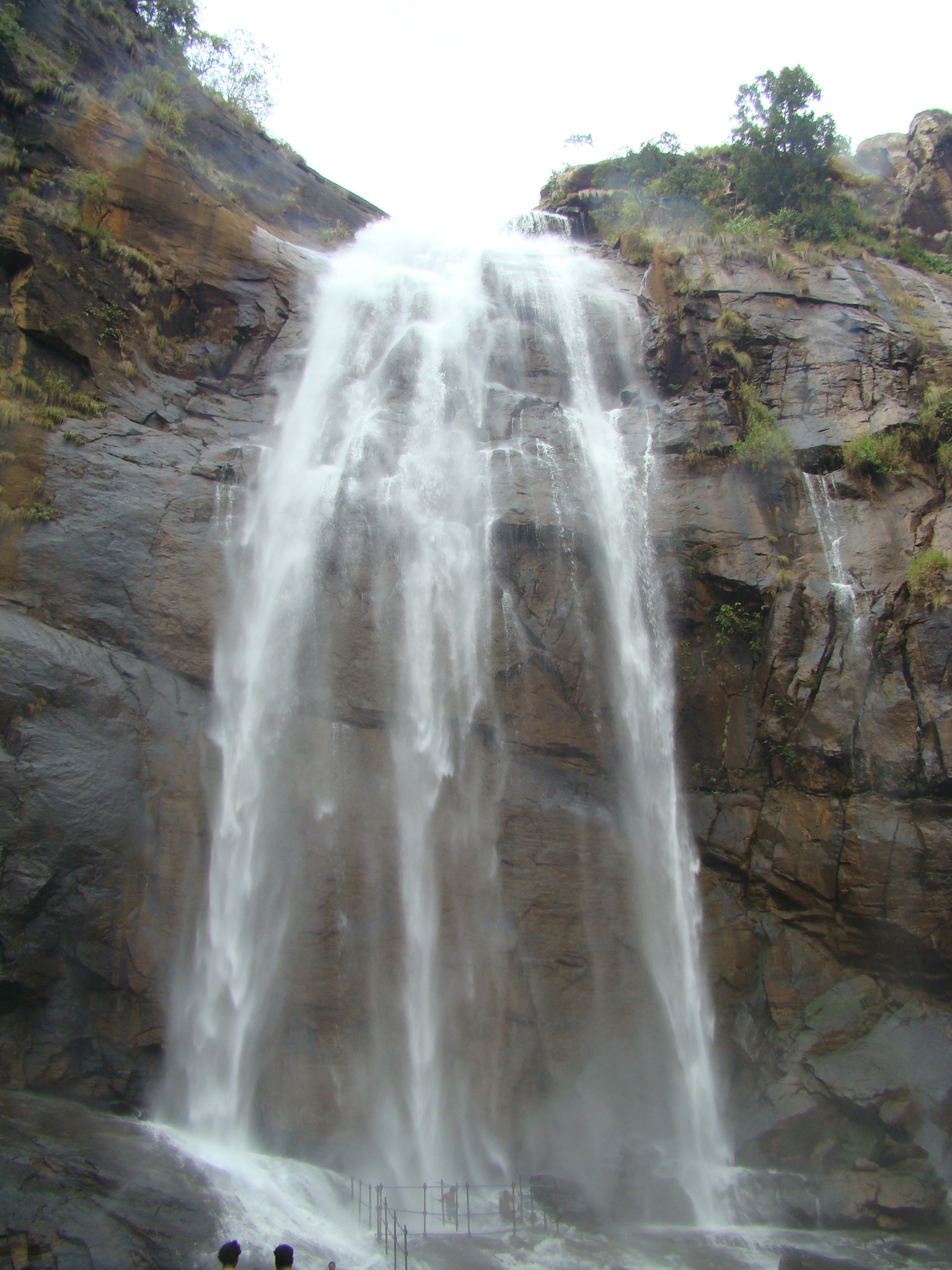
أجايا جانجاي

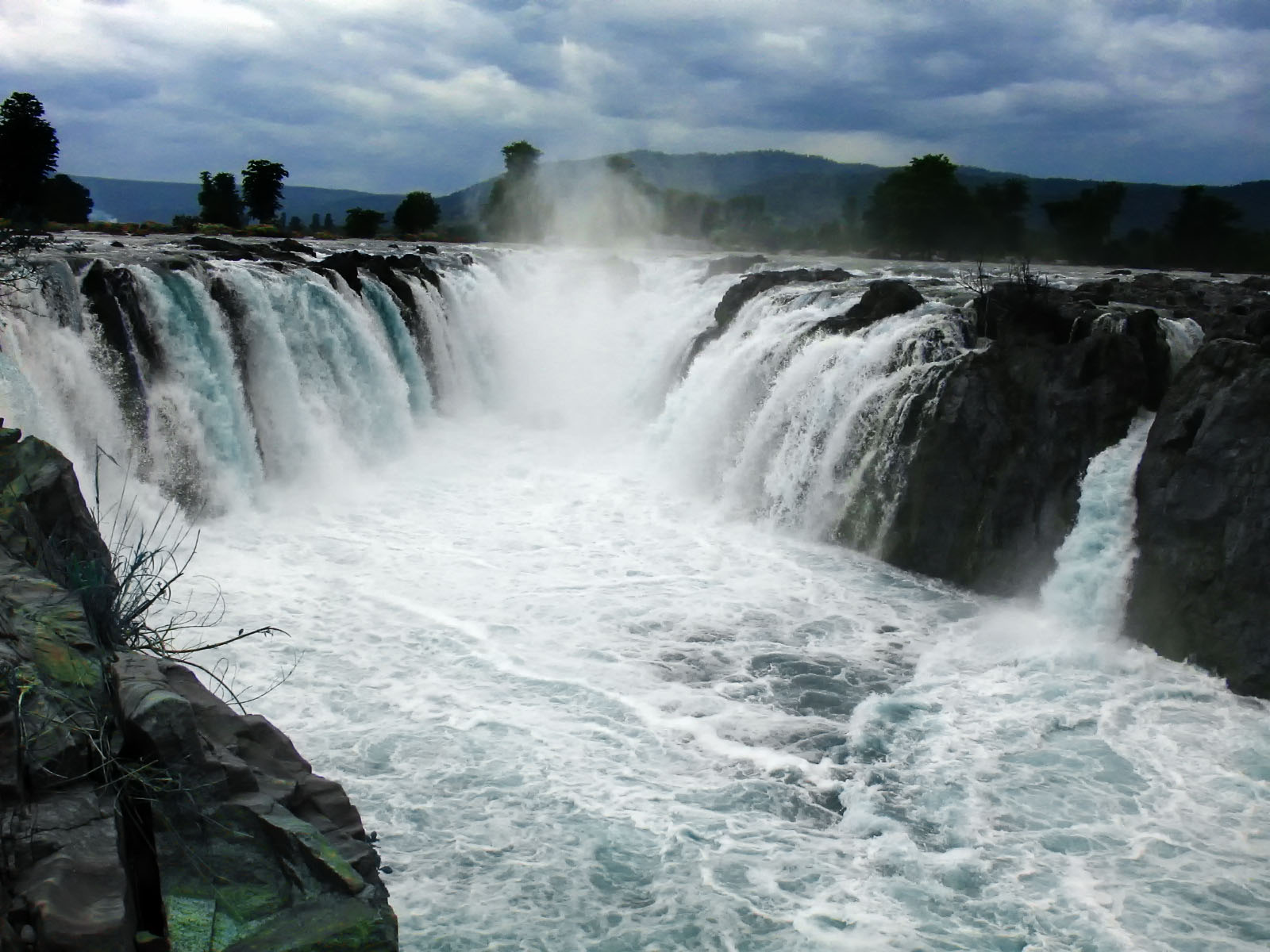
شلالات هوجيناكال

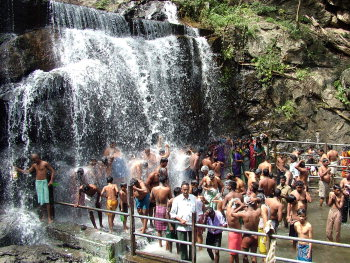
شلالات سورولي

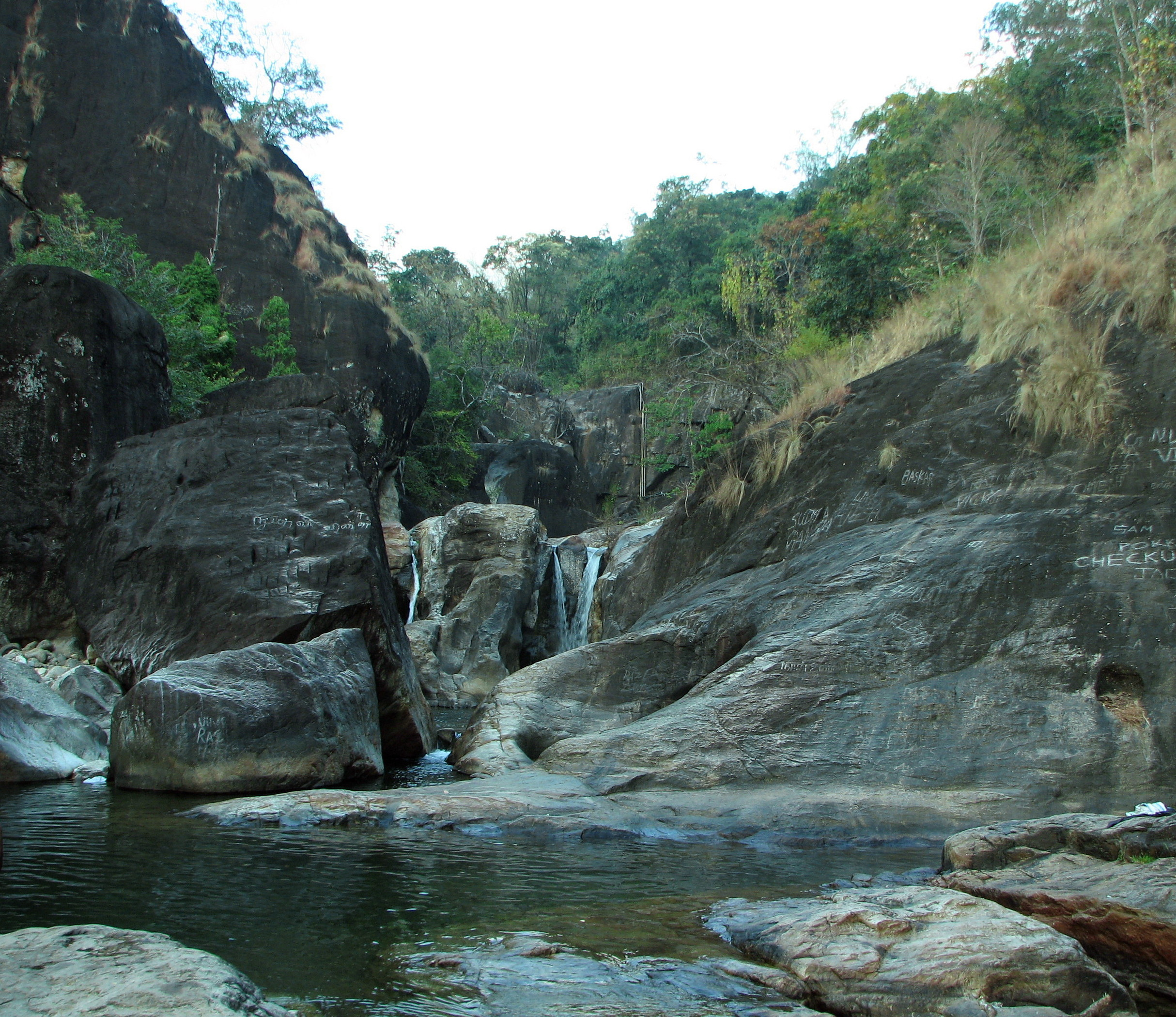
شلالات فاتاباراي

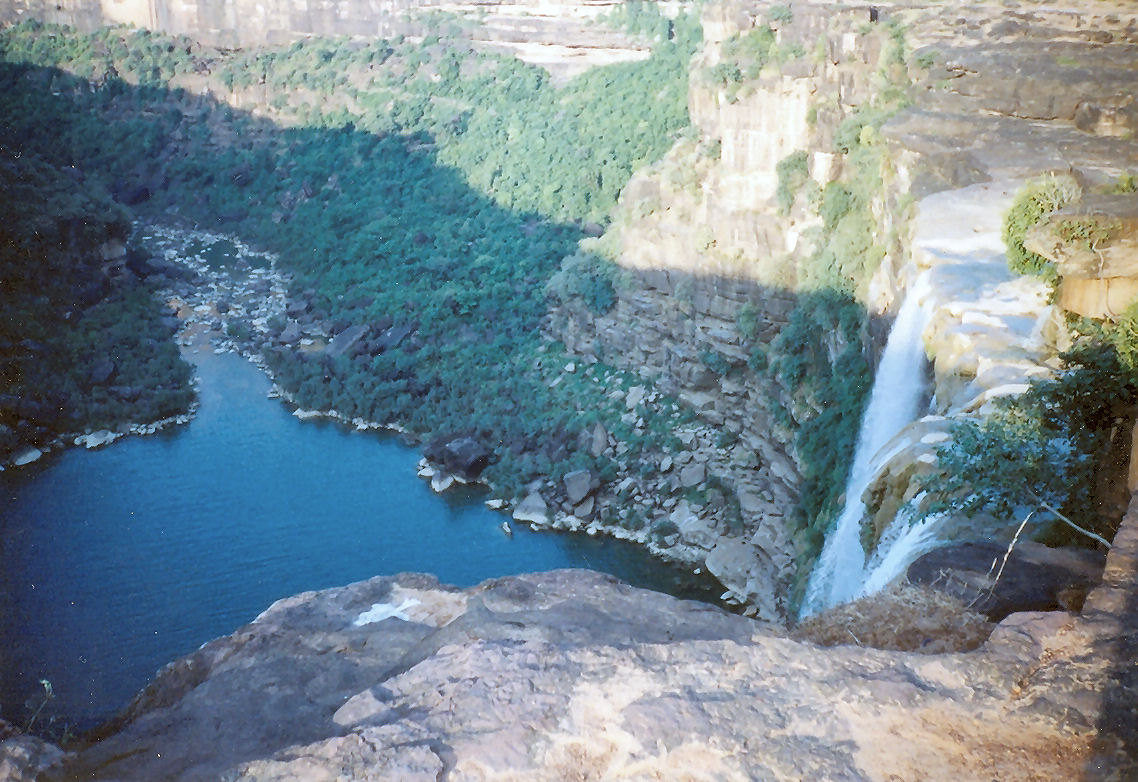
شلالات كيوتي

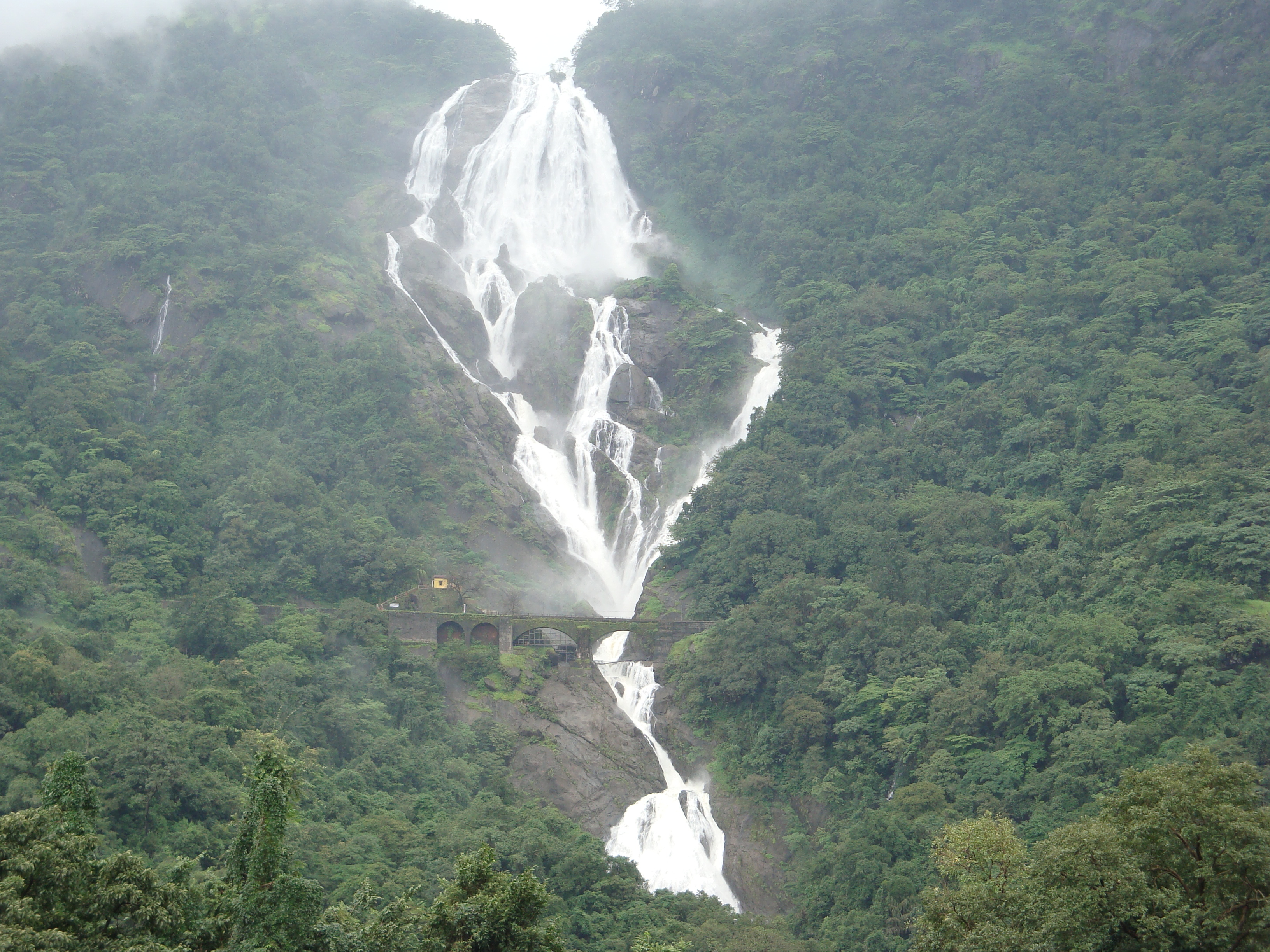
شلالات دودساجار

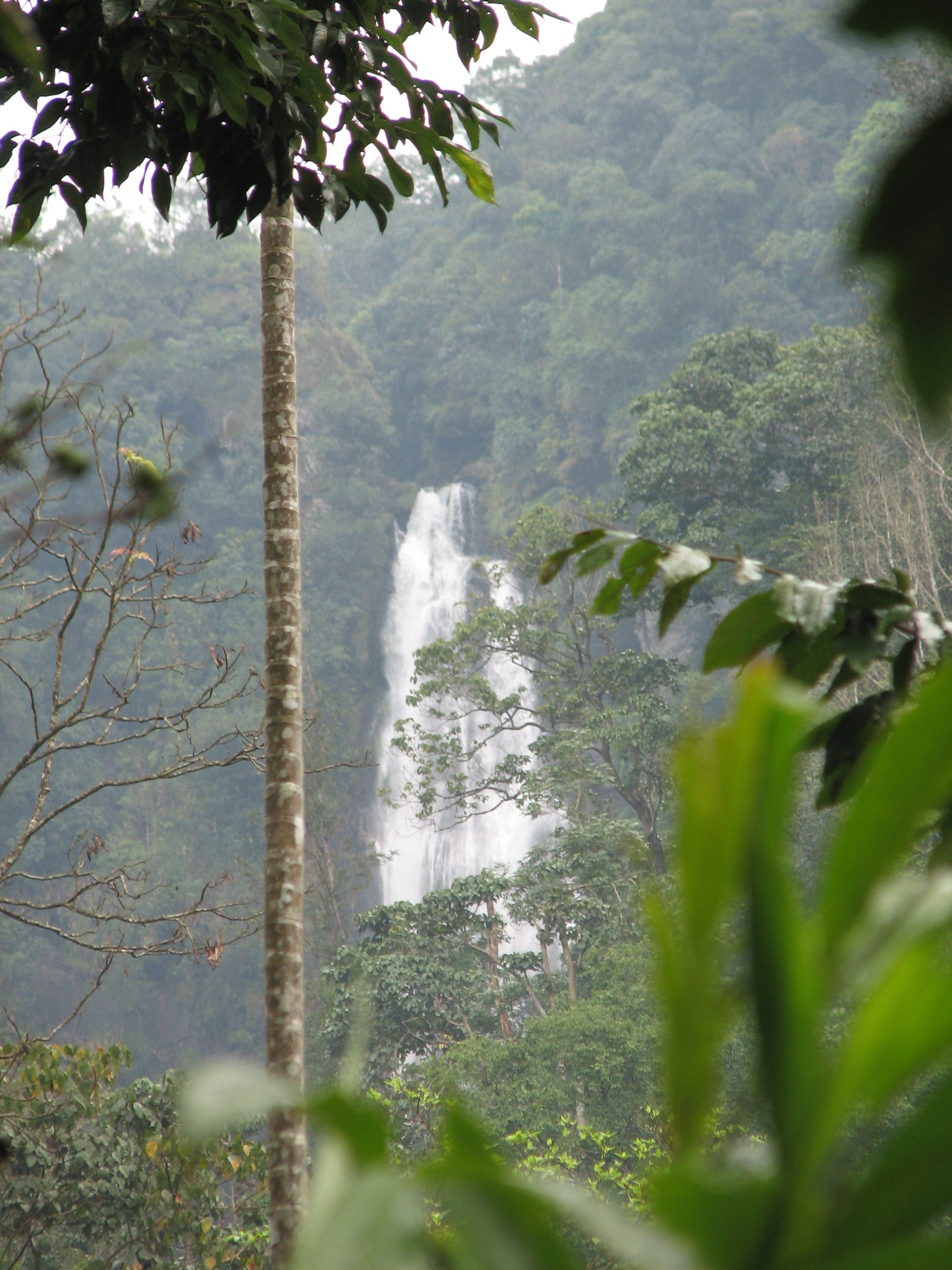
شلالات هيبي

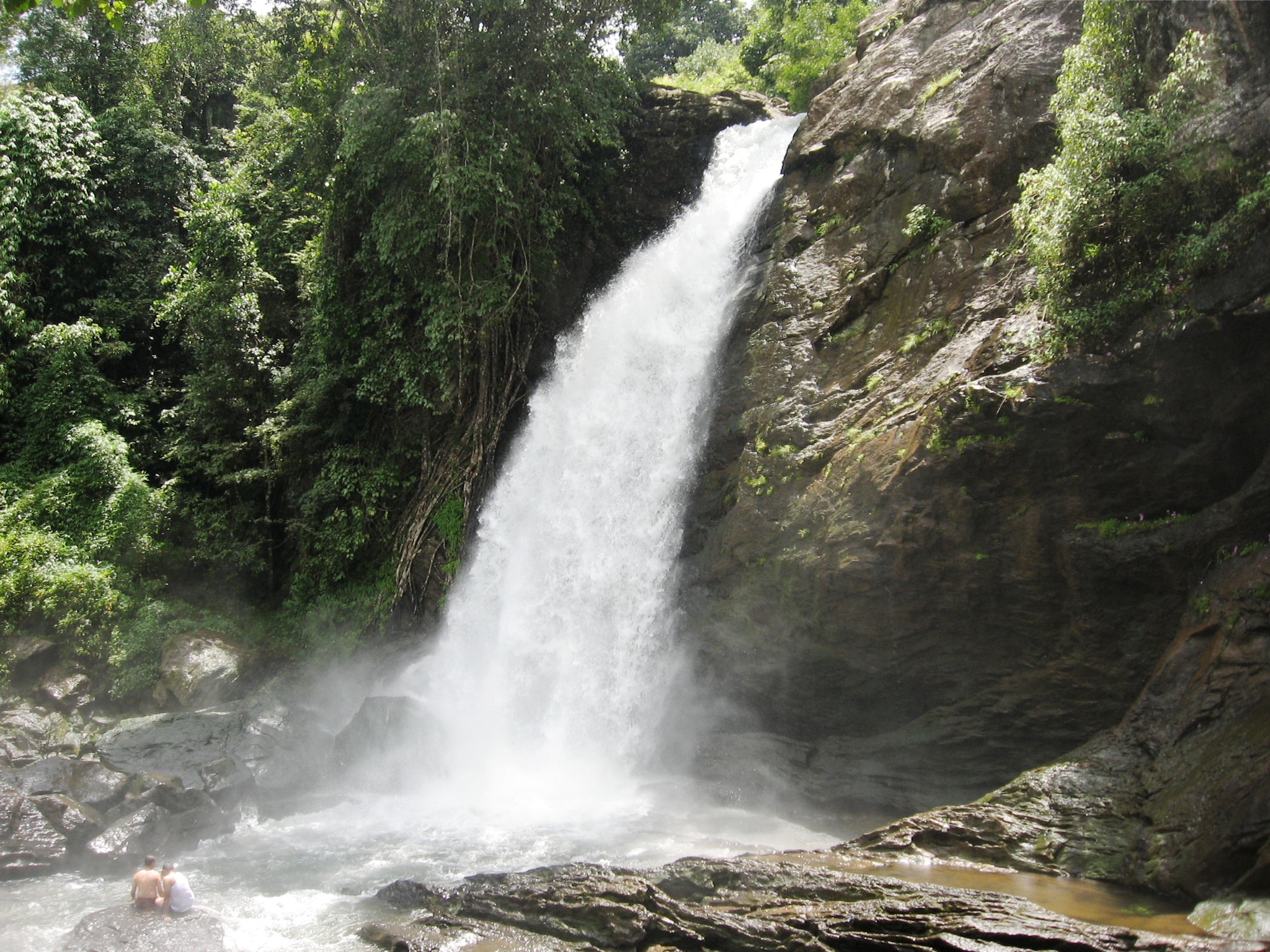
شلالات سوتشيبارا

- شلالات نوهكاليكاي ، تشيرابونجي - أعلى شلالات الهند.
- شلالات جوغ
- شلالات شيفاناسامودرا

### أندونيسيا

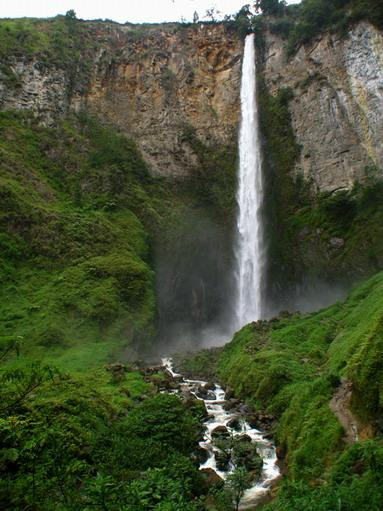
سيبيسوبيسو

- سيبيسوبيسو
- شلالات كوبان ولو
- شلالات كوبان روندو
- شلالات كاباس بيرو
- شلالات بينيمبونغان
- شلالات ليمبا أناي
- شلالات سيماهي
- شلالات ماتايانغو
- شلالات سيمارينجونغ
- شلالات ميرداي
- شلالات باجينغ
- شلالات كوبان باونج
- شلالات كوبان بيلانجي

### اليابان

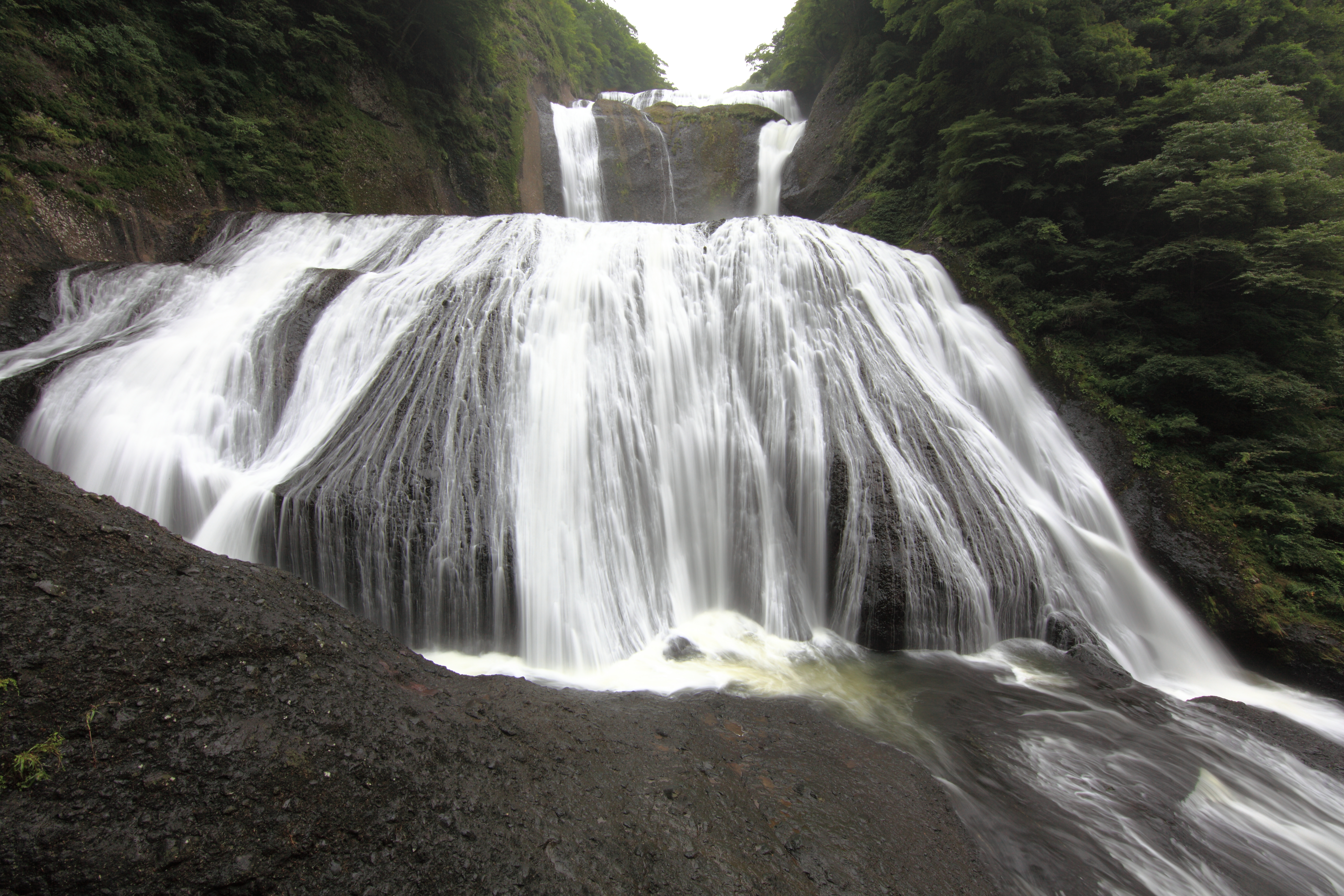
شلالات فوكورودا

- شلالات هانوكي
- شلالات كيجون
- شلالات ناتشي
- شلالات شوميو

### ليسوتو
- شلالات ماليتسونياني

### المكسيك

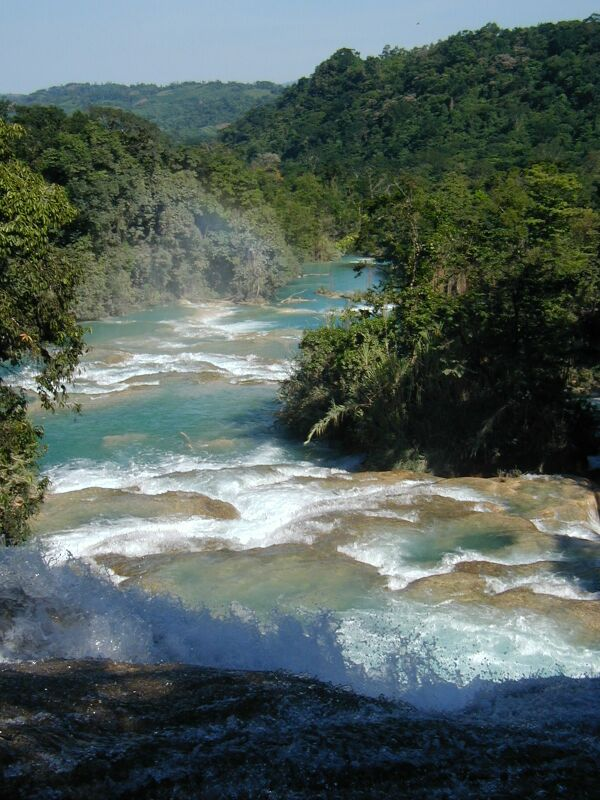
أغوا أزول

- شلالات باساسيشيك
- بيدرا فولادا

### منغوليا

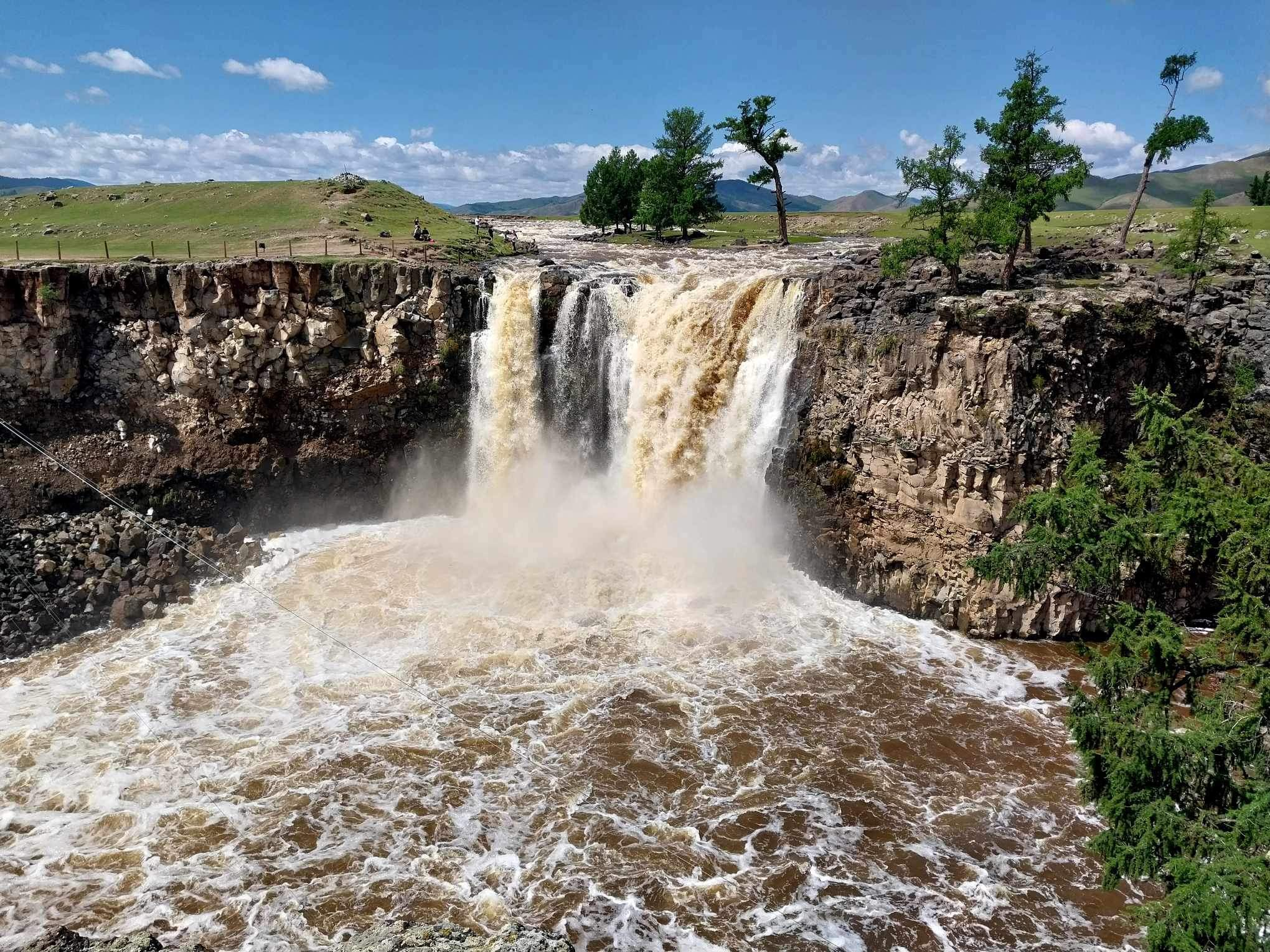
أولان تسوتجلان في منغوليا خلال صيف عام 2023، تُظهر الخلفية عدة تكوينات بنيوية جيولوجية وميزات جيولوجية أبعد.

- شلال أولان تسوتجلان

### نيبال

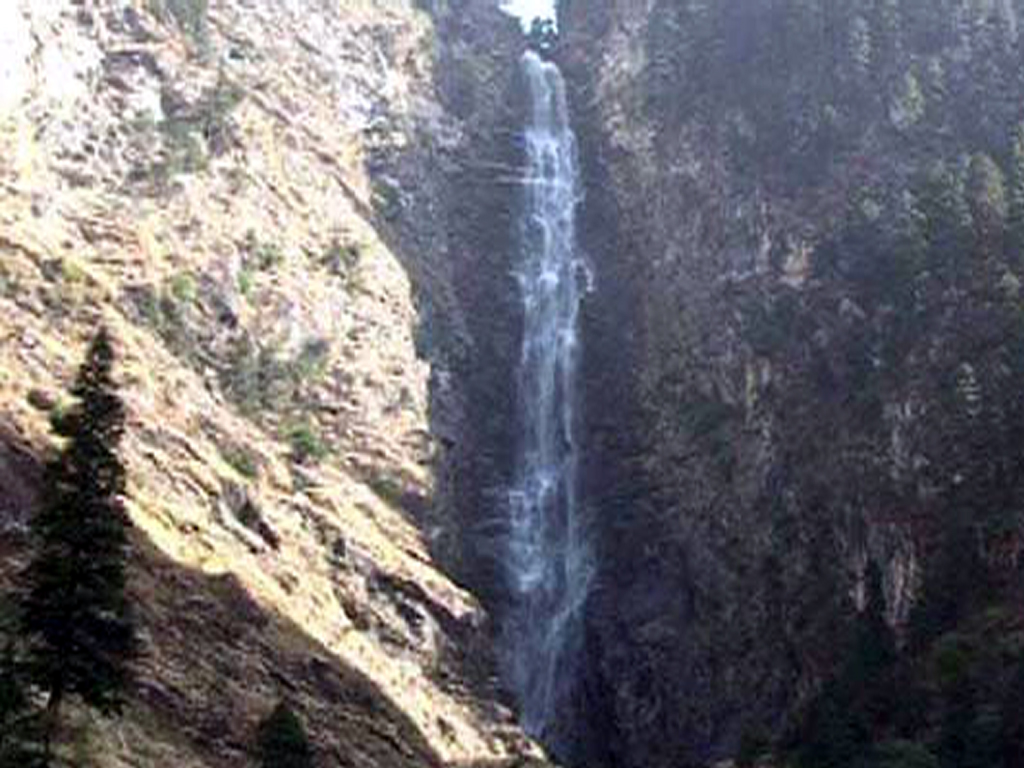
شلال باتشال ، شلال انحداري يبلغ ارتفاعه 482 مترًا ويقع في منطقة كاليكوت

- شلال باشال

### نيوزيلندا

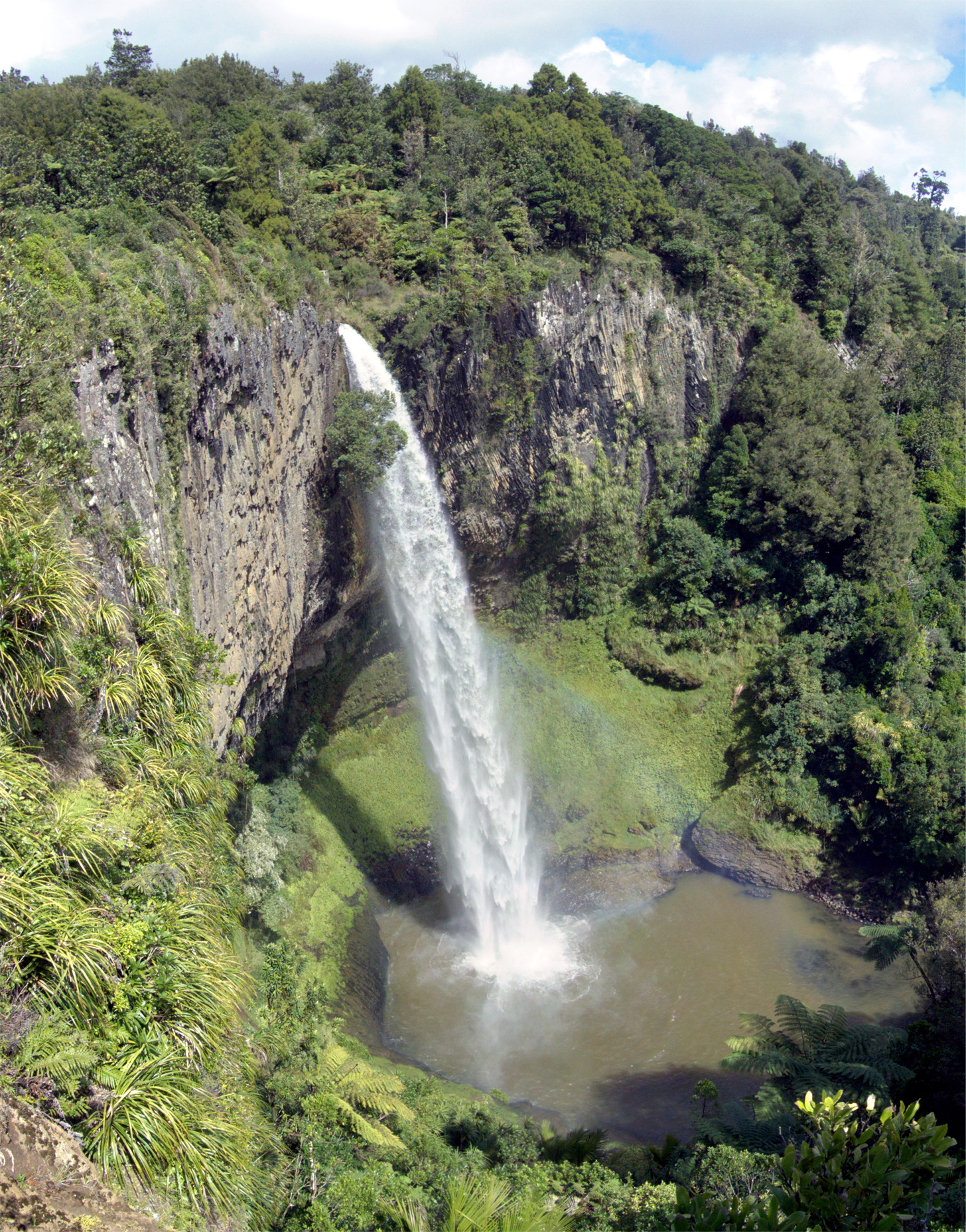
شلالات برايدال فيل

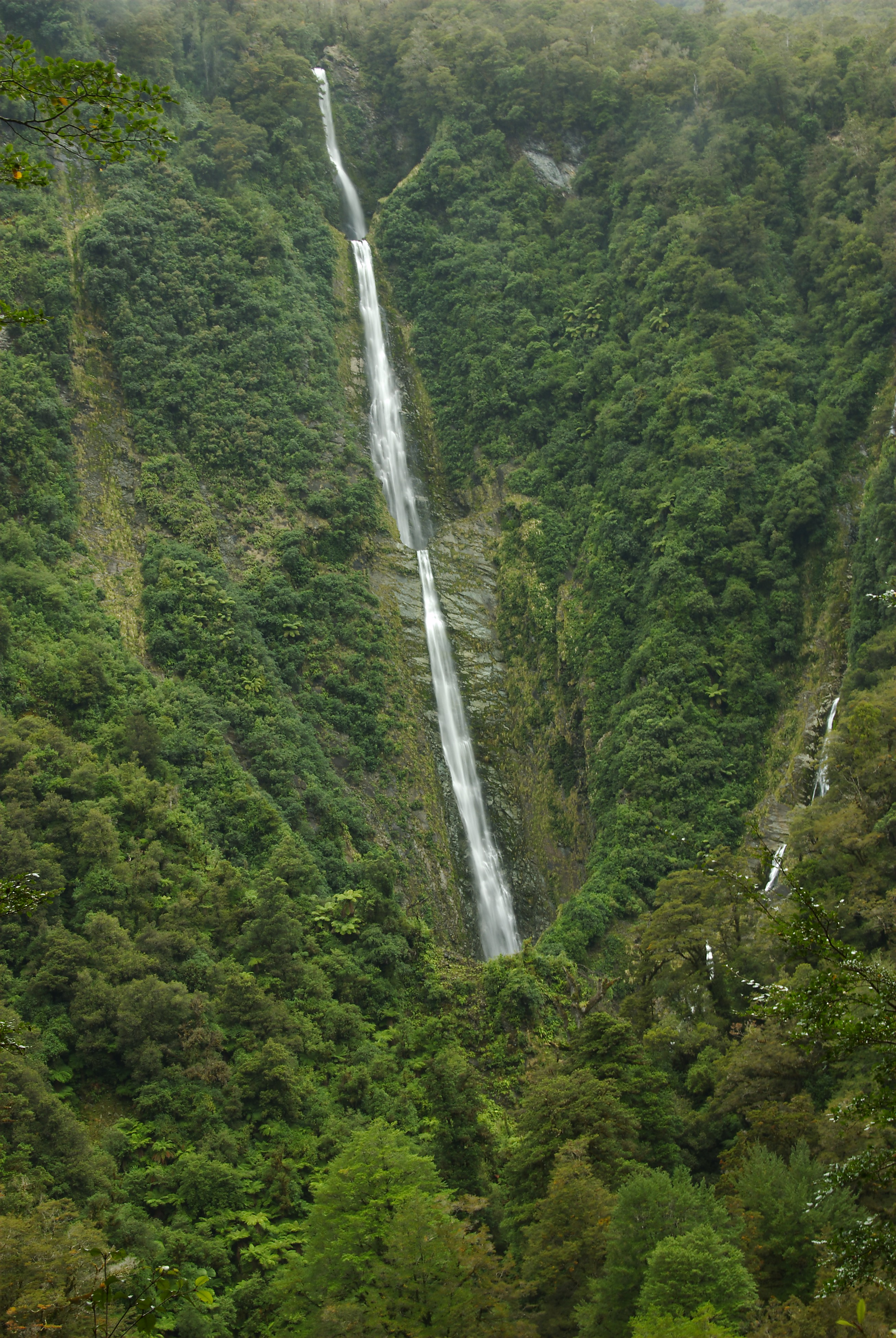
شلالات هومبولت

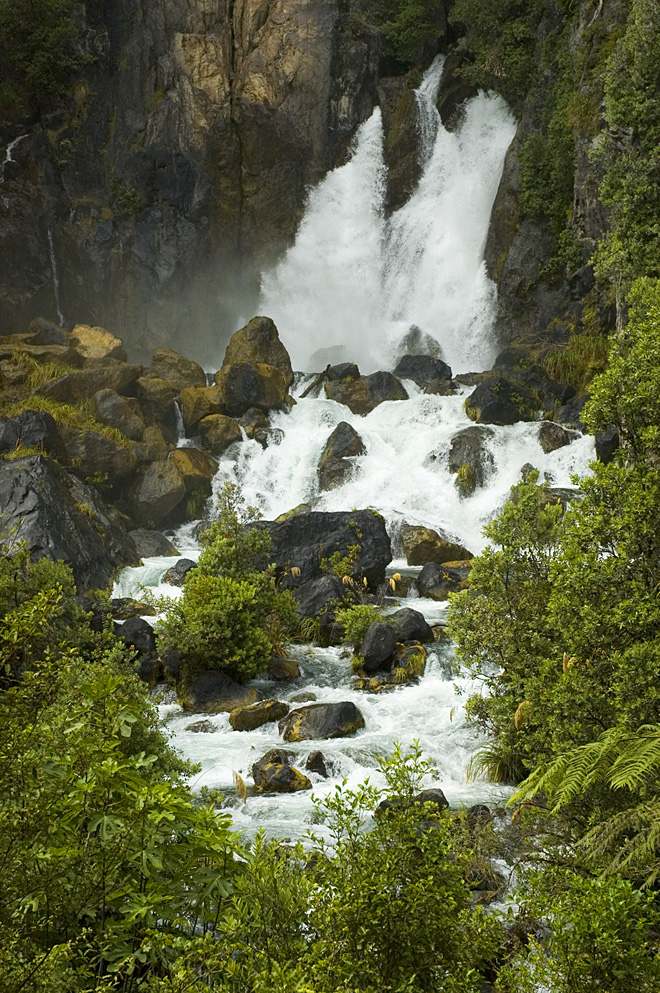
شلالات تاراويرا

- شلالات برايدال فيل
- شلالات قوس قزح
- شلالات توتيا - شلال من نوع السد
- شلالات وايرير

### النرويج

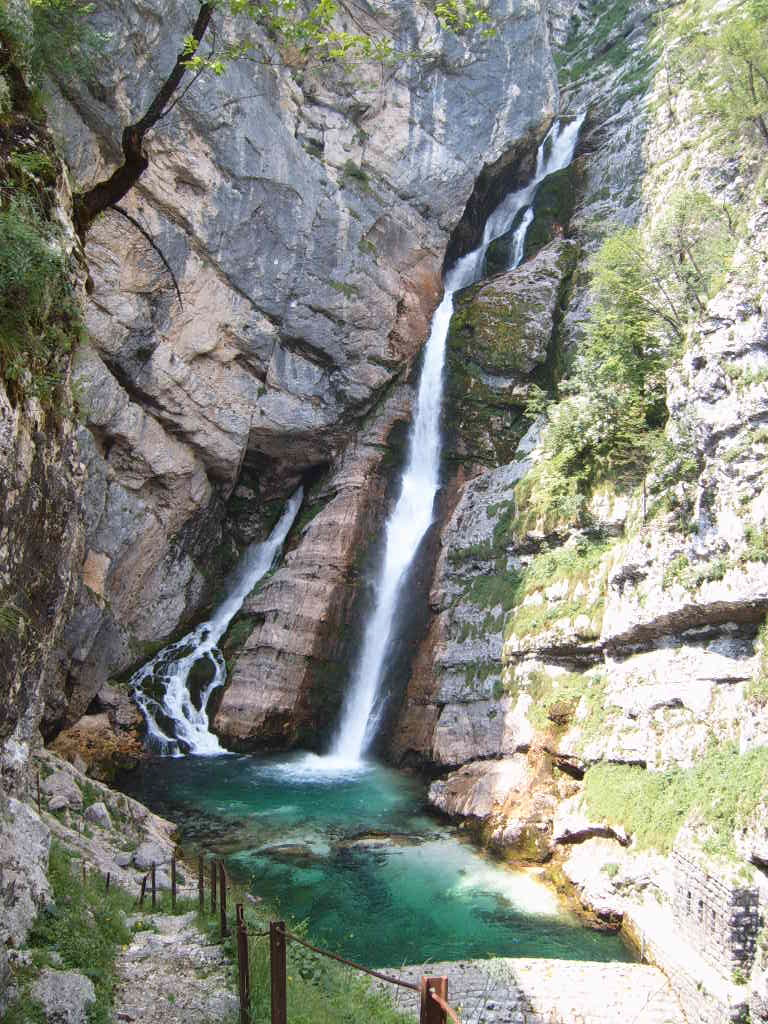
سافا بوهينجكا

- كجيلفوسن
- مانافوسن
- ماردالفوسن
- Ringedalsfossen أو Skykkjedalsfossen
- شلالات ريوكان
- سكريكوفوسن
- تيسيستريجين
- فيتيسفوسن

### جنوب أفريقيا

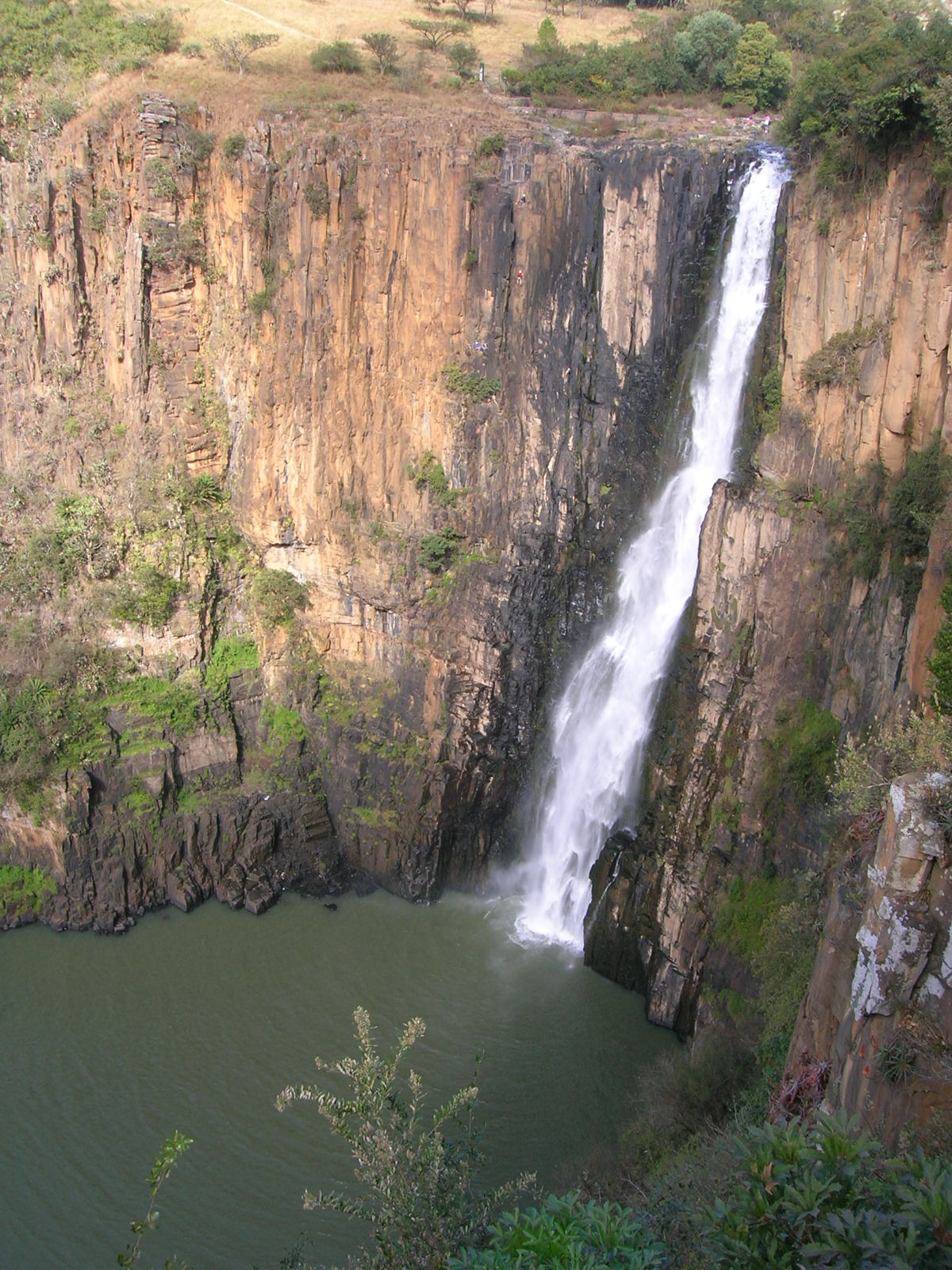
شلالات هاويك

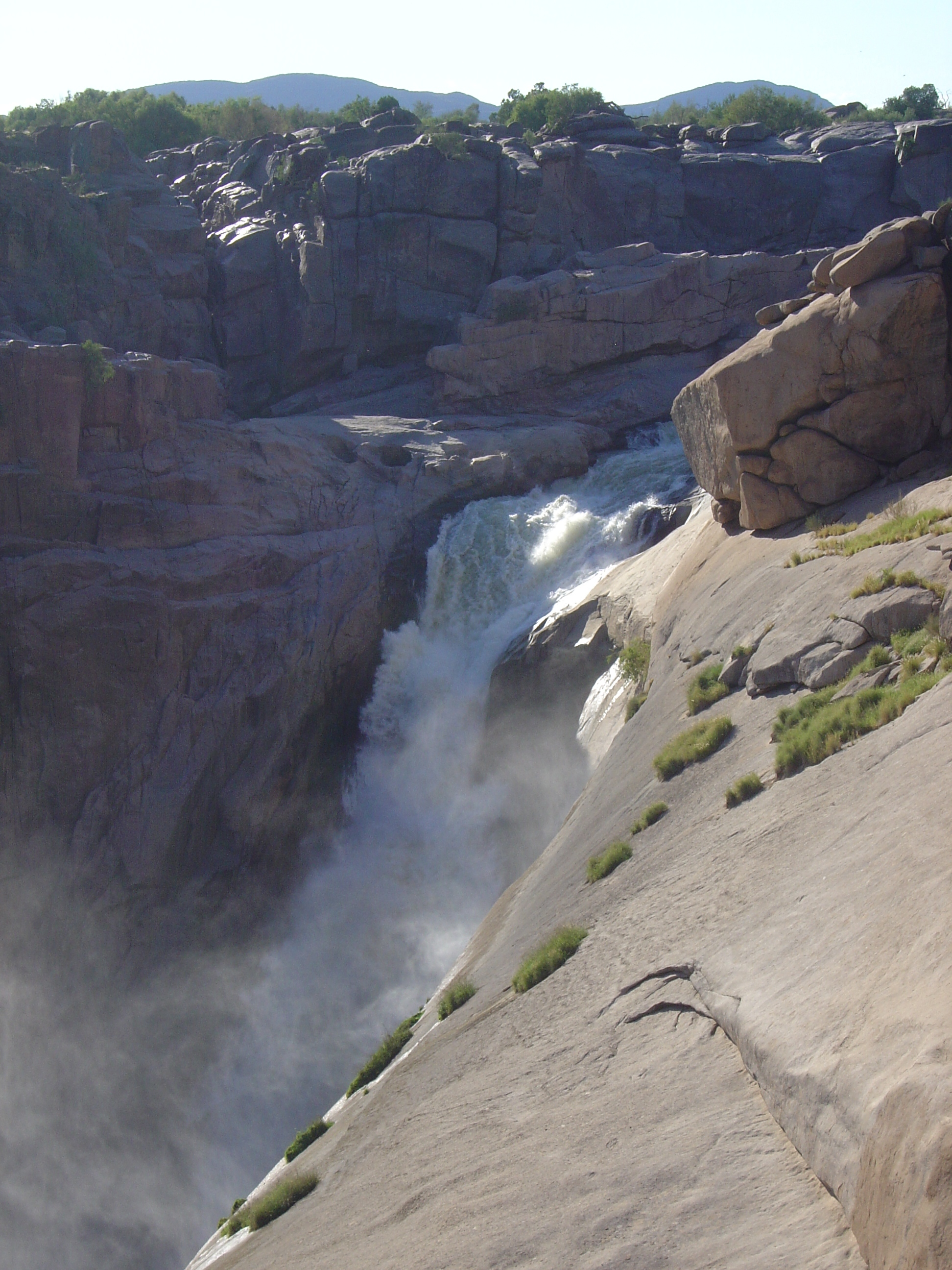
شلالات أوغرابيز

- شلالات برلين
- شلالات ماك-ماك
- شلالات توجيلا
- جرف الشلال

### سريلانكا

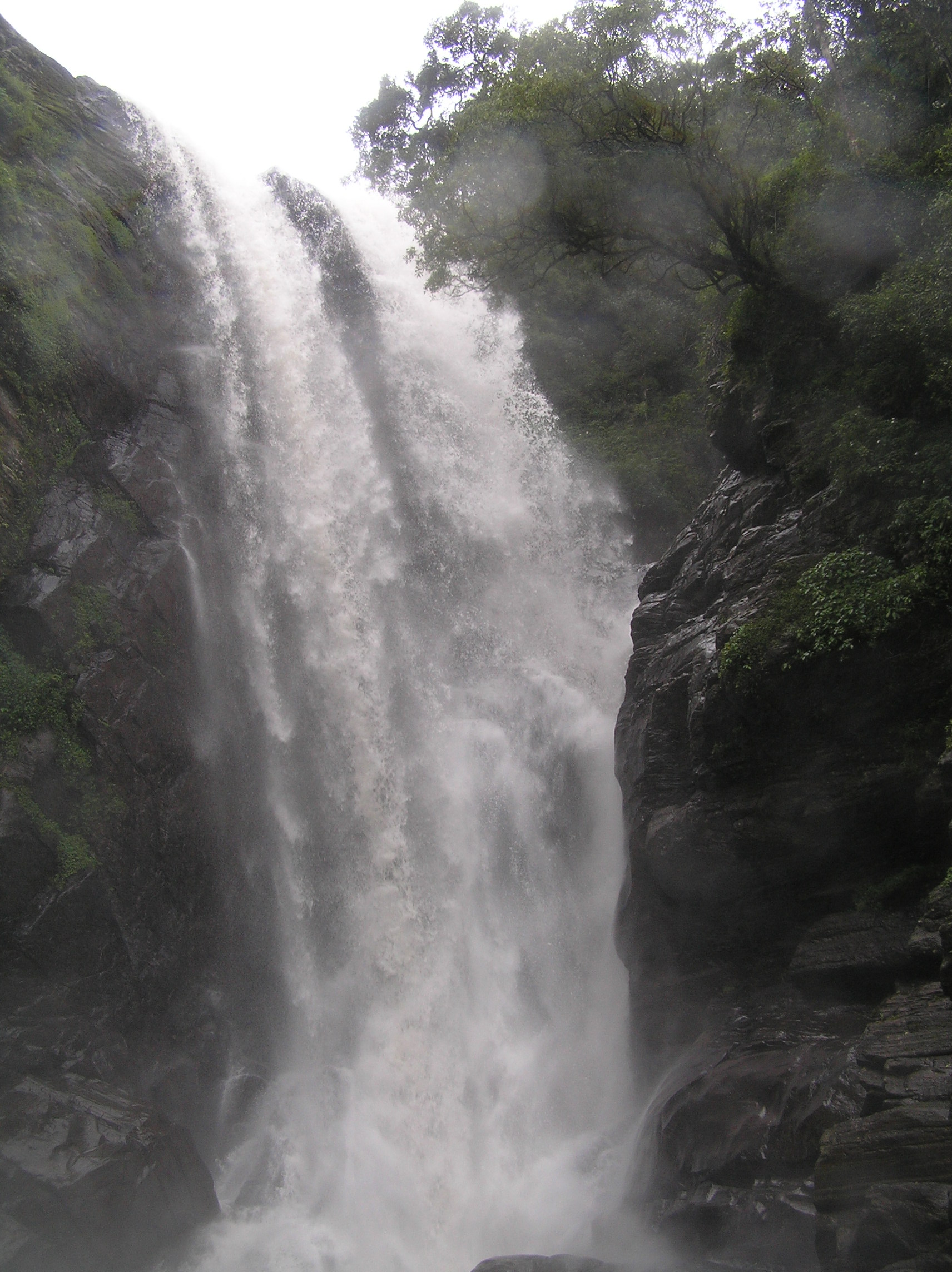
شلالات إلجين

- شلالات لاكسابانا
- شلالات ديالوما
- شلالات باباراكاندا

### تايوان
- شلال جياو لونغ

### أوغندا

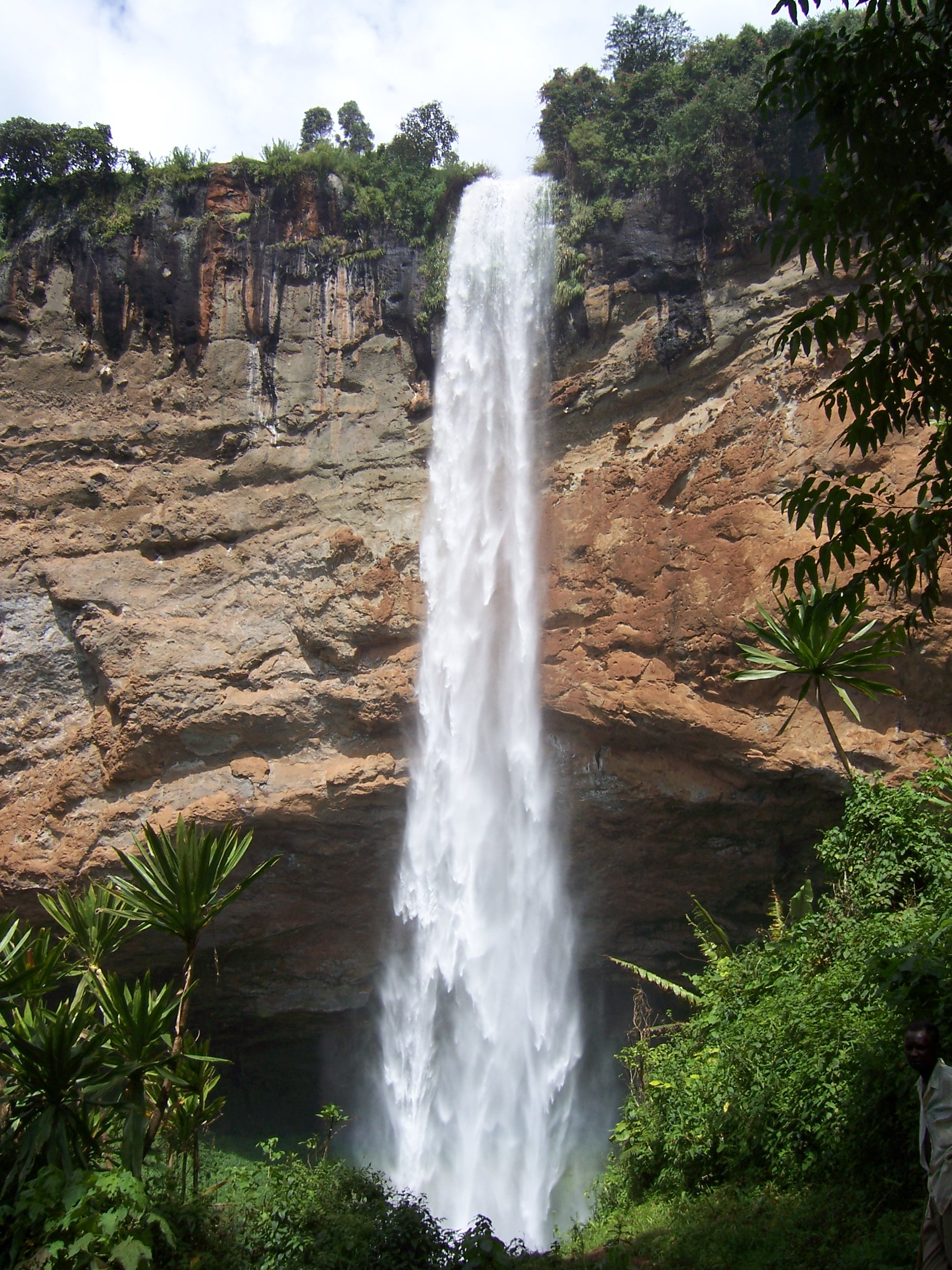
شلالات سيبي

- شلالات سيبي

### المملكة المتحدة

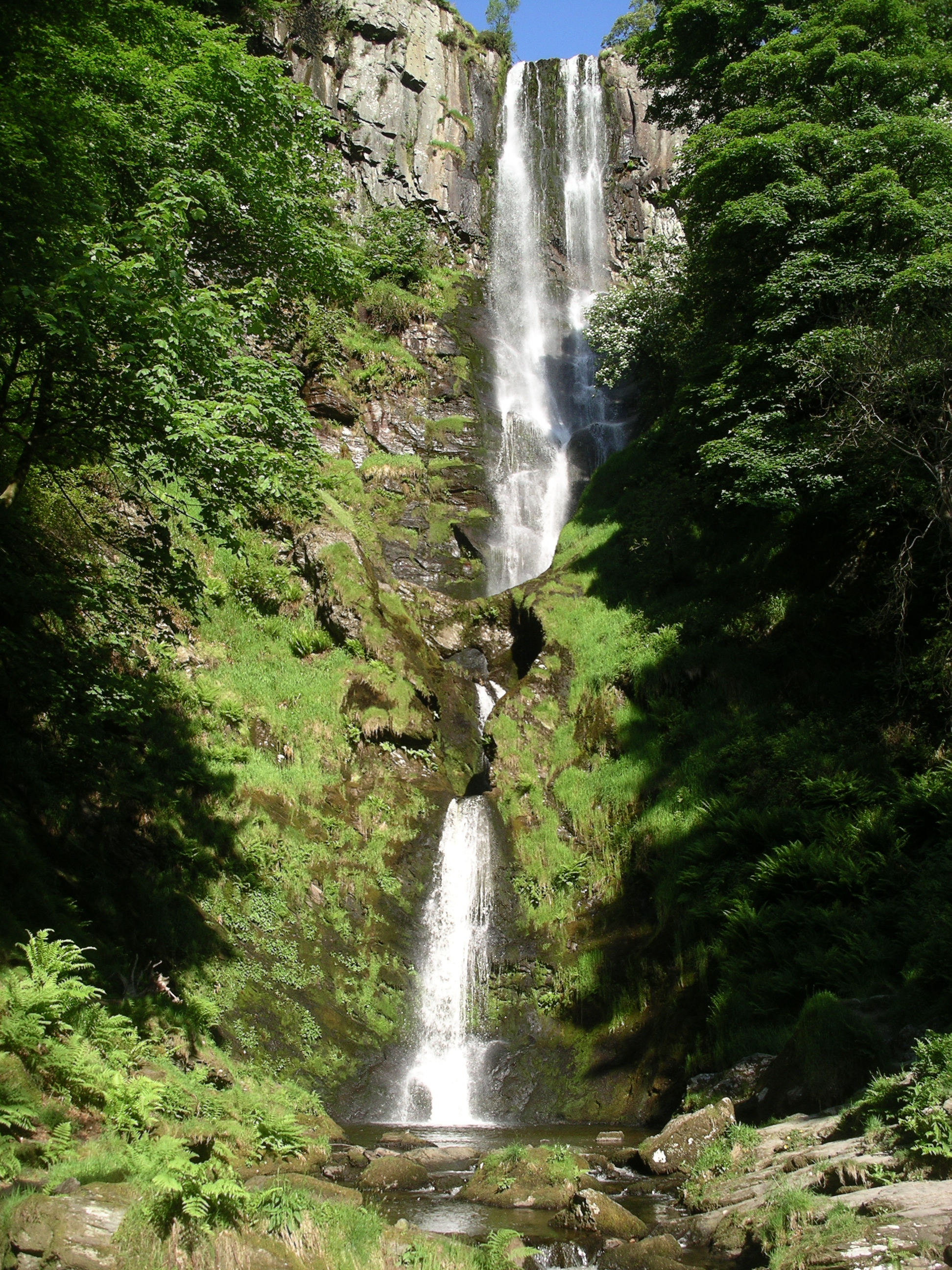
بيستيل رايدر

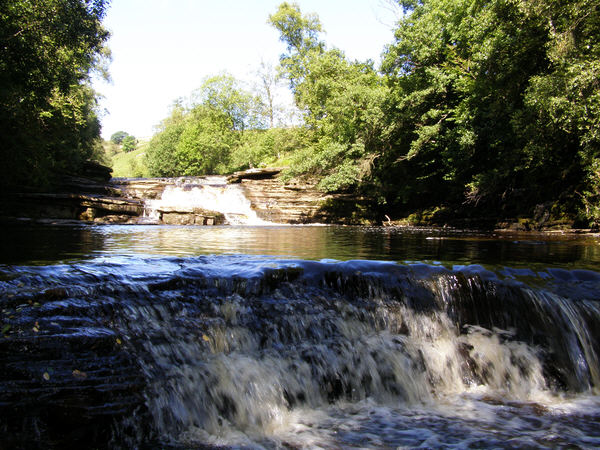
قوة كاتراك

- ملحق الشيطان
- شلال فرود فور
- قوة هاردراو
- شلالات ميلينكورت
- بيستيل رايدر
- سجود هنريد

### الولايات المتحدة

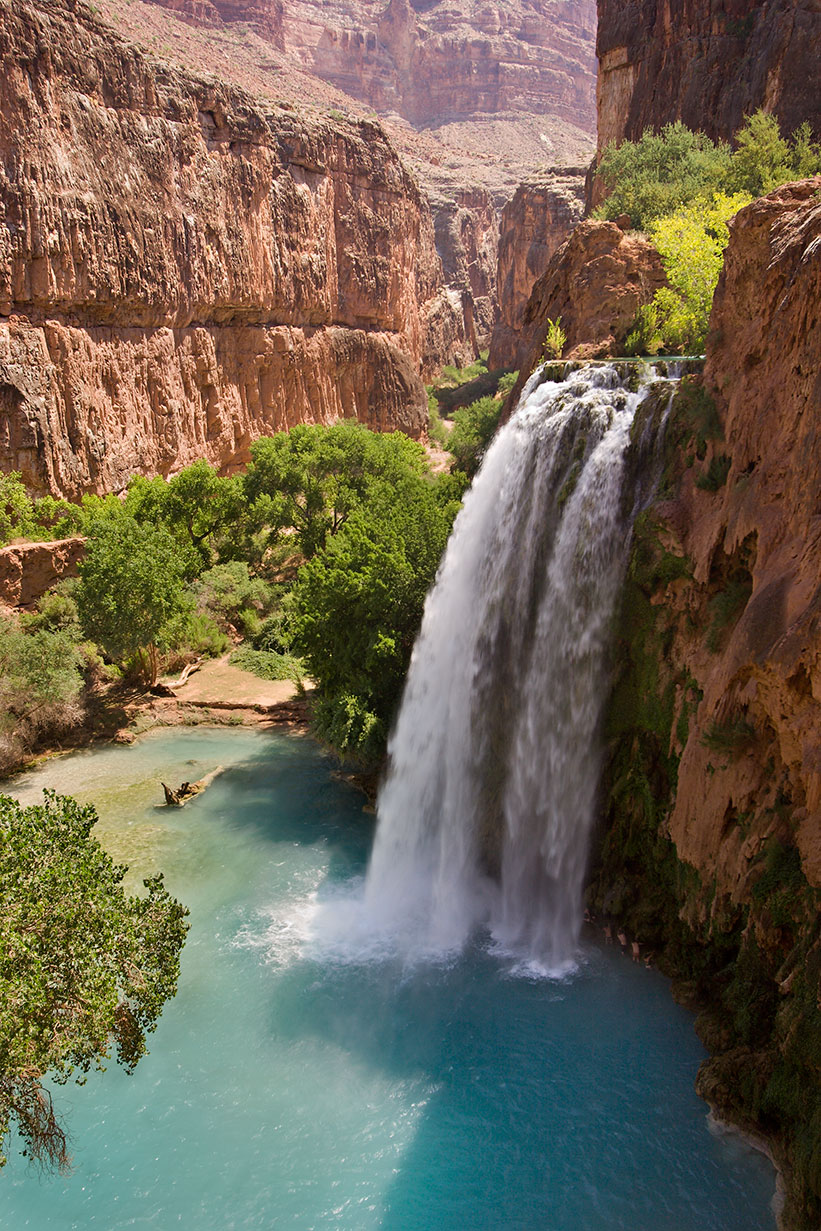
شلالات هافاسو

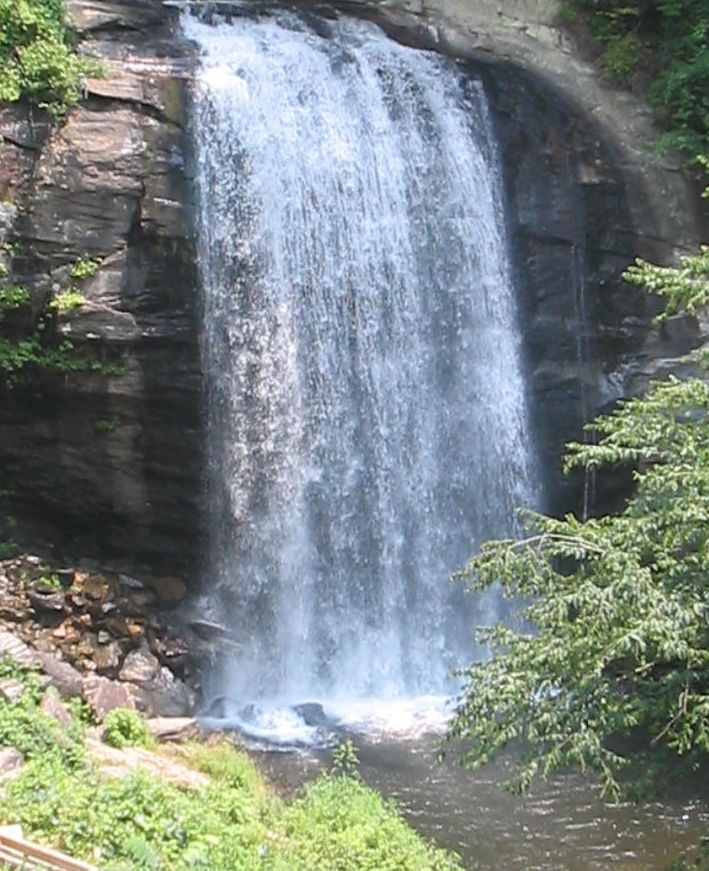
شلالات المرآة

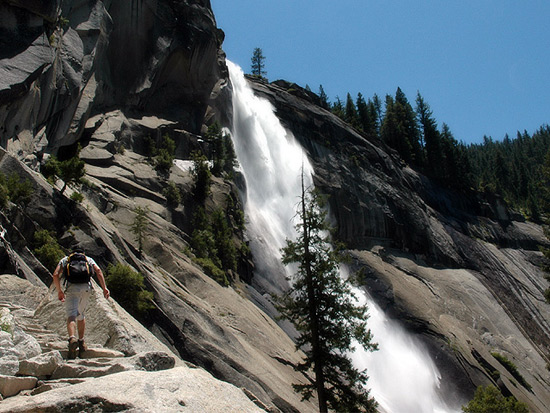
شلالات نيفادا

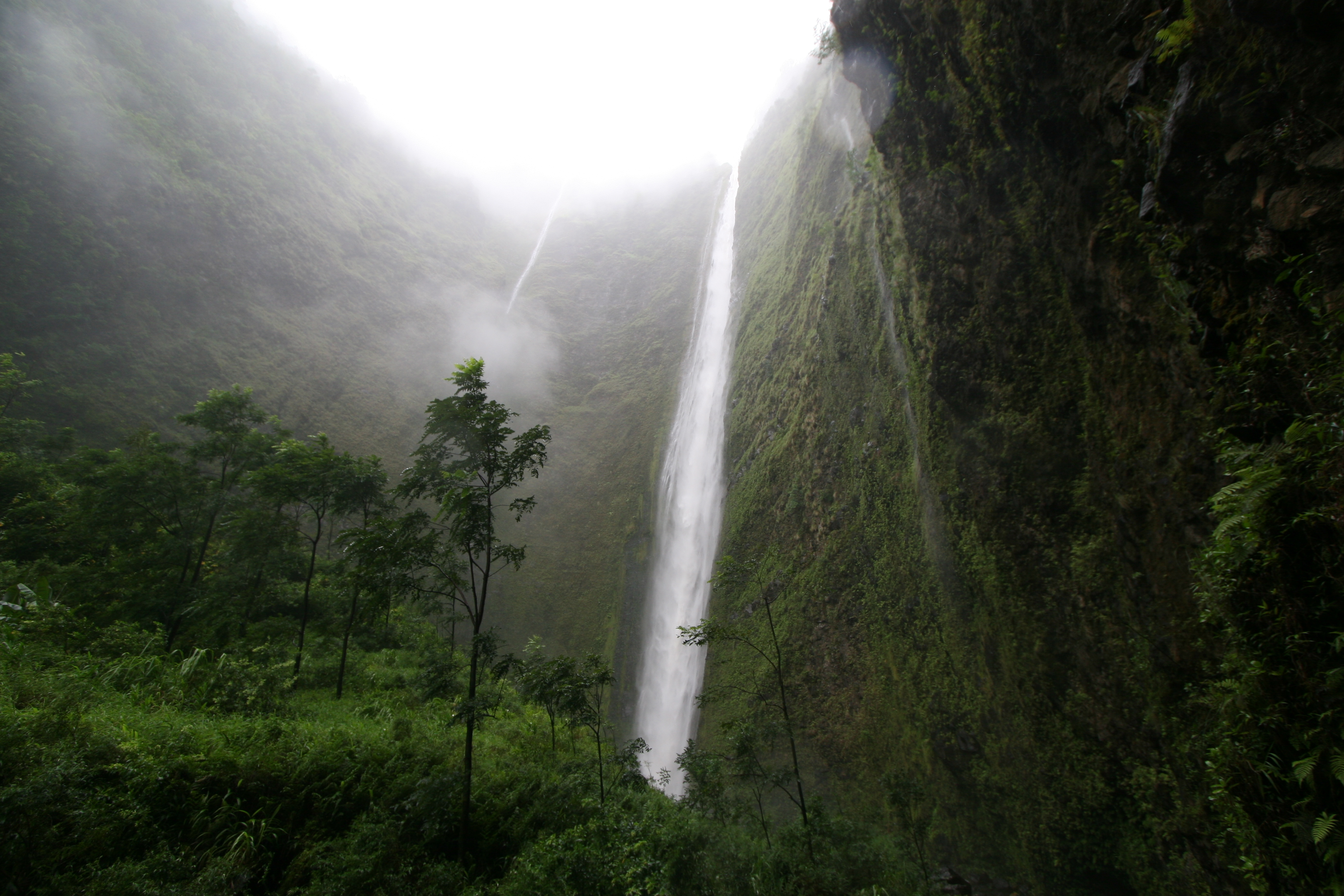
شلال هيلاوي

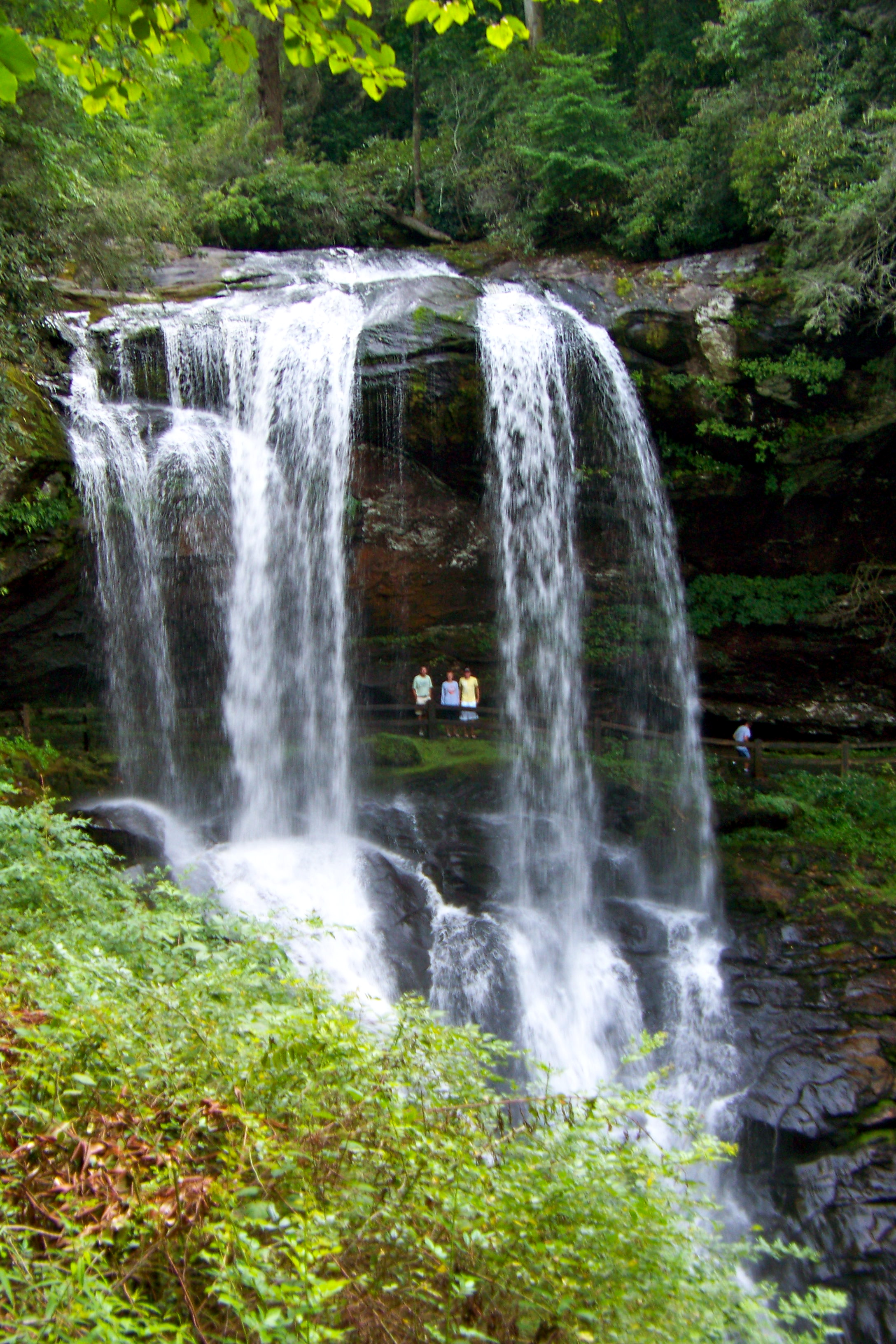
الشلالات الجافة

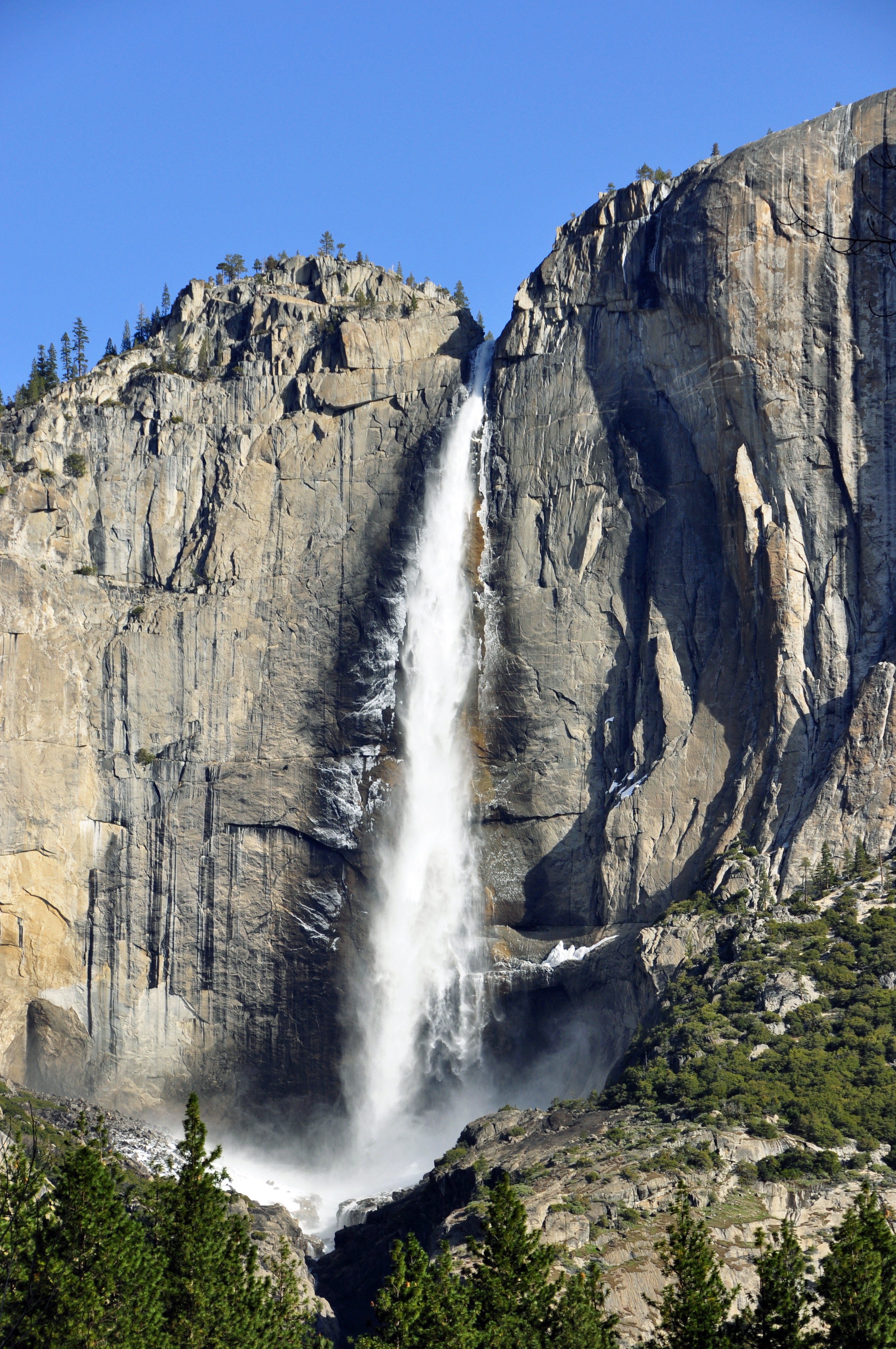
شلالات يوسمايت

- منتزه أكاكا فولز الحكومي
- شلالات برايدال فيل (مقاطعة ماكون)
- شلالات برايدل فيل (تيلورايد)
- شلالات برايدل فيل (واشنطن)
- خريف برايدل فيل (كاليفورنيا)
- شلالات ديسوتو
- شلالات دوغلاس
- شلالات فول كريك
- شلالات الريش
- شلالات هافاسو
- شلالات هيمد-إن-هولو
- شلالات هاي شولز
- شلالات إيريس
- كارثة حفر بحيرة بينيور (لويزيانا)
- شلالات المرآة
- شلالات ماكواي
- شلالات مينهاها
- شلالات موني
- شلالات مور كوف
- شلالات موس
- منتزه شلالات نوكالولا
- شلالات الأوزون
- شلالات بالوس
- شلالات بيرل
- شلالات قوس قزح
- شلالات رافين كليف
- سقوط الشريط
- شلالات سليك روك
- شلالات سنوكوالمي
- شلالات توغانوك
- شلالات توكوا
- شلالات توكيتي
- سقوط البرج
- شلالات فيرمليون
- الخريف الربيعي
- شلالات فيرجن
- شلالات وايلوا
- شلالات واتسون
- سقوط النوافذ
- ياهو فولز
- شلالات يلوستون

### فنزويلا
- شلالات الملاك
- شلالات كوكوينان

### زامبيا
- شلالات كالامبو

## ذيلي
يحافظ الماء النازل على بعض الاتصال مع قاع الصخر.

### أستراليا
- شلالات غابة الآس
- الشلالات السابعة
- شلالات سيلفر
- شلالات سيلفرباند
- شلالات ستيفنسون

### البوسنة والهرسك
- سكاكافاتش

### بلغاريا

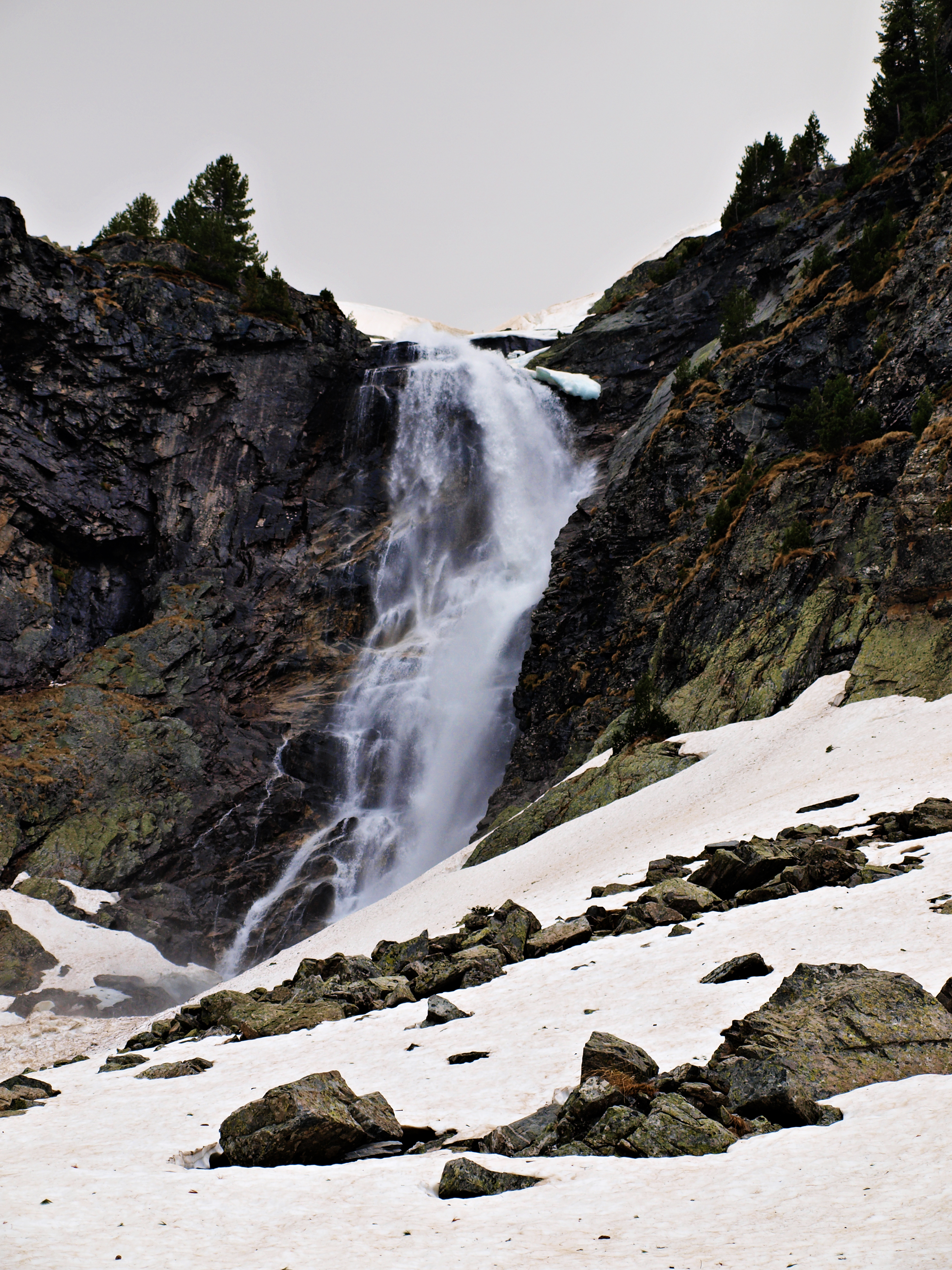
شلال سكاكافيتسا ، جبل ريلا ، بلغاريا في مايو

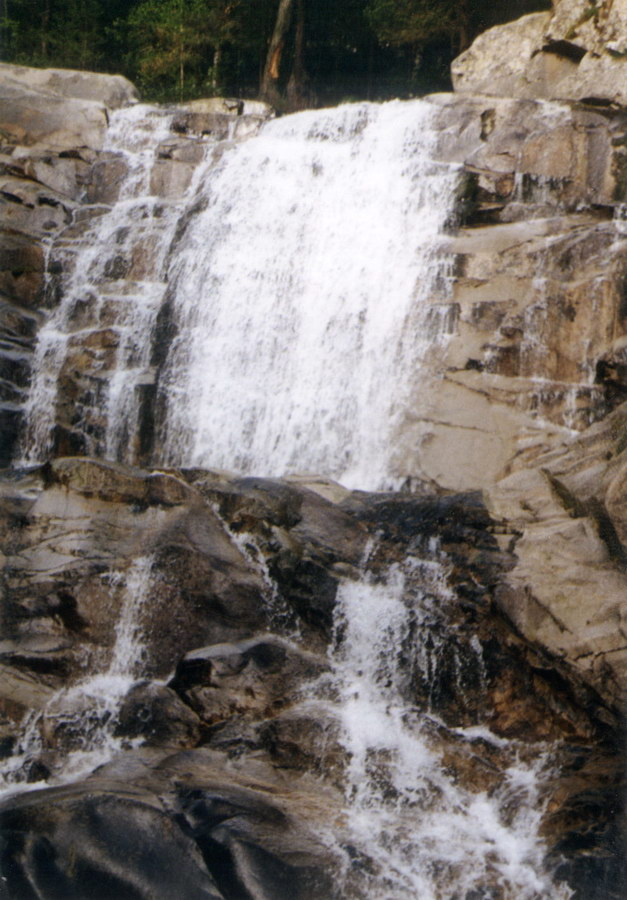
شلال بوبينولاشكي

- بابسكو براسكالو – 54 م (177 قدم)
- شلال بويانا – 25 م (82 قدم)
- شلال غوريتسا – 39 م (128 قدم)
- كارلوفسكو براسكالو – 30 م (98 قدم)
- شلال سكاكافيتسا – 70 م (230 قدم)
- شلالات فراتسا
  - سكاكليا (زائلة) – 130 م (430 قدم)
  - بوروف كاماك – 63 م (207 قدم)
- رايسكو براسكالو – 124.5 م (408 قدم) أعلى شلال في البلقان

### كندا
- شلالات ألفريد كريك
- شلالات بيرجيرون
- شلالات برايدال فيل
- شلالات كاسكيد
- شلالات بحيرة كليف
- شلالات كريبت
- شلالات فرانسيس
- شلالات جولد كريك
- شلالات جيمس بروس
- شلالات وادي كينغكوم
- شلالات لاينهام
- ميشيل فولز
- شلالات كومينز الوسطى
- شلالات مونتمورنسي
- شلالات أوديجارد
- شلالات شانون
- شلالات سنوشو كريك
- شلالات تاكاكاو
- شلالات جيرالدين العليا
- شلالات أويسجي بان

### أيسلندا
- جليمور
- هايفوس

### الهند
- شلالات جوغ
- شلالات أثيرابيلي
- شلالات دودوما
- شلالات كيدوماري
- شلالات خاندادهار
- شلالات مانيكيادهارا
- شلالات بالاروفي
- راجات برابات
- سوغال
- شلالات سويت
- شلالات ثاليار

### أيرلندا
- شلال باورسكورت

### ليسوتو
- شلالات ماليتسونياني

### نيوزيلندا
- شلالات هومبولت
- شلالات ليدي أليس
- شلالات جبل دامبر
- شلالات واينوي

### مقدونيا الشمالية
- شلال سمولاري

### النرويج
- ستالهايمسفوسن
- فورينغفوسن
- شلال وايت درين

### الفليبين

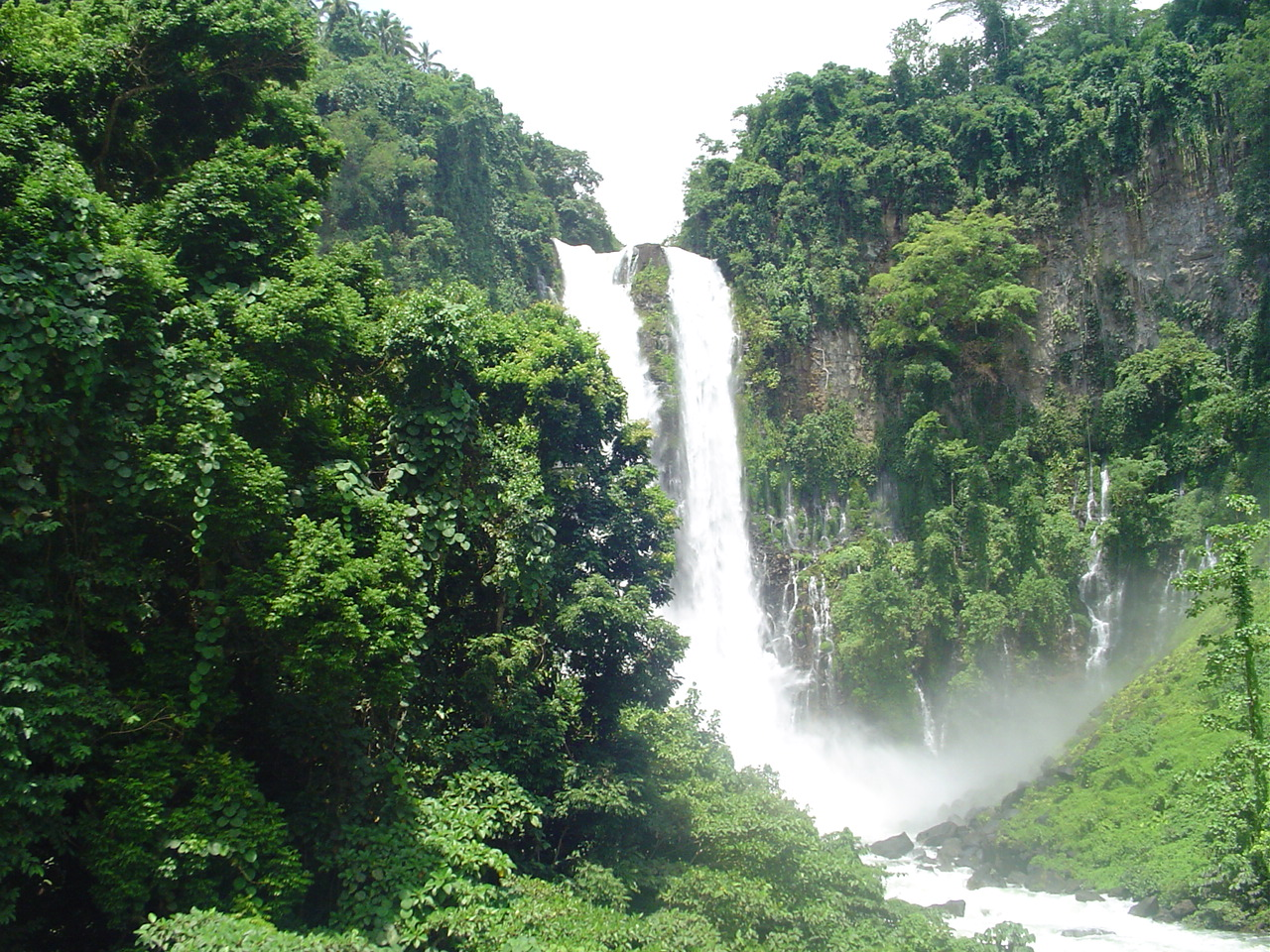
شلالات ماريا كريستينا

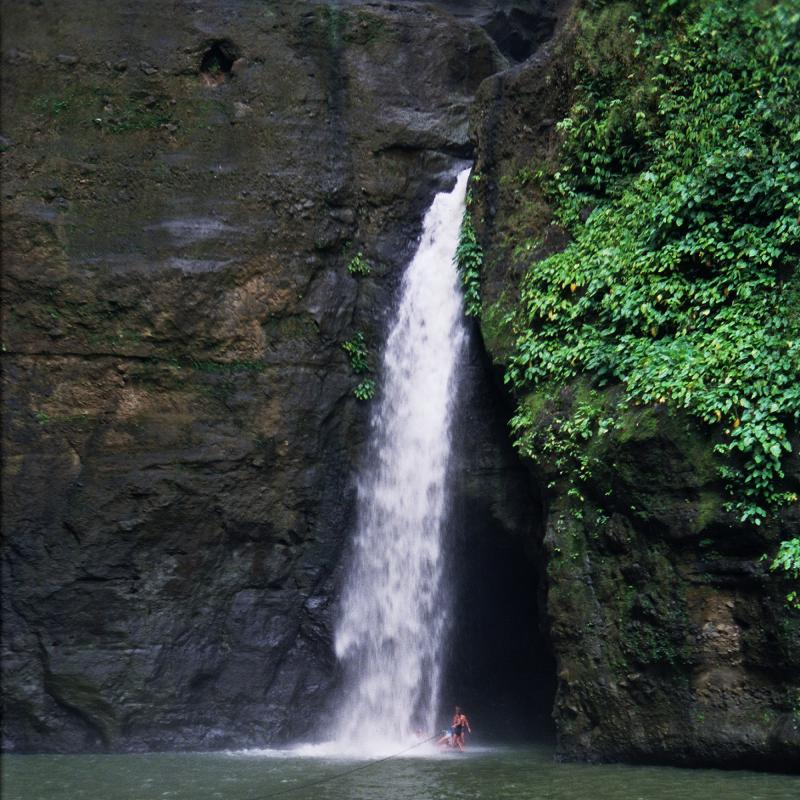
شلالات باجسانجان

- شلالات ماريا كريستينا
- شلالات باجسانجان

### سلوفينيا
- سافا بوهينجكا

### جنوب أفريقيا
- شلالات هاويك

### سريلانكا
- أبردين
- شلالات بامباراكاندا
- شلالات ديالوما
- شلالات إلجين
- روان إيلا

### سويسرا

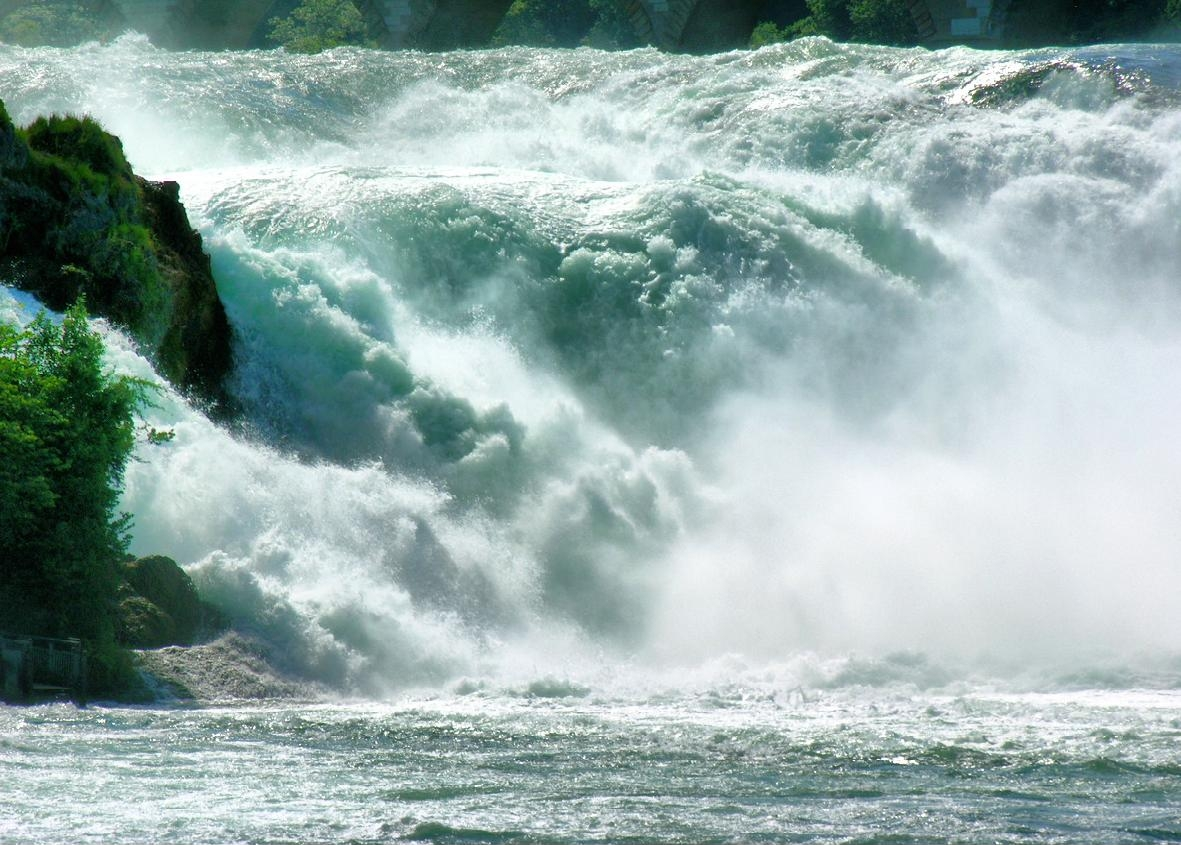
شلالات الراين

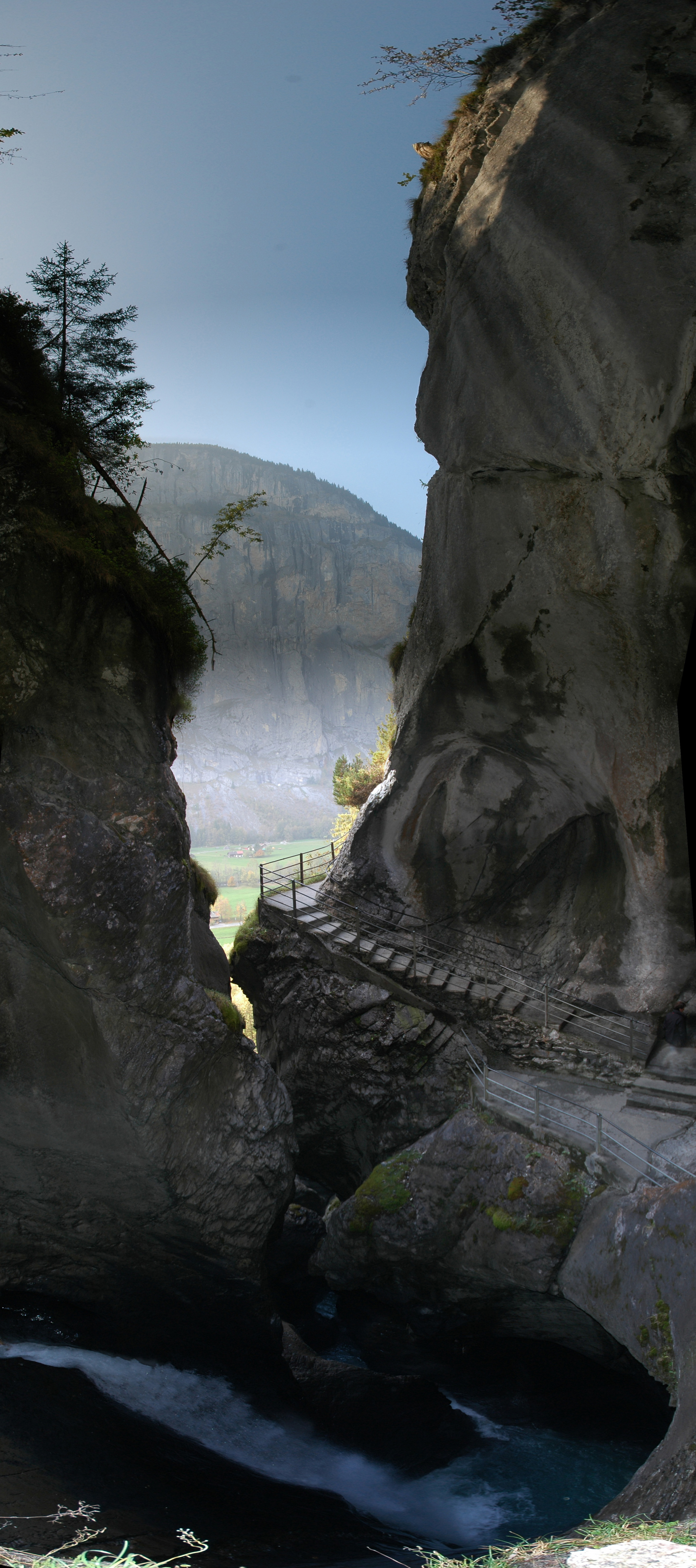
شلالات تروميلباخ

- شلالات رايشنباخ
- شلال ستوباخ

### المملكة المتحدة
- ذيل الفرس الرمادي، كونوي
- نهر ليد
- صنبور جارنوك

### الولايات المتحدة
- شلالات ألامير
- شلالات آنا روبي
- شلالات كوتشرانز
- شلالات المحكمة
- شلالات داروين
- شلالات ديسوتو
- شلالات ديك كريك
- ديوكس كريك
- شلالات فيش كريك
- شلالات غلاسمين
- شلالات هيكوري نوت
- شلال هيلاوي
- شلالات هولكومب كريك
- شلالات ماكاهيكو
- شلالات مينهاها
- شلالات نيفادا
- شلالات قوس قزح
- شلالات سيلفر ستراند
- شلالات وايهيلاو

## طوفاني
شلال كبير وقوي.

### جمهورية الكونغو الديمقراطية
- شلالات بويوما

### مالي
- شلالات جوينا

### زامبيا/زيمبابوي
- شلالات فيكتوريا

### الهند
- شلالات شيتراكوت
- شلالات جوكاك
- كاكولات
- شلالات ثوفانام
- شلالات تيربارابو

### أندونيسيا
- شلالات بانانجار
- شلالات ماليلا
- شلالات تيمام
- شلالات ريام ميرساب

### الأرجنتين/البرازيل

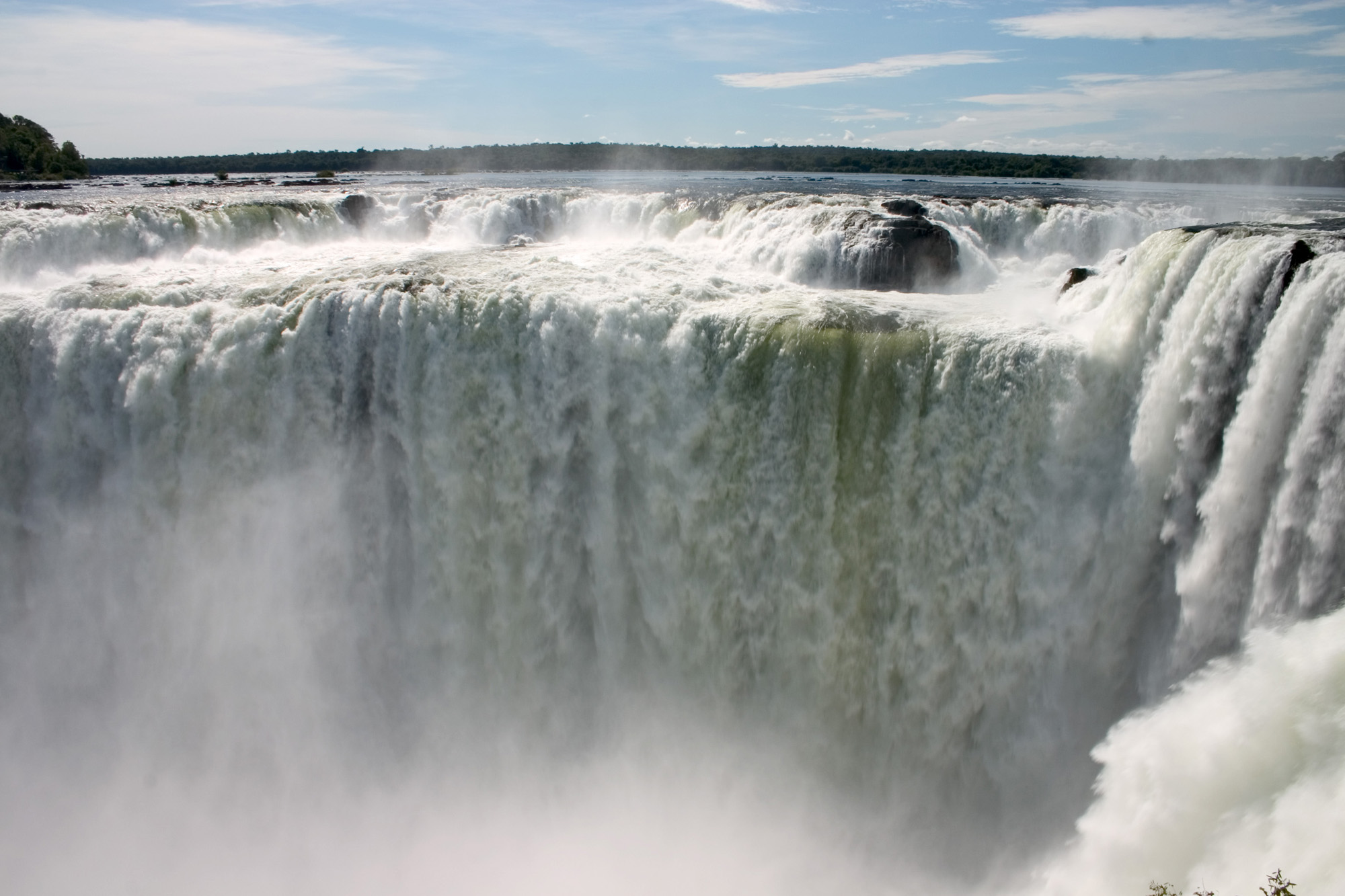
حنجرة الشيطان، أكبر شلال في شلالات إيغواسو

- شلالات إيغواسو

## متدرّج
سلسلة شلالات واحد تلو الآخر بنفس الحجم تقريبًا، ولكل منها حوض خاص به.

### بلغاريا
- شلال بوبينولاشكي – 12 م (39 قدم)

### غانا

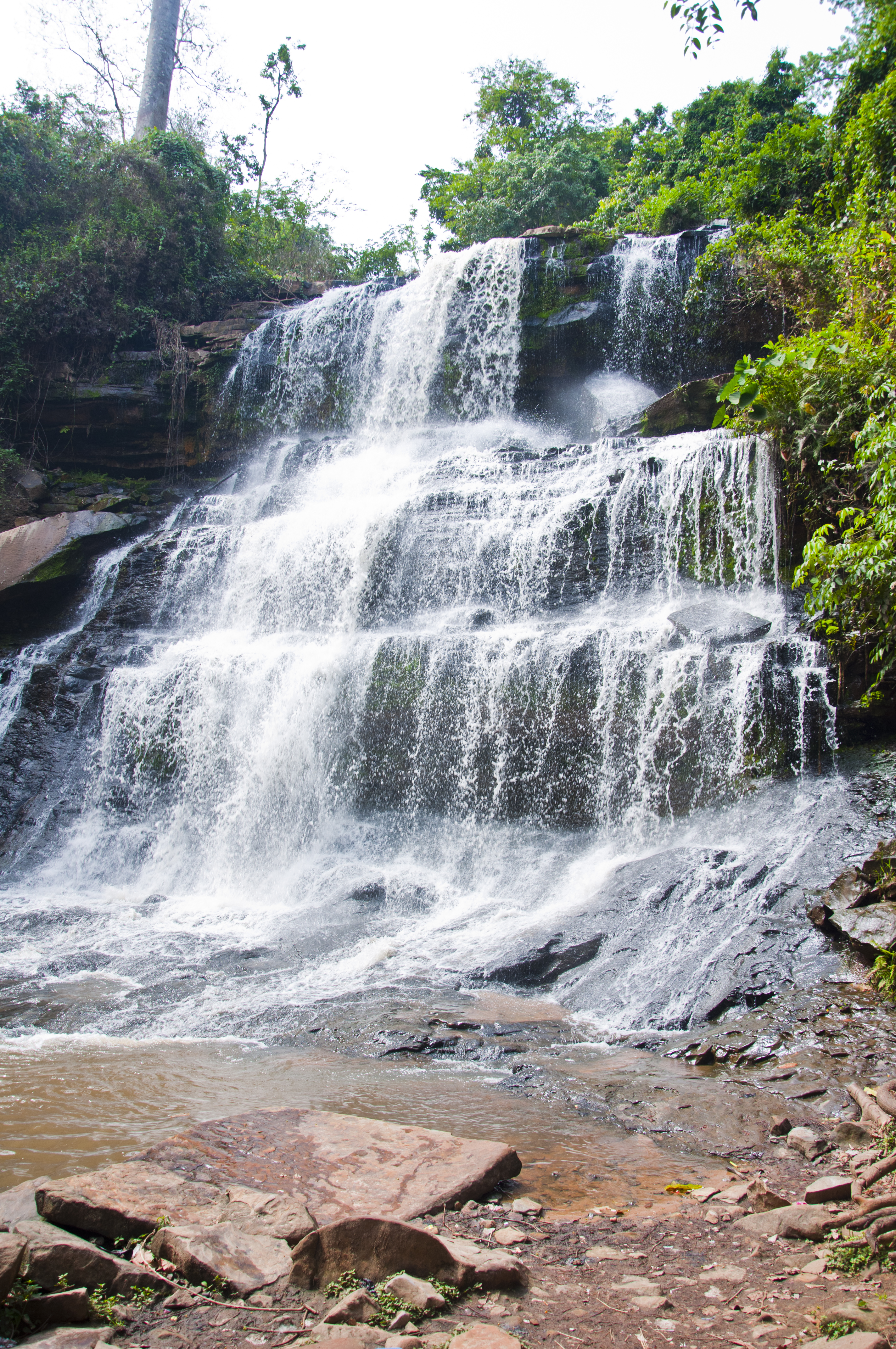
شلالات كينتامبو

- شلالات كينتامبو

### المغرب
- شلالات أوزود

### اليابان
- شلالات فوكورودا

### إستونيا
- شلالات جاغالا

### أيسلندا
- ديتيفوس
- غودافوس
- جولفوس
- سيلفوس

## اعتراضي
ينحدر الماء من مجرى مائي أو نهر واسع نسبيًا.

### أثيوبيا

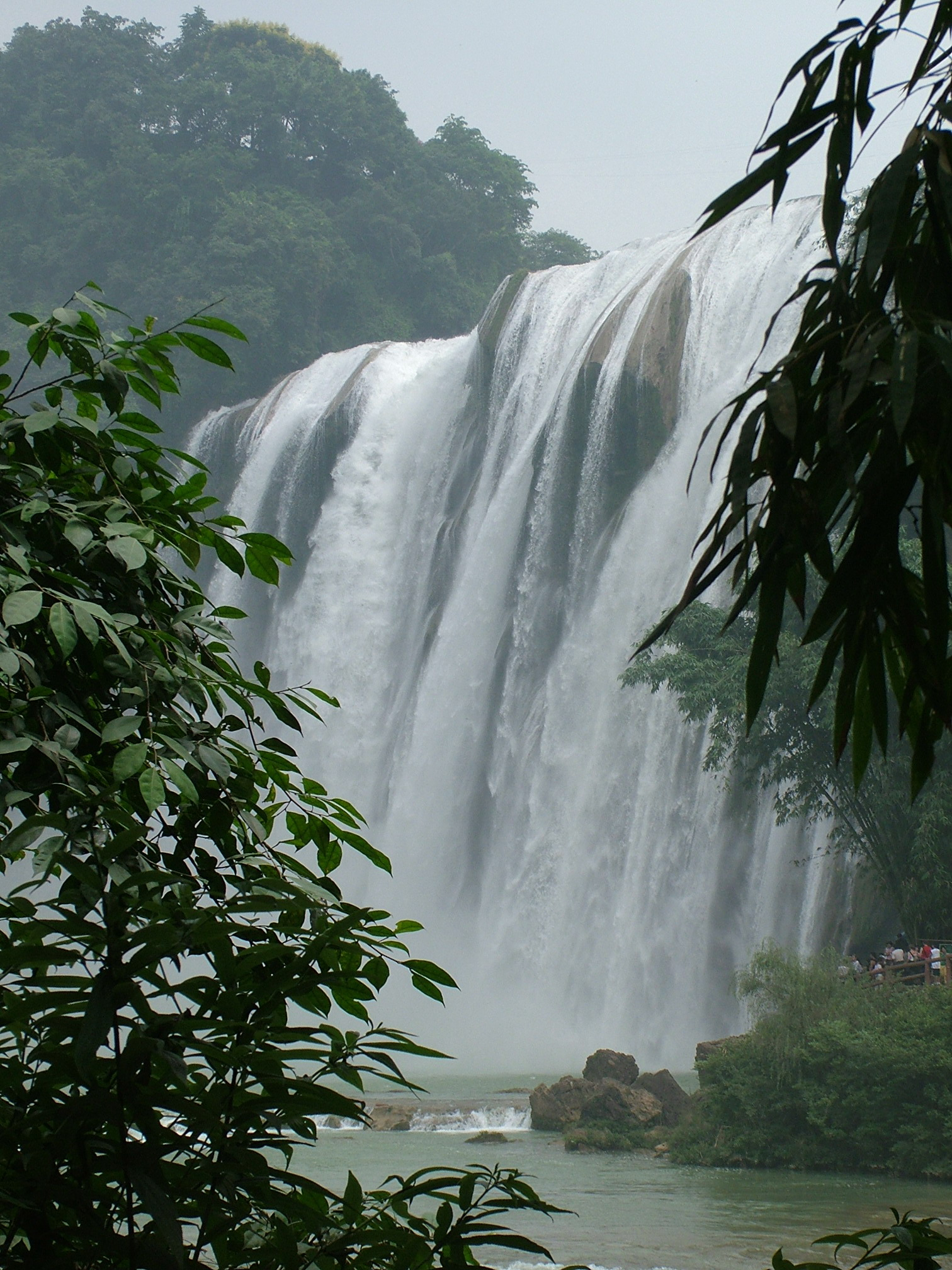
شلال هوانغجوشو

- شلالات النيل الأزرق

### كمبوديا
- كا تشونغ

### الصين
- شلال هوانغجوشو

### الهند
- شلالات آبي
- شلالات أروفيكوجي
- شلالات أثيرابيلي
- شلالات تيراثجاره

### كوريا
- شلال تشيونجيون

### زامبيا
- شلالات نغوني

### البوسنة والهرسك
- شلال بليفا

### أيسلندا
- فاكس
- ثيجوفافوس

### سويسرا
- شلالات الراين

### تركيا

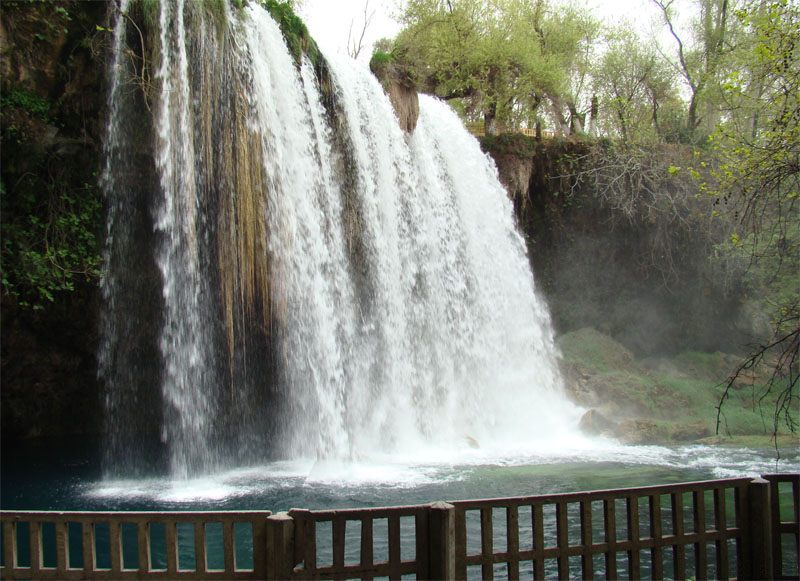
شلالات دودن

- شلال مانافجات

### المملكة المتحدة
- شلالات آيسغارث
- قوة كوتر
- قوة كيسدون
- قوة منخفضة

### كندا
- شلالات بو
- شلالات تشرشل
- شلالات فينيلون، أونتاريو
- شلالات حدوة الحصان
- شلالات نياجرا
- شلالات أوفرلاندر
- شلالات وابتا

### المكسيك
- أغوا أزول

### الولايات المتحدة
- الشلالات الأمريكية
- شلالات بورجيس
- شلالات كوهوس
- شلالات كمبرلاند
- شلالات هوكر
- شلالات نياجرا
- شلالات قوس قزح
- شلالات سانت أنتوني
- شلالات شوشون
- شلالات ميسا العليا
- شلالات ويلاميت

### أستراليا
- شلالات برايدال فيل
- شلالات فيرنهوك
- شلالات ميلستريم

### البرازيل
- شلالات غوايرا

## تتابعي
ينزل الماء عبر سلسلة من الدرجات الصخرية.

### أستراليا
- شلالات بارون
- شلالات بلومفيلد
- شلالات العشاء
- شلالات إلابانا
- شلالات غومولاهرا
- شلالات جوزفين
- شلالات كيرنيز
- شلالات جراد البحر
- شلالات ستوني كريك
- شلالات سربرايز كريك
- شلالات تالي
- شلالات ليدي بارون
- شلال ليفي
- شلالات ليفي
- شلالات بالاكا
- شلالات سيربنتين

### النمسا

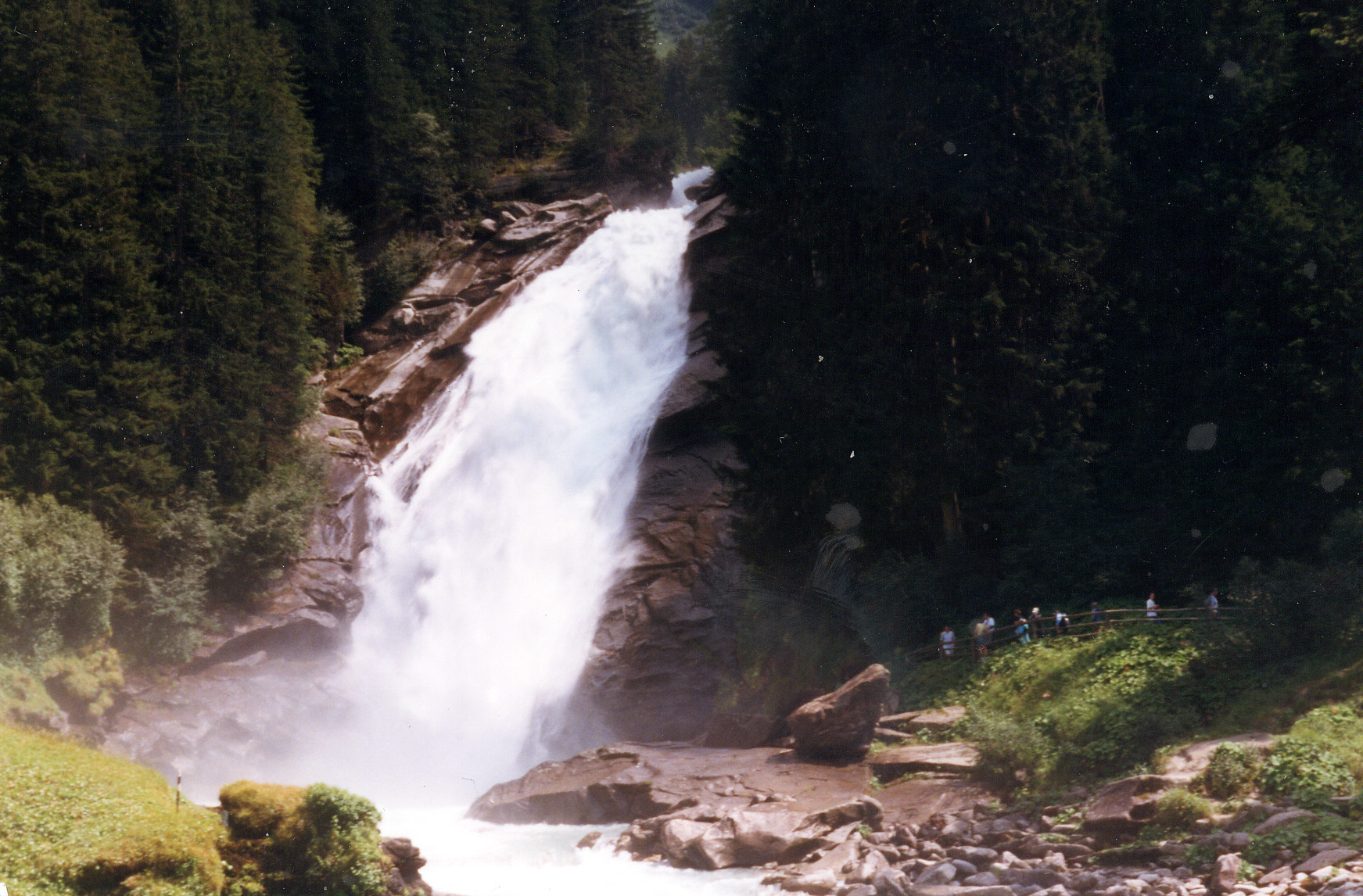
شلالات مياه كريملر

- شلالات مياه كريملر

### كندا
- شلالات ألبيون
- شلالات ألفريد كريك
- شلالات درج الملاك
- شلالات أثاباسكا
- سقوط الكوع
- شلالات هيلين
- شلالات إنجليس
- شلالات كيتشنر كريك
- شلالات مارغريت
- شلالات الحوريات
- شلالات بوكيوك
- شلالات ساندي بوند
- شلالات سيكاموس كريك
- شلالات الرعد

### الصين
- شلال هوكو

### فنلندا
- هيبوكونغاس

### ألمانيا
- شلالات تريبرغ

### أيسلندا
- ألديجارفوس
- بارنافوسار
- أوفيروفوس

### الهند
- شلالات تشونشاناكاتي
- كورتالام
- شلالات هانومانجوندي
- شلالات إيروبو
- شلالات جوغ
- شلالات كيليور
- شلالات القرد
- شلالات سيروفاني
- شلالات ثوشاراجيري
- أولاكارفي
- شلالات فازاتشال

### جامايكا
- شلالات نهر دان

### لاوس

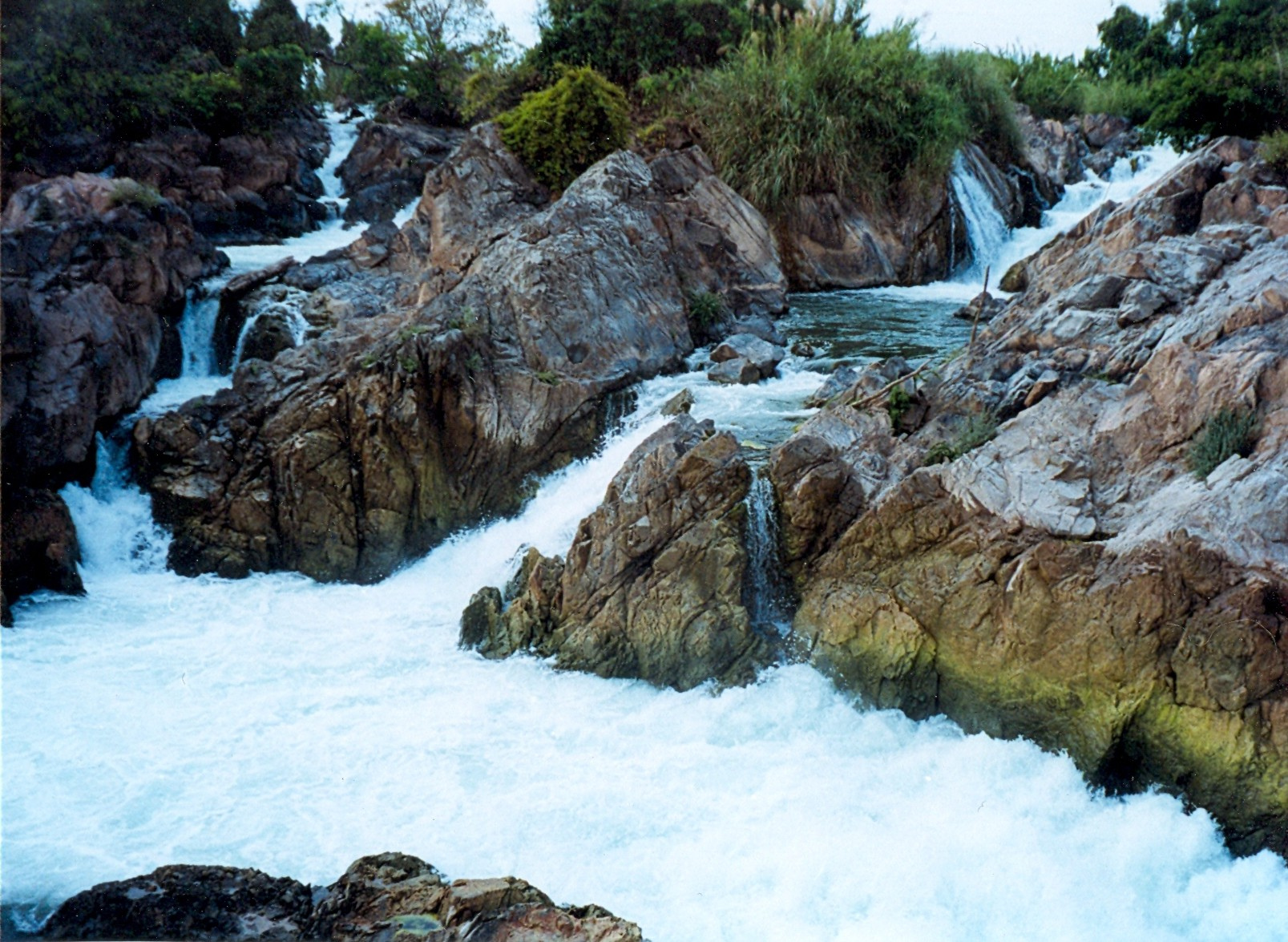
شلالات خوني فافينج

- شلالات خوني فافينج

### نيوزيلندا
- شلالات أنيوانيوا
- شلالات براون
- شلالات هوكا
- شلالات موكاو
- شلالات بوراكاونوي
- شلالات تاراويرا

### مقدونيا الشمالية
- شلال كوبريشنيتسا

### النرويج
- كجوسفوسن
- شتاينسدالسفوسن

### الفليبين
- شلالات تينويان

### روسيا
- شلال كيفاش

### سريلانكا
- شلالات بيكرز
- شلالات بوباث إيلا
- شلالات رافانا
- شلالات سانت كليرز

### جنوب أفريقيا
- شلالات أوغرابيز

### المملكة المتحدة
- قوة كاتراك
- شلالات سينارث
- شلالات كونوي
- شلالات بروار
- قوة عالية
- شلالات السنونو

### الولايات المتحدة
- شلالات باتسون كريك
- شلالات بيتشلر
- شلالات بيج مانيتو
- منتزه بلاكووتر فولز الحكومي

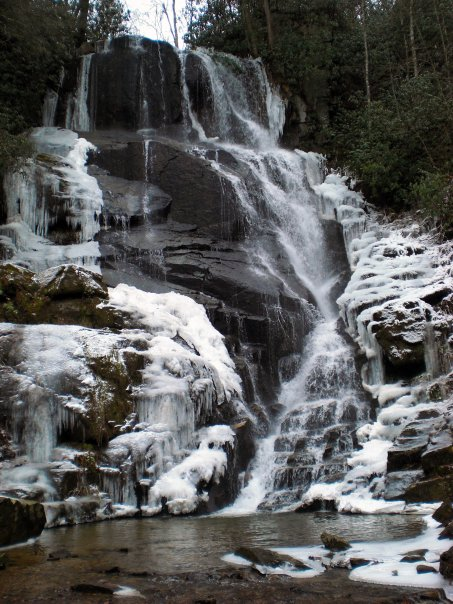
شلالات إيساتو

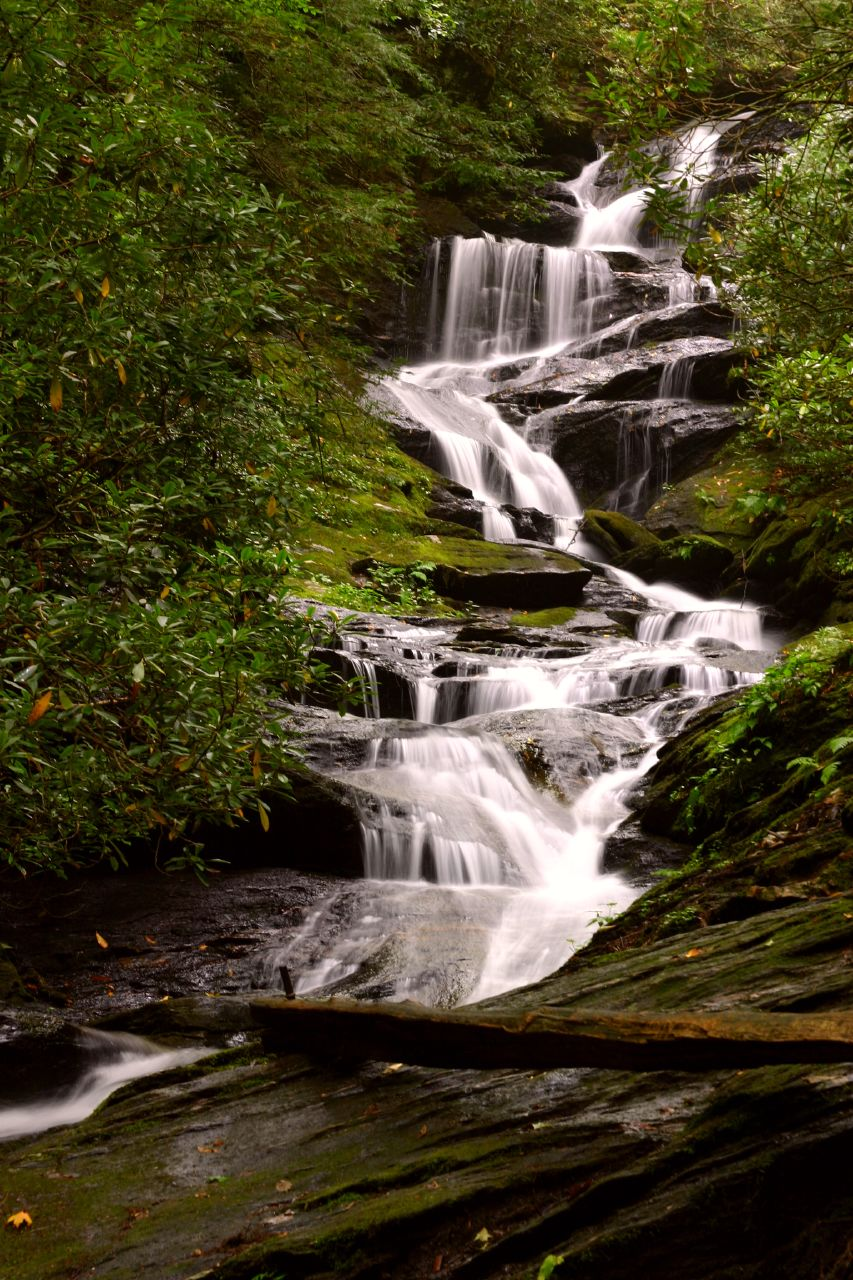
شلالات روارينج فورك

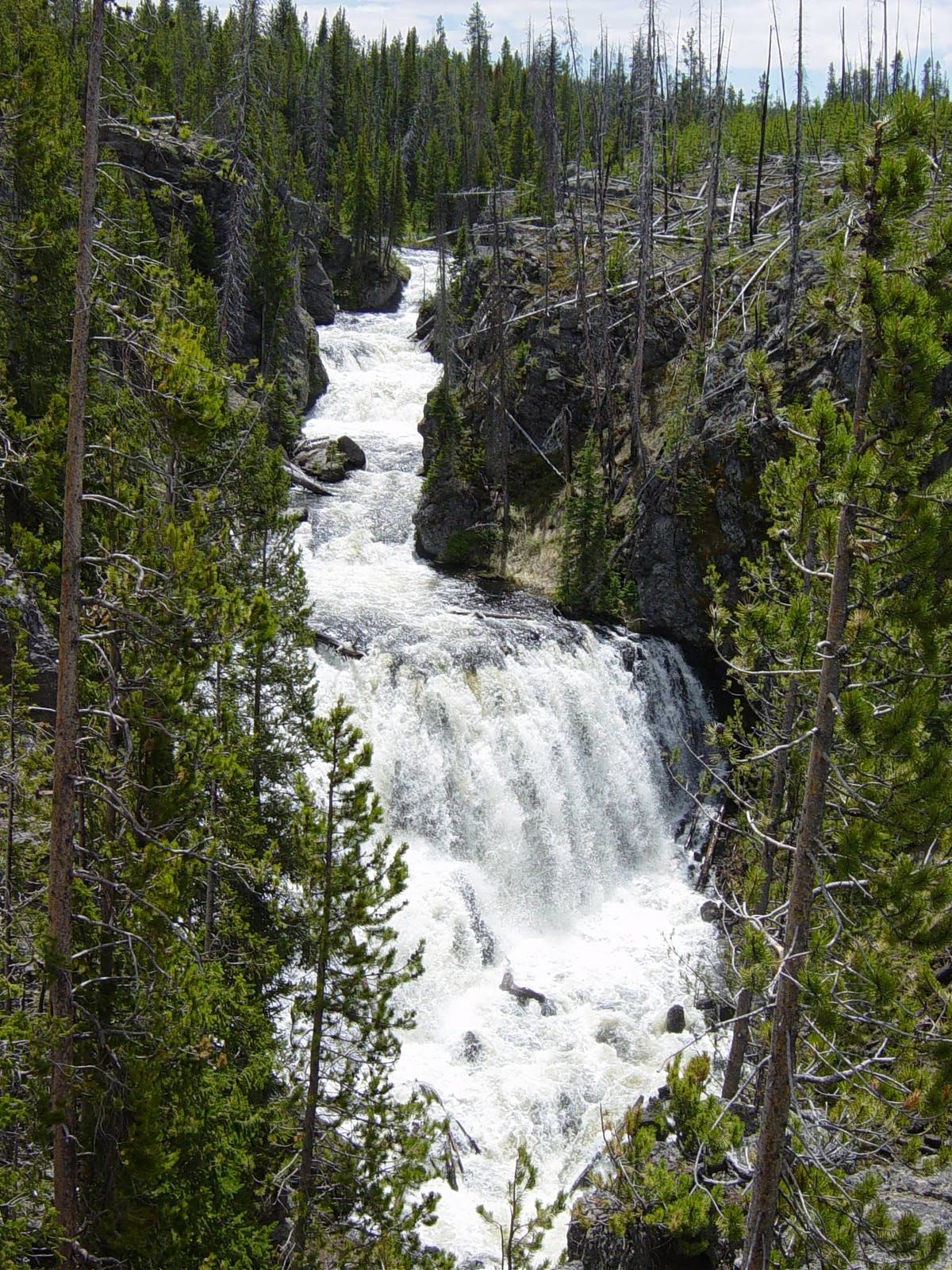
شلالات كيبلر

- شلالات برايدل فيل (غابة دوبونت الحكومية)
- شلالات بورجيس
- شلالات كاسكيد
- شلالات كونستي
- شلالات كوربين كريك
- شلالات كرابتري
- شلالات كولاساجا
- منتزه شلالات كانينغهام الحكومي
- شلالات دينجمانز
- شلالات إيساتو
- شلالات فايرهول
- شلالات فولمر
- شلالات جيبون
- شلالات جوزبيري
- جراند فولز
- الشلالات المخفية
- شلالات إيساكوينا
- شلالات كيبلر
- شلالات كي
- شلالات لويس
- شلالات لور كاسكيدز
- شلالات لوسيفر
- شلالات ماكجاليارد
- شلالات ميتشل
- شلالات مورافيا
- شلالات ميستيك
- شلالات ناجيت
- شلالات أوبيكا
- شلالات قوس قزح
- شلالات روارينج فورك
- شلالات سيتروك كريك
- صخرة منزلقة
- شلالات توري
- شلالات ثلاثية
- شلالات السلحفاة
- أبر كاسكيدز
- شلالات وايت ووتر العلوية
- شلالات فرجينيا
- شلالات ووكر

### أوغندا
- شلالات مورشيسون

### فنزويلا
- شلالات لوفيزنا

## مجزّأ
تتشكل تدفقات منفصلة من المياه أثناء نزولها.

### أستراليا
- شلالات فلورنسا
- شلالات الدليل
- شلالات هولز
- شلالات حدوة الحصان
- شلالات نيغريتا
- شلالات بينسل باين
- شلالات راسل

### بلغاريا

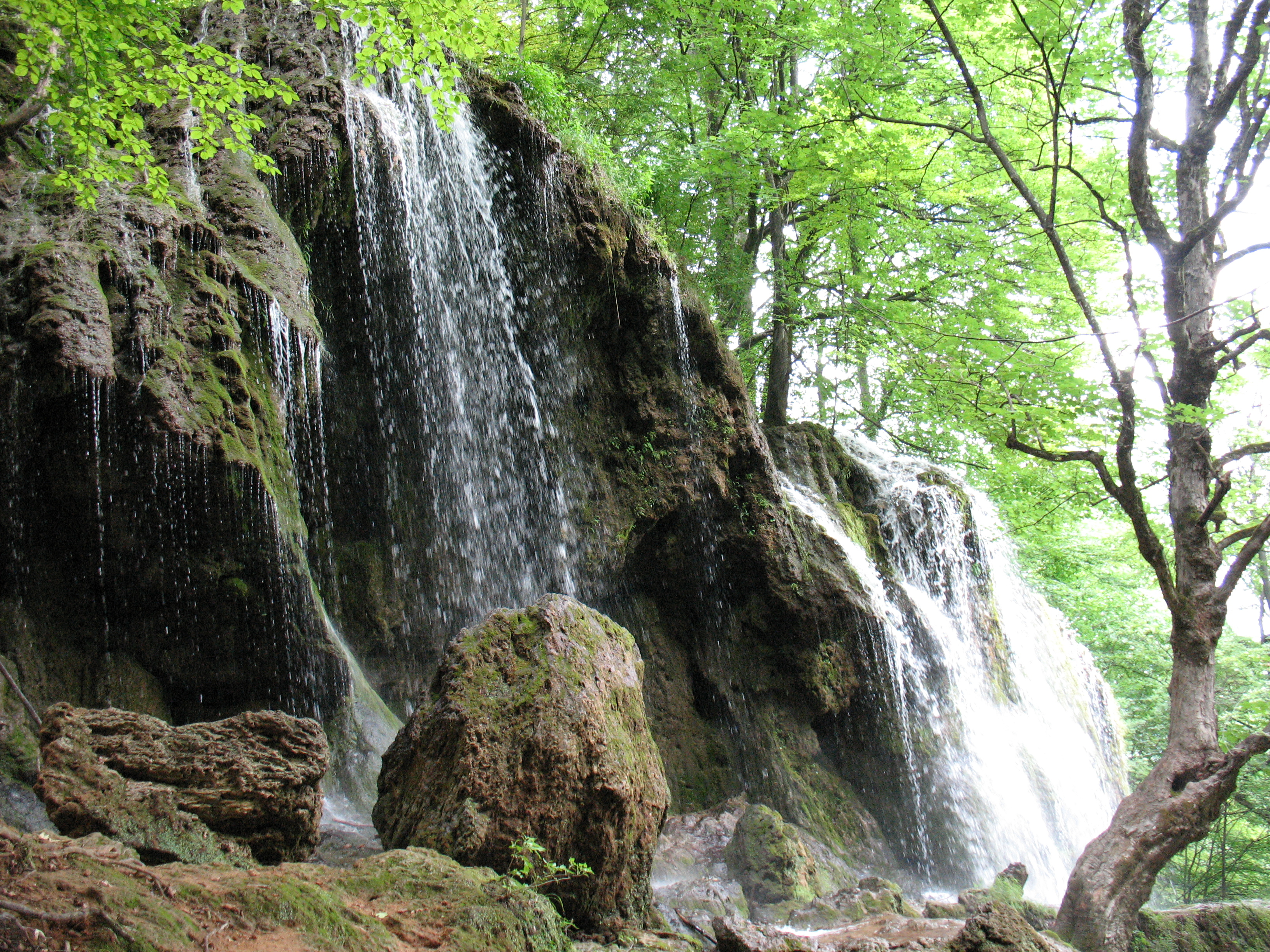
شلال إتروبول فاروفيتس

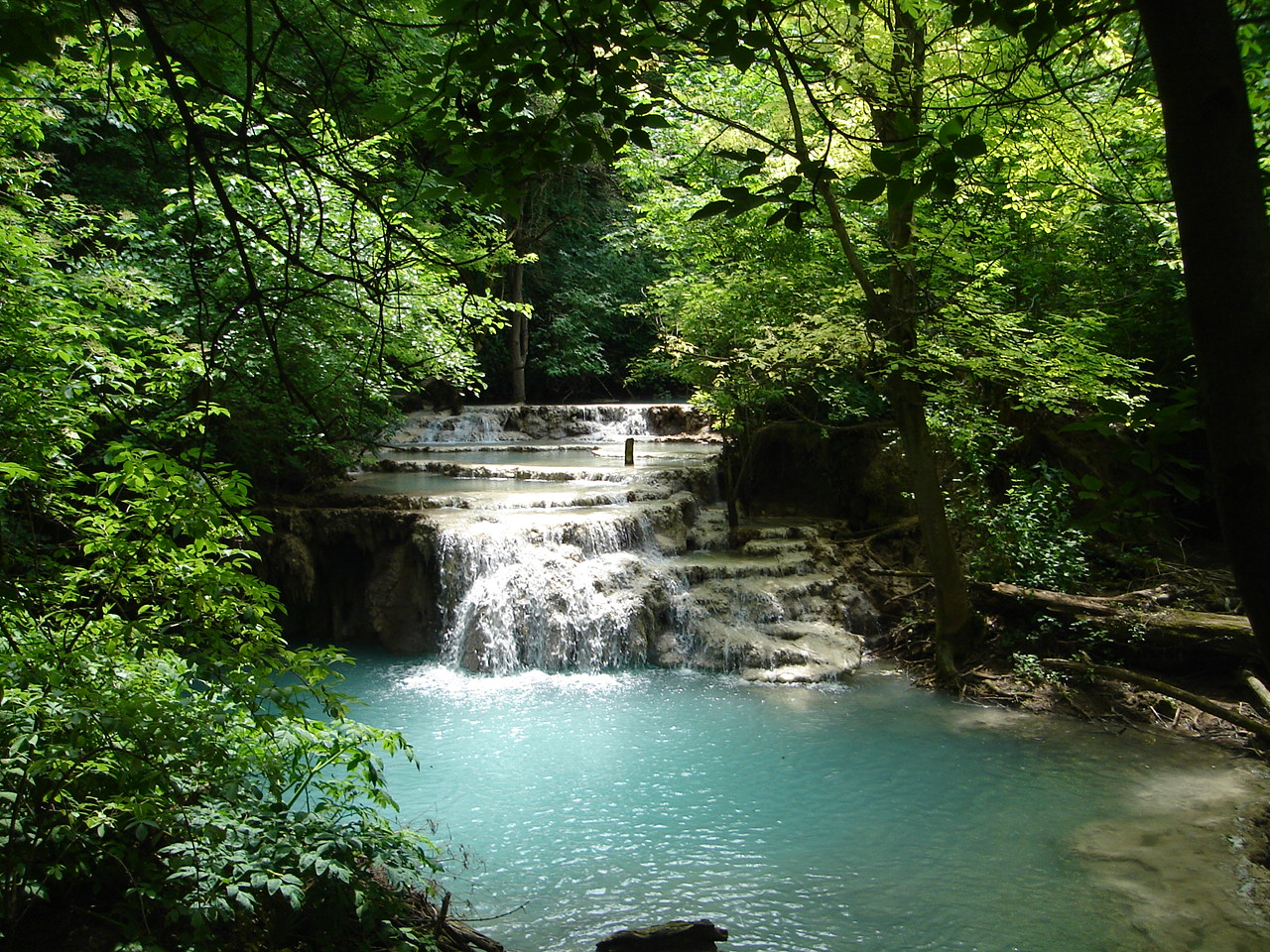
شلالات كروشونا

- شلال إتروبول فاروفيتس – 15 م (49 قدم)
- شلالات كروشونا - 15 م (49 قدم)

### كندا
- شلال بلاك بروك
- شلالات المرجل
- شلالات تشرشل
- شلالات ديلا
- شلالات حدوة الحصان
- شلالات آيسكاب
- شلالات نياجرا
- شلالات نيستوياك
- توين فولز
- شلالات فرجينيا

### تشيلي
- شلالات لاجا

### الصين
- ديتيان - شلالات بان جيوك

### كولومبيا
- شلالات تيكينداما

### إستونيا
- شلالات كايلا

### أيسلندا
- ديتيفوس
- دينجاندي
- هراونفوسار

### الهند
- أجايا جانجاي
- شلالات أثيرابيلي
- شلالات هوجيناكال
- شلالات كيوتي
- شلالات لوشينغتون
- شلالات ماجود
- شلالات مينموتي
- شلالات ساتودي
- شلالات شيفاناسامودرا
- شلالات سورولي
- شلالات فاتاباراي

### إيران
- شلال مارغون

### اليابان
- شلالات ريوزو

### ناميبيا
- شلالات رواكانا

### مقدونيا الشمالية
- شلال كوليسينو

### النرويج
- ريوكانديفوسن
- الأخوات السبع

### تايلاند
- شلال أومفانغ ذي لور سو

### تركيا
- شلالات دودن

### المملكة المتحدة
- شلالات ميناش

### الولايات المتحدة
- شلالات حوض بلوم
- شلالات بورني
- شلالات ديبوت كريك
- الشلالات الجافة
- شلالات إلاكالا
- الشلالات العظيمة
- شلالات ثلاث شلالات

## متعدد الطبقات
تتساقط قطرات الماء في سلسلة من الخطوات أو الشلالات المتميزة.

### أستراليا
- شلالات أبسلي
- شلالات إيبور
- شلالات ليسموردي
- شلالات مونتيزوما
- شلالات المدينة الجديدة
- الشلالات الثانية
- شلالات منجم القصدير
- توين فولز
- شلالات وينتوورث
- شلالات وولومومبي

### بليز
- شلالات بيج روك

### كندا
- شلالات ألكسندر
- شلالات أشلو
- شلالات خليج أفيرون
- شلالات بو الجليدية
- شلالات الهلال
- شلالات كروكيد
- شلالات كومينز
- شلالات ديلا
- شلالات فيري كريك
- شلالات الفيضانات
- شلالات فوسيل
- شلالات هارموني
- شلالات الخوذة
- شلالات كيركسلين
- شلالات ليه سبت
- مايكل فولز
- شلالات مورسبي
- شلالات مورشيسون
- شلالات نيرن
- شلالات بيتش كريك
- شلالات بيتان كريك
- شلالات بليس كريك
- شلالات الهرم
- شلالات راتلنج بروك
- شلالات جانبية
- شلالات سيلفرتيب
- شلالات الهمس

### تشيكيا
- مياه بانكافسكي

### فرنسا
- شلالات جافارني

### ألمانيا
- شلال روثباخ

### الهند
- شلالات باركانا
- شلالات دودساجار
- شلالات هيبي
- شلالات كونشيكال
- شلالات سوتشيبارا

### أندونيسيا
- شلال بارانجلو
- شلالات تومباك سيوو

### إيطاليا
- شلال مارمور
- شلالات ديل سيريو

### مقدونيا الشمالية
- شلال روشتوشي

### النرويج
- لانغفوسن
- لاتيفوسن
- رامنيفييلسفوسن

### بيرو
- جوكتا كاتاراكتس
- شلالات يومبيلا

### سريلانكا
- شلالات ديفون
- شلالات دونهيندا
- شلالات رامبودا

### سويسرا
- شلالات إنجستليجن
- شلالات تروميلباخ

### تايلاند
- كاينج سوفا
- نانغ رونغ

### المملكة المتحدة
- شلالات أبر
- قوة إيرا
- شلالات كانونتين
- صنبور كوتلي
- شلالات دولغوتش
- إياس أ' تشوال ألوين
- شلالات البهو
- ذيل الفرس الرمادي، لانروست ، كونوي
- قوة الطحلب
- بيستيل واي لين
- قوة المقياس
- شلال ستيل

### الولايات المتحدة
- منتزه أميكالولا فولز الحكومي
- شلالات بيردين
- شلالات بونيتا
- شلالات برايدال فيل
- شلالات كالف كريك
- شلالات تشيلنوالنا
- شلالات المذنب
- شلالات إيساتو
- شلالات كاترسكيل
- شلالات كاهيوا
- شلالات لينفيل
- شلالات مازاما
- شلالات مولتنوماه
- شلالات أولوبينا
- شلالات ريني ليك
- الشلالات السبع
- شلالات سيلفر ثريد
- شلالات سولفيد كريك
- شلالات تويستر
- شلالات يوسمايت
- شلالات زاباتا

## حوضي
ينزل الماء مقيدًا ثم ينتشر في حوض أوسع.

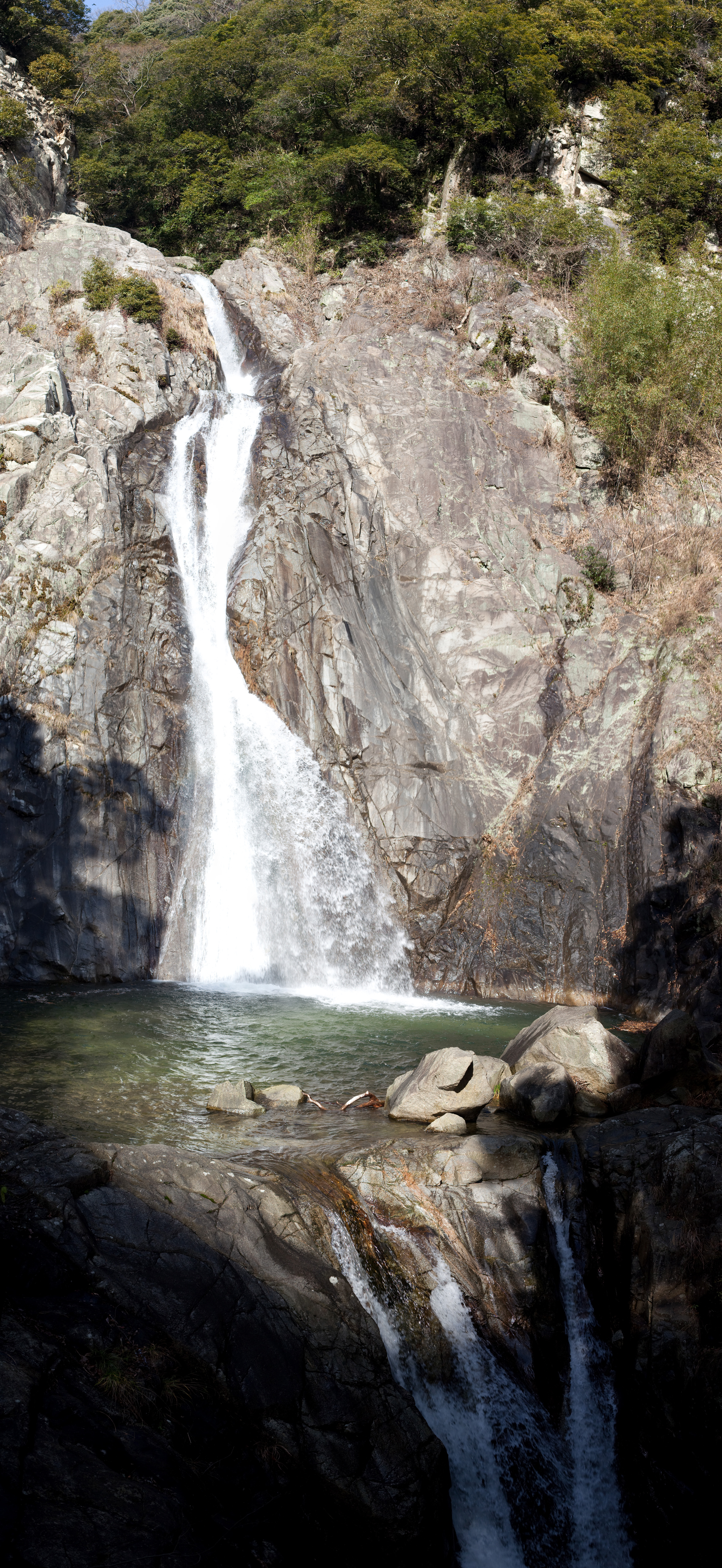
شلالات نونوبيكي

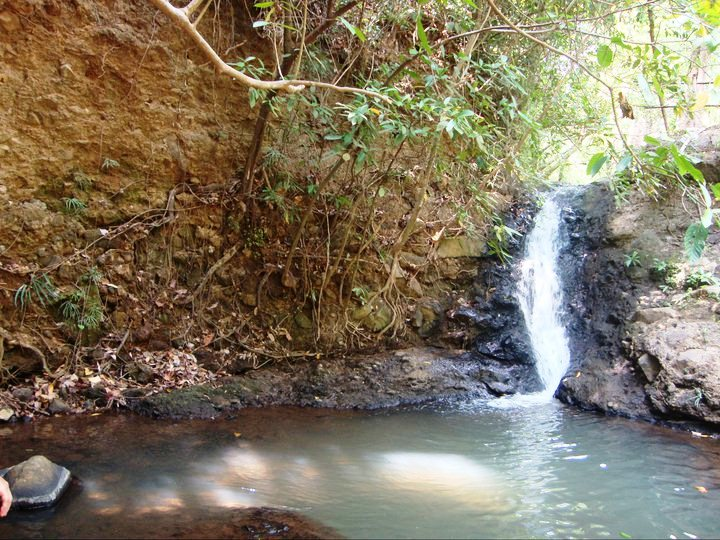
شلالات كامايا

### أستراليا
- شلالات إديث
- شلالات وانجي
- شلالات وانون

### بلغاريا
- شلال إيمين

### كندا
- شلالات كيهول

### أيسلندا
- جاين
- هجالبارفوس

### اليابان
- شلالات نونوبيكي

### كوريا
- شلال تشيونجيون
- شلال جونغبانج

### الفليبين
- شلالات كامايا

### المملكة المتحدة
- حفرة جانيت

### الولايات المتحدة
- شلالات ميتلاكو
- شلالات بانش بول

## مروحي
ينتشر الماء أفقيًا أثناء نزوله مع البقاء على اتصال بالصخور الأساسية.

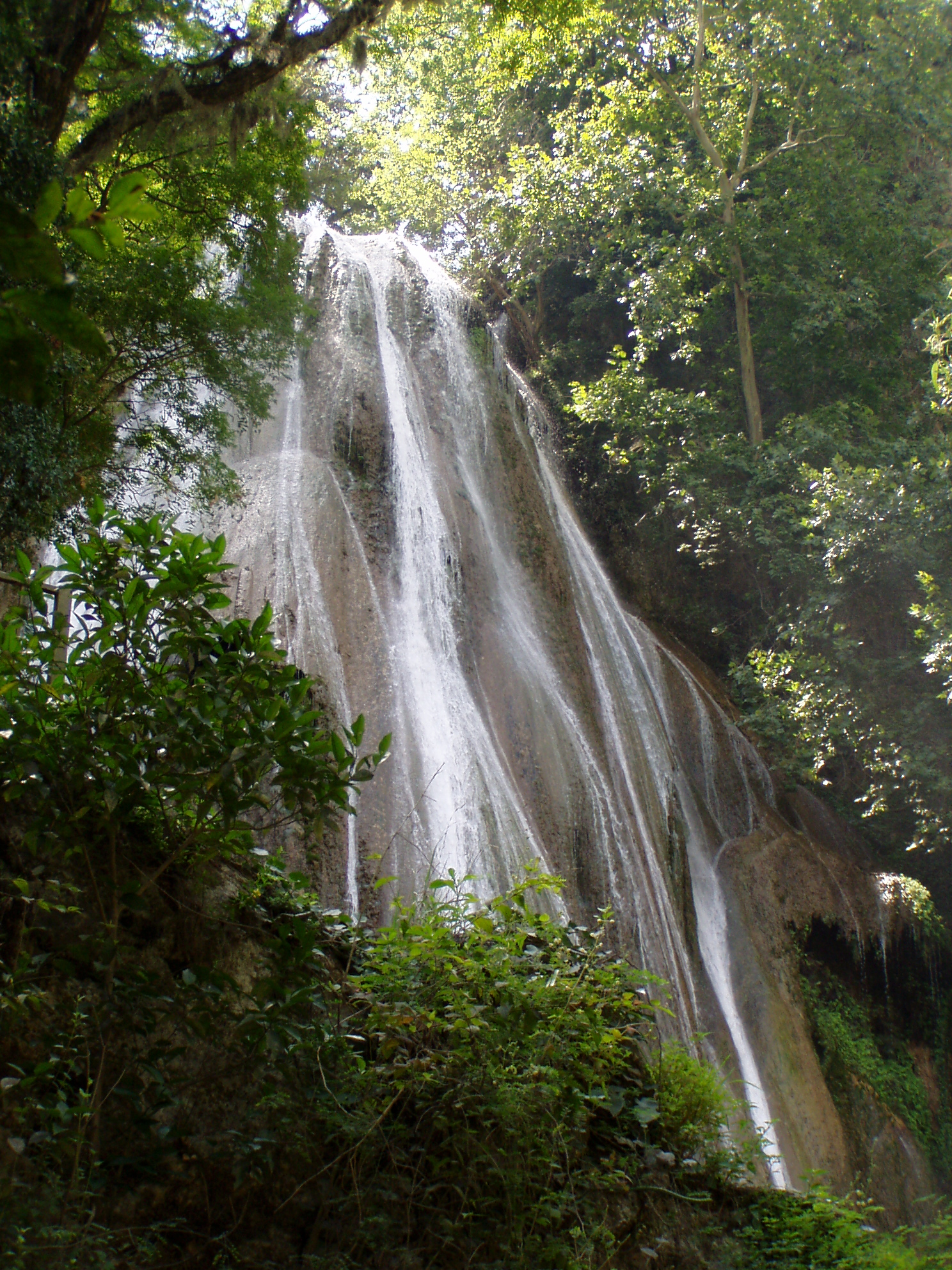
كولا دي كابالو

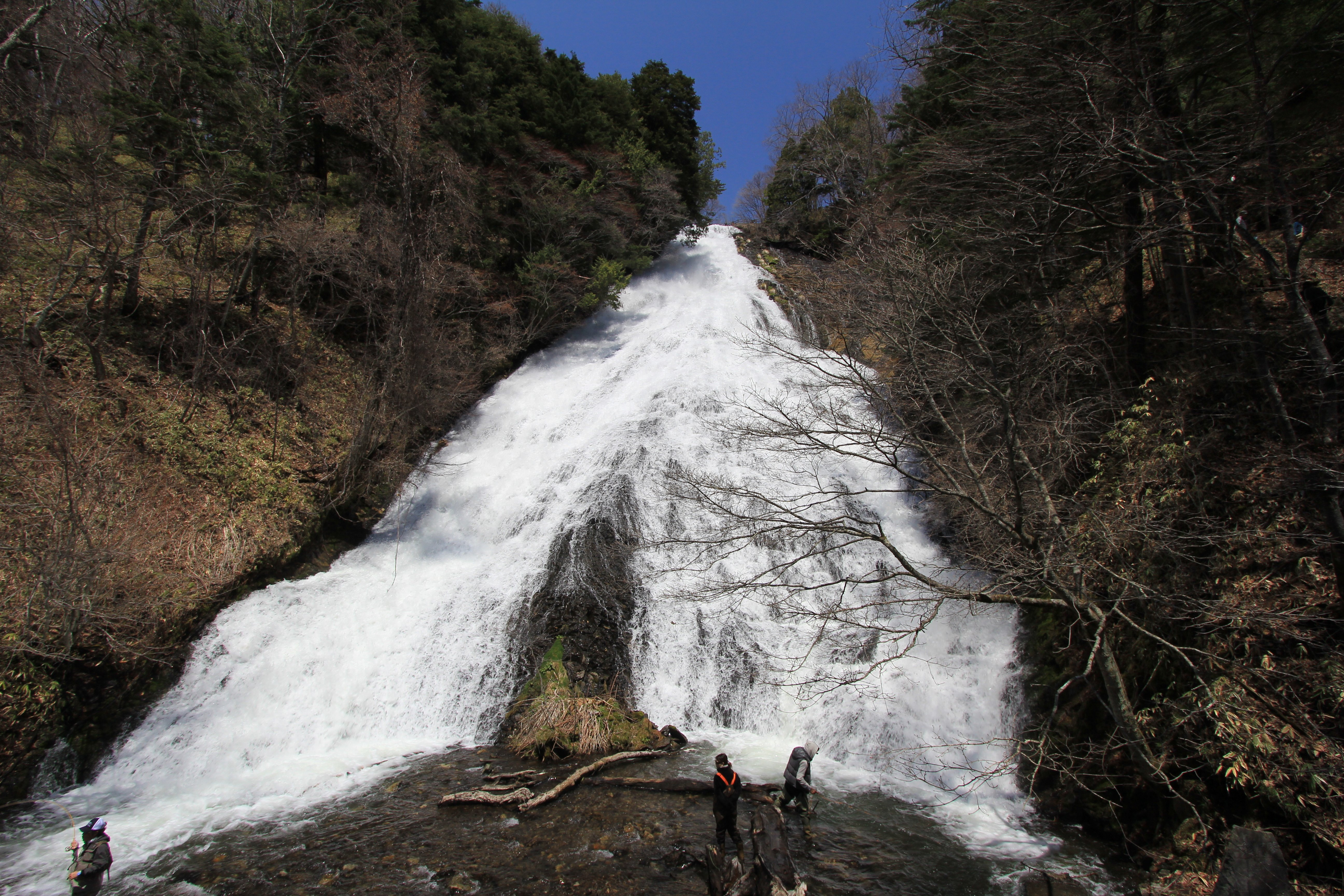
شلالات يوداكي

### أستراليا
- شلالات ديب
- شلالات نيلسون

### كندا
- شلالات تشاتر بوكس

### اليابان
- شلالات يوداكي

### المكسيك
- كولا دي كابالو

### الفليبين
- شلالات تيناغو

### الولايات المتحدة
- شلالات المياه المتساقطة
- الشلالات العالية
- شلالات ناجيت
- شلالات تيرنر
- شلالات الاتحاد

## الشلالات المؤقتة
تتدفق الشلالات قصيرة الأمد فقط بعد هطول أمطار غزيرة أو ذوبان ثلوج ذات حجم كثيف.

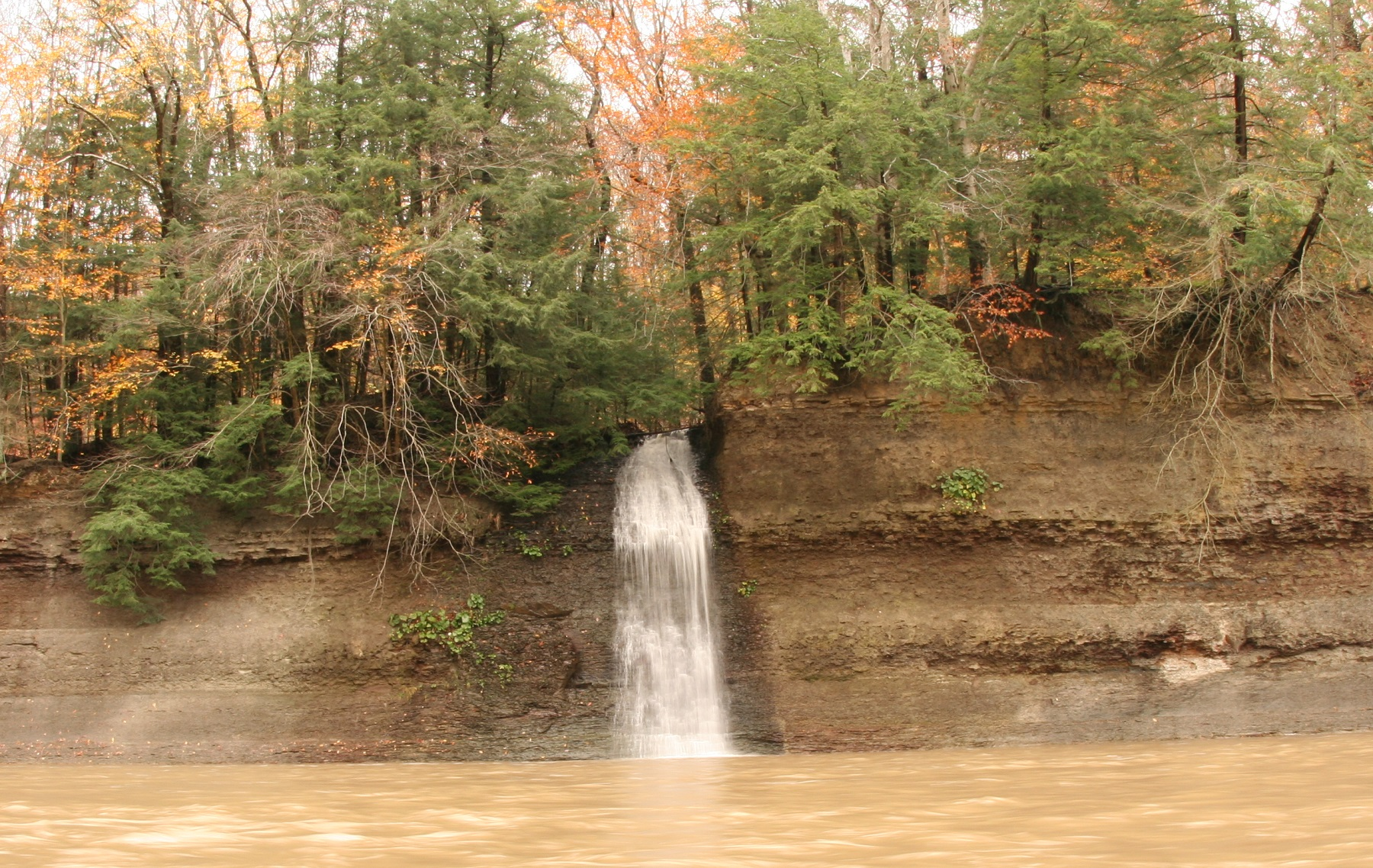
مثال على شلال مؤقت. هذا النهر، عندما يتدفق، يغذي نهر شاجرين (أوهايو).

### الولايات المتحدة
- شلال ذيل الحصان

### بلغاريا
- فراتشانسكا سكاكليا (141 م)

## روابط خارجية
- قاعدة بيانات الشلالات العالمية